# Leverkusen
Leverkusen [ˈleˑvɐkuːzn̩] ist eine kreisfreie Stadt und Mittelzentrum im südlichen Nordrhein-Westfalen, gehört zum Regierungsbezirk Köln, liegt geographisch im Bergischen Land und gehört somit zum Rheinland. In Leverkusen mündet die Wupper in den Rhein.
Die Stadt liegt unmittelbar nordöstlich von Köln und gehört der Metropolregion Rhein-Ruhr an. Mit ihren 168.581 Einwohnern (31. Dezember 2024, laut Einwohnerstatistik der Stadt 170.329 am 31. Dezember 2024) zählt sie zu den kleineren Großstädten des Landes; sie liegt auf Platz 49 der größten Städte Deutschlands. Bekannt ist Leverkusen vor allem durch den Bayer-Konzern und den Fußball-Bundesligisten Bayer 04 Leverkusen, den Deutschen Meister der Männer der Spielzeit 2023/24.
Gegründet wurde die Stadt Leverkusen 1930 durch den Zusammenschluss der Stadt Wiesdorf mit den Gemeinden Schlebusch, Steinbüchel und Rheindorf.
Ihren Namen verdankt die Stadt dem Apotheker und Chemieunternehmer Carl Leverkus, dessen Familie von der Hofschaft Leverkusen aus dem Gebiet der heutigen Stadt Remscheid abstammte. Leverkus gründete um die Mitte des 19. Jahrhunderts bei Wiesdorf am Rhein eine Chemiefabrik und gab der Siedlung seiner Arbeiterschaft den Namen Leverkusen – so hieß bereits der Familiensitz in Lennep. 1930 ging der Name auf die neu gegründete Stadt Leverkusen über.
Die heutige Stadt Leverkusen entstand 1975 durch den Zusammenschluss Leverkusens mit der Kreisstadt Opladen sowie der Stadt Bergisch Neukirchen und der Eingliederung des Stadtteils Hitdorf der Stadt Monheim am Rhein. Die neugegliederte Stadt wurde danach in drei Stadtbezirke aufgeteilt; dabei wurde Opladen auf die Bezirke II und III aufgespalten. Leverkusen hat drei größere Stadtzentren mit Fußgängerzonen. Sie befinden sich in den Stadtteilen Leverkusen-Mitte (Wiesdorf), Schlebusch und Opladen. Schlebusch und Bergisch Neukirchen werden als „Tor zum Bergischen Land“ bezeichnet. Bergisch Neukirchen, Quettingen, Lützenkirchen, Steinbüchel und teilweise Schlebusch liegen auf dem Westabhang des Bergischen Landes. Das restliche Stadtgebiet liegt in der Rheinebene der Kölner Bucht.
Der in Leverkusen gesprochene Dialekt ist hauptsächlich der nördliche mittelfränkische Dialekt des Ripuarischen, auch als „kölsche Mundart“ bekannt. Des Weiteren gibt es bergische Dialekte in den östlichen Stadtteilen.

## Geografie

### Lage

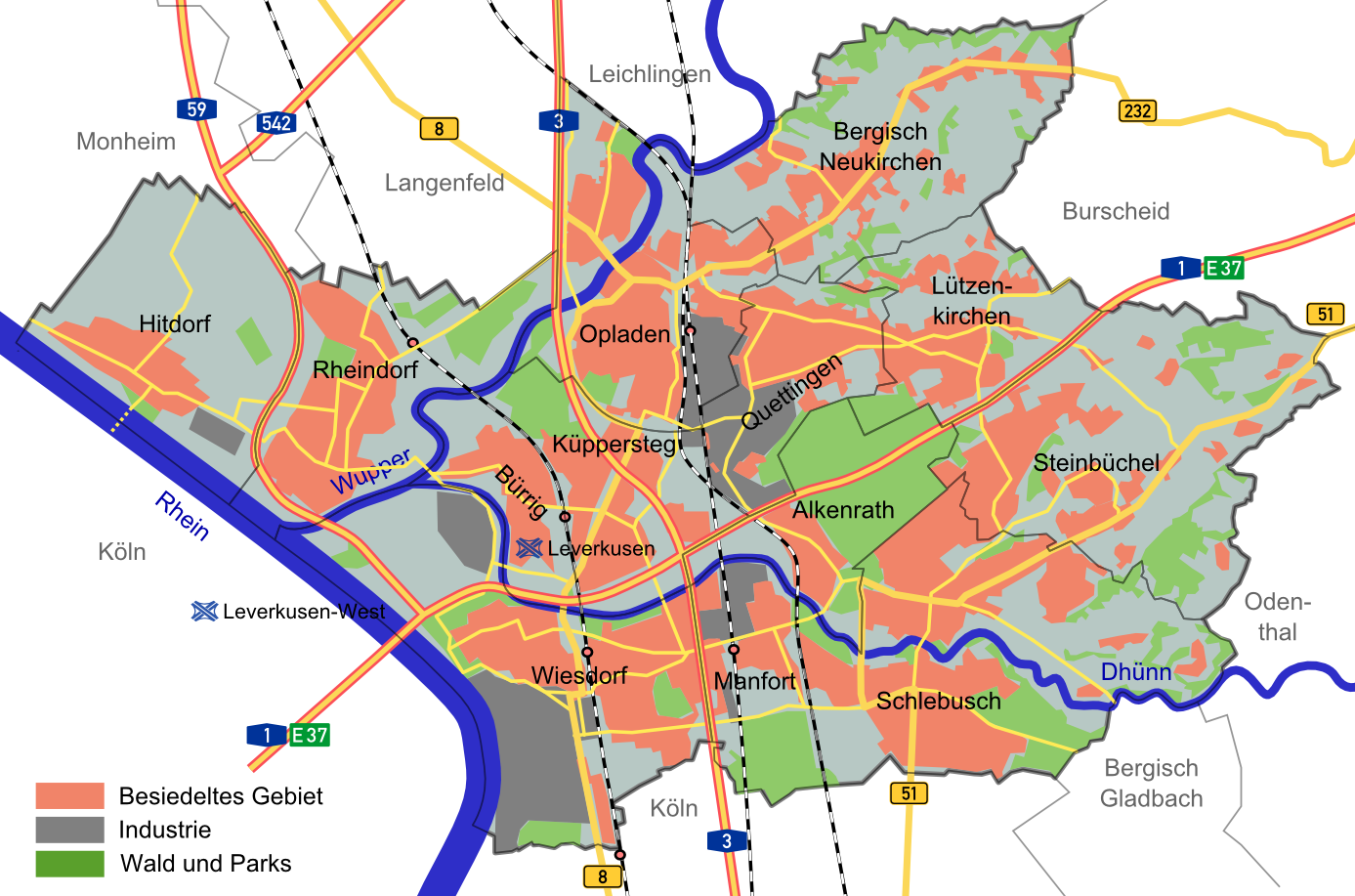
Karte von Leverkusen

Die Stadt Leverkusen liegt am rechten Ufer des Niederrheins, am Unterlauf der Wupper und an der Dhünn. Die natürliche Stadtgrenze im Westen bildet der Rhein. Ca. 10 km südlich der Stadt liegt Köln, im Norden Monheim am Rhein und Langenfeld (Rheinland). Die östlichen Stadtteile dehnen sich bis in die Ausläufer des Bergischen Landes aus.
Der höchste Punkt des Stadtgebiets befindet sich an der Stadtgrenze zu Burscheid in Höhe der Kompostierungsanlage Heiligeneiche mit 198,7 m ü. NHN, der niedrigste mit 35,1 m ü. NHN liegt bei der Hitdorfer Hafeneinfahrt. Die Stadtgrenze hat einen Umfang von 56 Kilometern. Die größte Nord-Süd-Ausdehnung beträgt 8,9 und die größte West-Ost-Ausdehnung 15,3 Kilometer.

### Nachbargemeinden
Folgende Städte und Gemeinden grenzen an die Stadt Leverkusen, sie werden im Uhrzeigersinn, beginnend im Nordosten, genannt:

Leichlingen,

Burscheid,

Odenthal und

Bergisch Gladbach (alle Rheinisch-Bergischer Kreis),

Köln (Kreisfreie Stadt) sowie

Monheim und

Langenfeld (beide Kreis Mettmann).

### Stadtgliederung

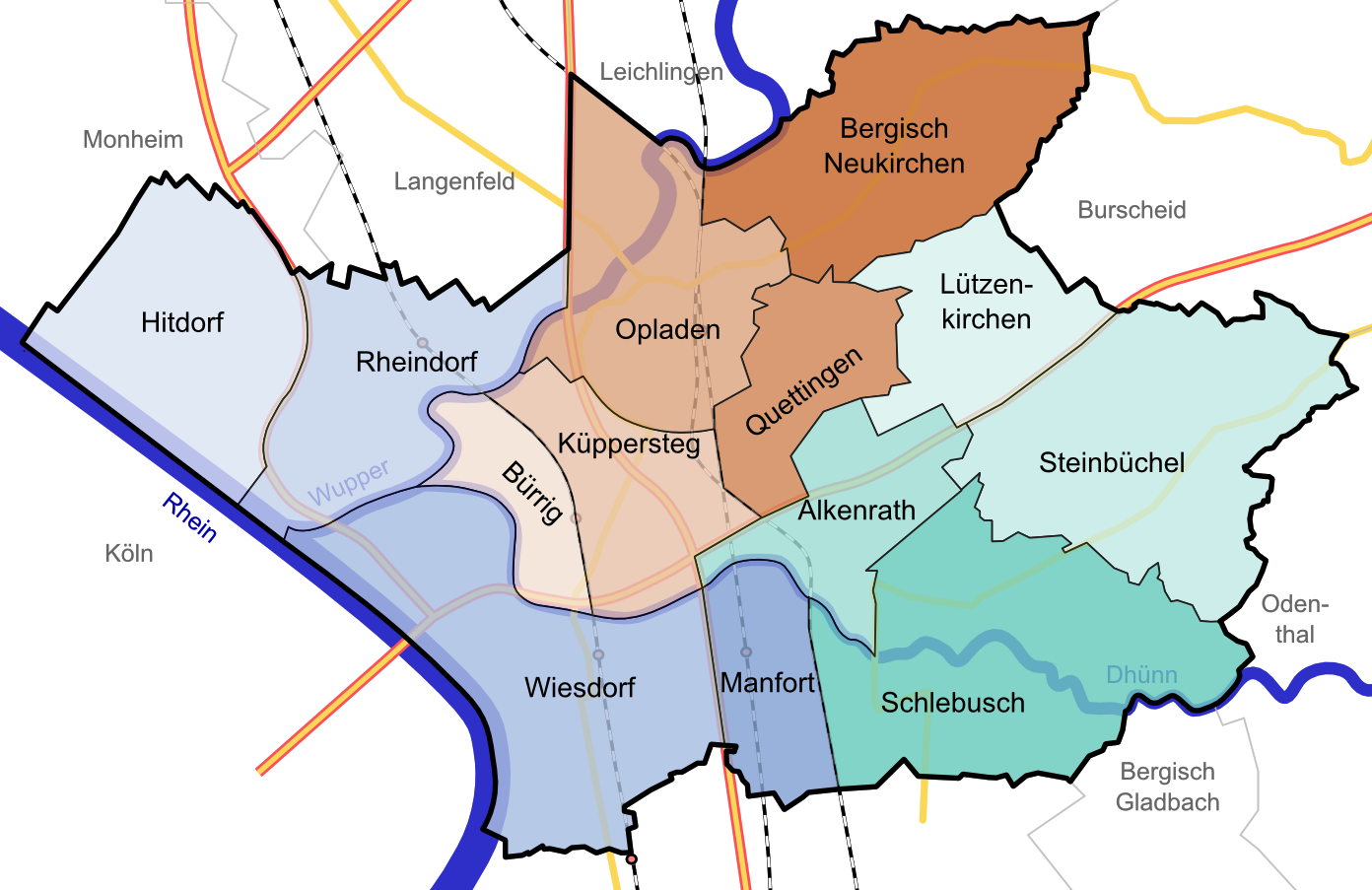
Stadtteile und -bezirke: Stadtbezirk I blau, II braun, III grün

Mit der kommunalen Neugliederung 1975 wurde das Stadtgebiet Leverkusens in drei Stadtbezirke, 13 Stadtteile und 16 Statistische Bezirke unterteilt. Im Jahr 2003 wurden als weitere Gliederungsstufe 77 „Quartiere“ abgegrenzt. Jeder Stadtbezirk verfügt über eine eigene Bezirksvertretung, die aus 15 Mitgliedern, den Bezirksvertretern, besteht. Sie werden von der Bevölkerung des Stadtbezirks auf fünf Jahre gewählt, den Vorsitz hat der Bezirksvorsteher (seit 2020 Bezirksbürgermeister). Die Bezirksvertretungen sind für bestimmte Aufgaben des Bezirks zuständig und bei allen wichtigen Angelegenheiten des Stadtbezirks anzuhören.
Die Stadtbezirke mit ihren zugehörigen Stadtteilen:
- Stadtbezirk I:  Wiesdorf, Manfort,  Rheindorf und  Hitdorf
- Stadtbezirk II:  Opladen, Küppersteg, Bürrig, Quettingen und  Bergisch Neukirchen
- Stadtbezirk III:  Schlebusch, Steinbüchel,  Lützenkirchen und Alkenrath

Die Stadtteile sind zum Teil in weitere Wohnplätze mit eigenen Namen unterteilt. Dabei handelt es sich um ältere Siedlungen oder Neubaugebiete, deren Namen meist auf historische Hof-, Siedlungs- oder Flurbezeichnungen zurückgehen. Hierzu gehören beispielsweise Fettehenne, Pattscheid, Biesenbach, Hüscheid, Imbach, Niederblecher, Schöne Aussicht, Voigtslach, Mathildenhof, Leimbacher Berg, Meckhofen und Waldsiedlung.

### Klima und Natur
|                        | Jan  | Feb  | Mär  | Apr  | Mai  | Jun  | Jul  | Aug  | Sep  | Okt  | Nov  | Dez  |   |       |
| Mittl. Temperatur (°C) | 4,2  | 5,3  | 7,7  | 11,3 | 15,4 | 19,2 | 20,8 | 20,1 | 16,1 | 11,9 | 7,7  | 6,4  | ⌀ | 12,2  |
| Mittl. Tagesmax. (°C)  | 6,7  | 8,9  | 11,8 | 16,1 | 20,7 | 24,4 | 25,8 | 25,6 | 21,4 | 15,7 | 10,6 | 8,8  | ⌀ | 16,4  |
| Mittl. Tagesmin. (°C)  | 1,7  | 2,0  | 3,7  | 5,8  | 10,1 | 14,0 | 15,4 | 15,0 | 11,6 | 8,5  | 4,9  | 3,9  | ⌀ | 8,1   |
|                        |      |      |      |      |      |      |      |      |      |      |      |      |   |       |
| Niederschlag (mm)      | 65,3 | 57,2 | 54,4 | 48,5 | 55,5 | 75,8 | 76,4 | 78,3 | 63,5 | 66,2 | 70,2 | 75,2 | Σ | 786,5 |

| 1,7 |

| 2,0 |

| 3,7 |

| 5,8 |

| 10,1 |

| 14,0 |

| 15,4 |

| 15,0 |

| 11,6 |

| 8,5 |

| 4,9 |

| 3,9 |

| 1,7 |

| 2,0 |

| 3,7 |

| 5,8 |

| 10,1 |

| 14,0 |

| 15,4 |

| 15,0 |

| 11,6 |

| 8,5 |

| 4,9 |

| 3,9 |

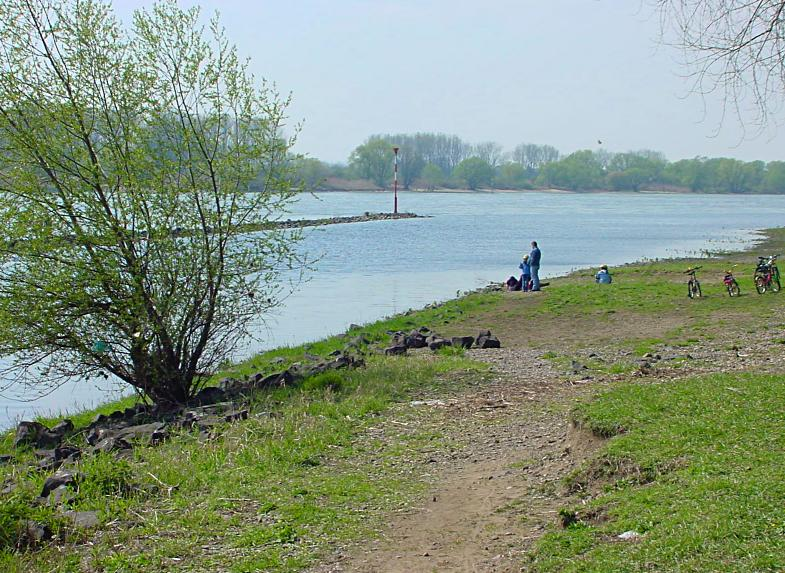
Wuppermündung in den Rhein
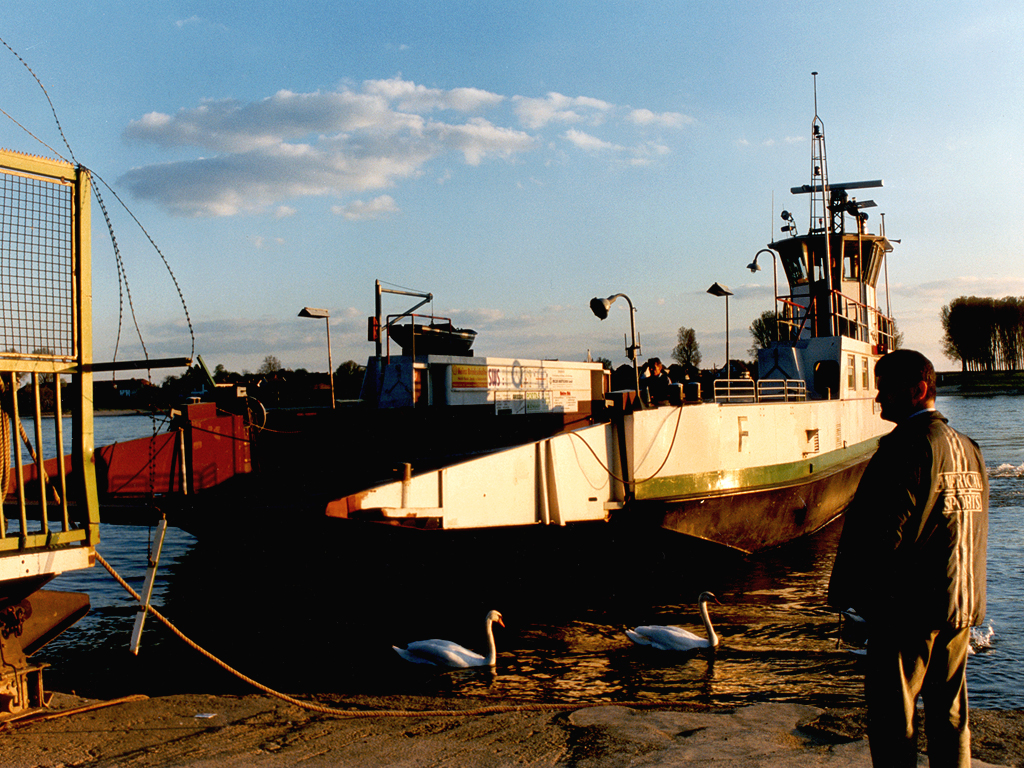
Fähre Leverkusen-Hitdorf—Köln-Langel
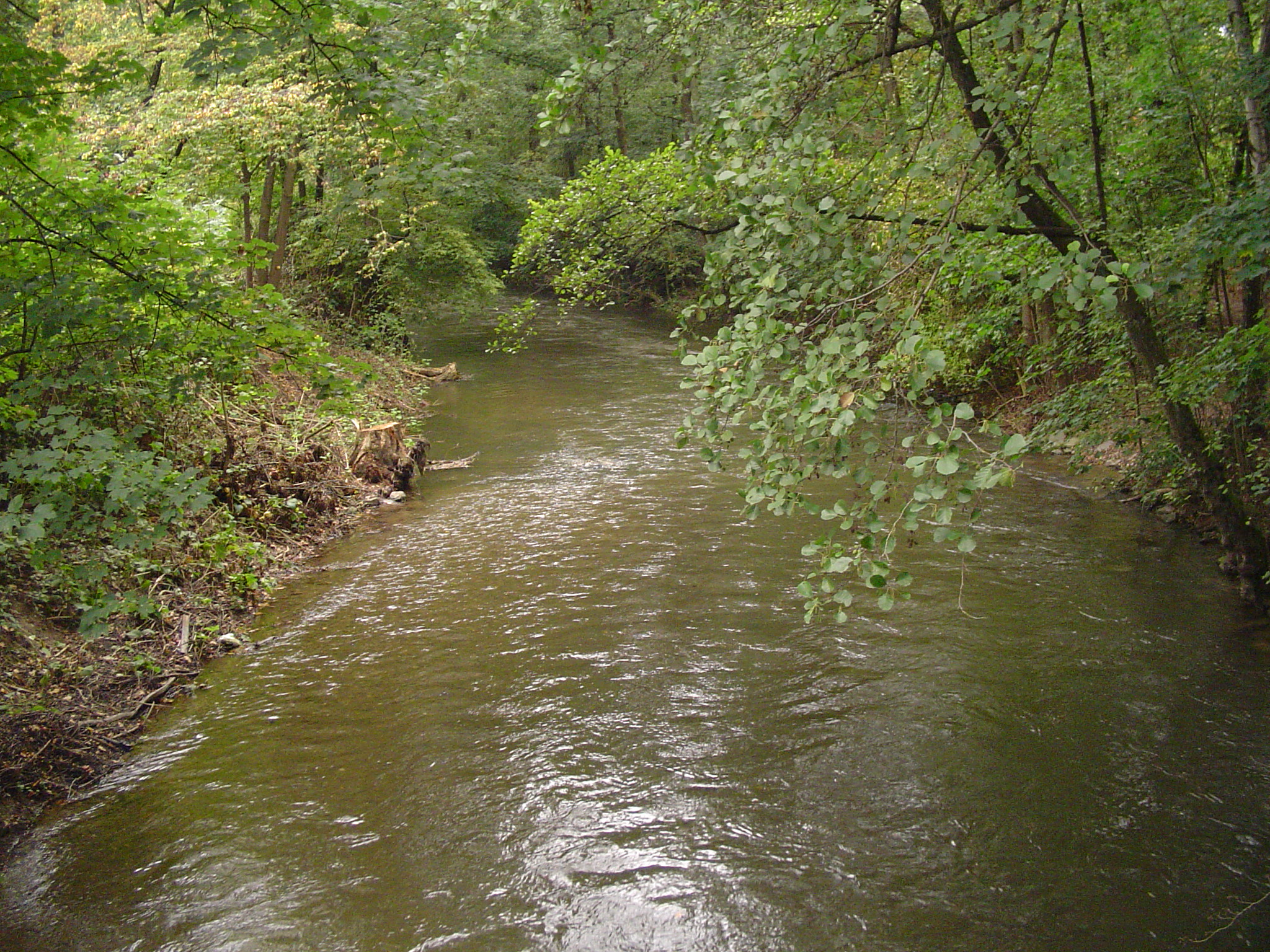
Dhünn
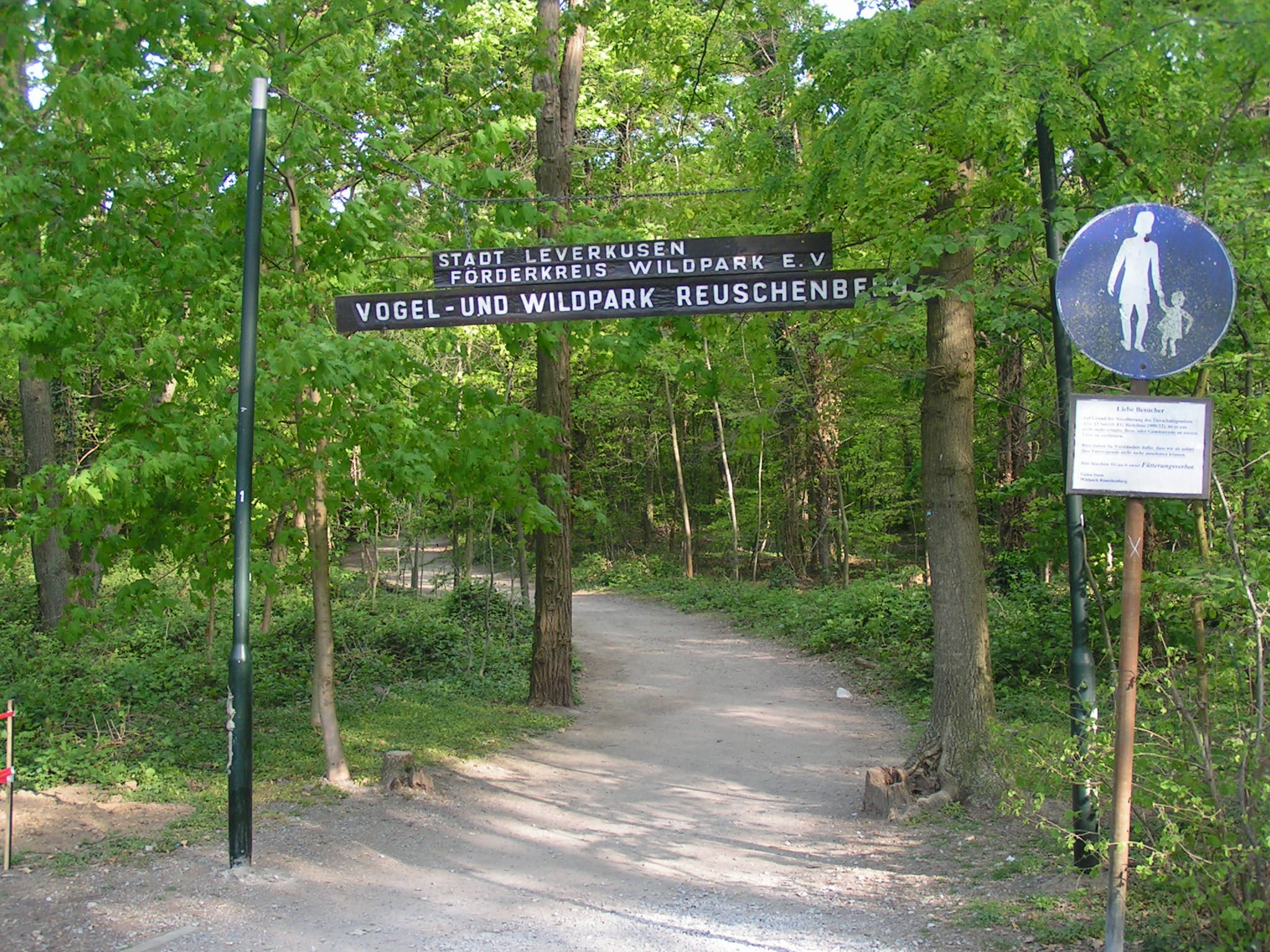
Wildpark Reuschenberg

Leverkusen erstreckt sich über drei rheinische Landschaftsgebiete: die Köln-Bonner Rheinebene, die Bergische Heideterrasse und die Bergischen Hochflächen. Auf der Köln-Bonner Rheinebene befinden sich Lindenwälder, die Ränder der Bäche und Flüsse sind mit Bruch- und Auenwäldern bewachsen, mit einem geringen Anteil an Eichen und Haseln, der auch in den Lindenwäldern vorhanden ist. Die Landschaft der Bergischen Heideterrassen ist überwiegend von Heide geprägt, die auch Namensbestandteil einiger Stadtteile wie Fixheide oder Schlebuscher Heide ist. In Richtung Osten liegt das Bergische Hochland als Teil des Rheinischen Schiefergebirges. Dort wurden überwiegend Nadelholzkulturen angelegt. Außerdem wird diese Fläche agrarisch genutzt.
Der Niederschlag in Leverkusen liegt im Jahresmittel bei 700 Millimetern, der Wind weht überwiegend aus West und Südwest. Die Jahresmitteltemperatur beträgt ca. 12,2 °C. In Richtung Osten zum Bergischen Land steigt die Niederschlagsmenge auf bis zu 1300 Millimeter im Jahresmittel an. Das Klima entspricht somit dem Übergang vom gemäßigten Seeklima zum Kontinentalklima mit milden Wintern und mäßig warmen Sommern.

## Geschichte

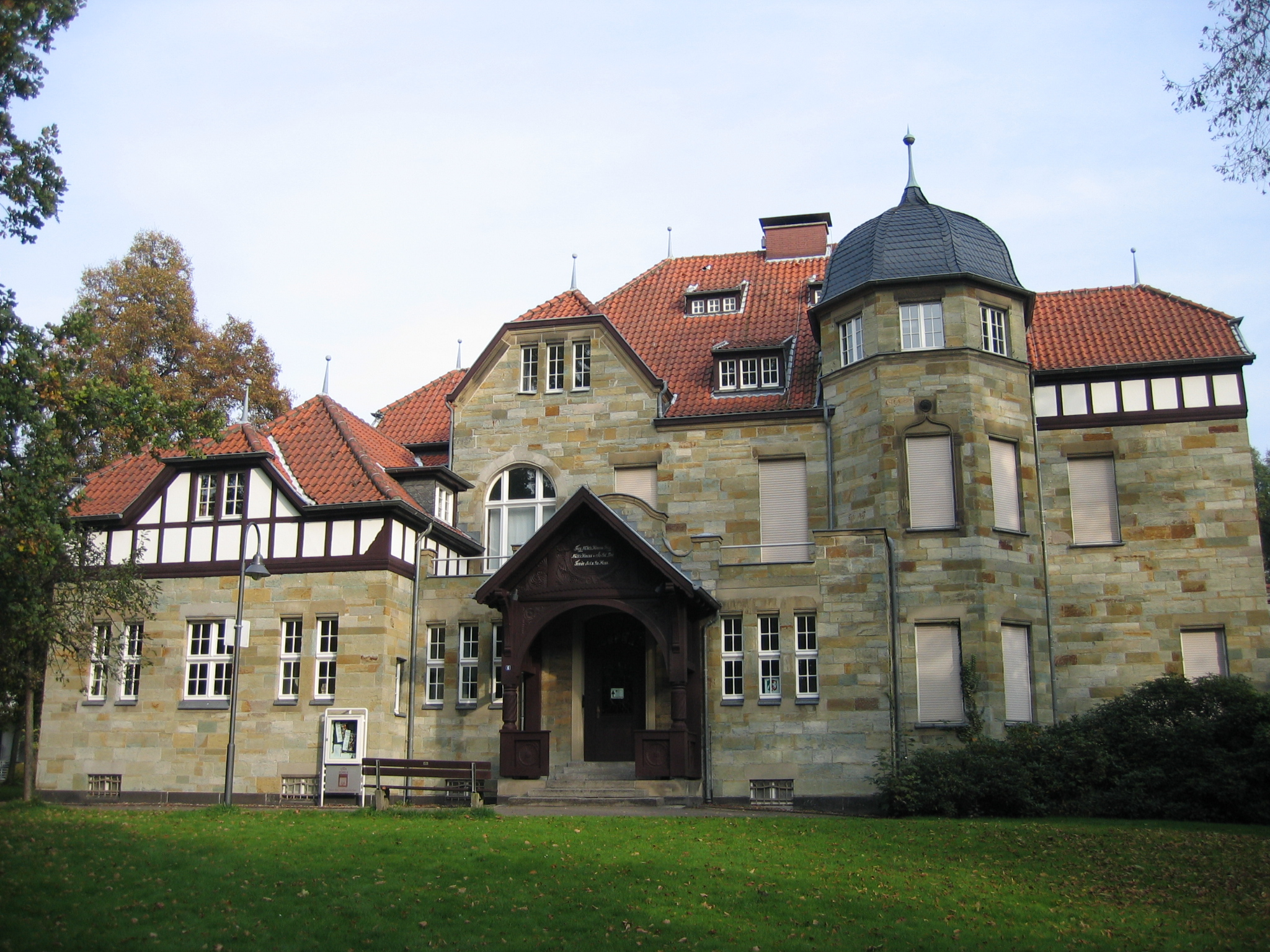
Die Villa Römer, heute Haus der Stadtgeschichte

Die hier dargestellte Geschichte Leverkusens bezieht sich im Wesentlichen auf die Gemeinden Wiesdorf, Schlebusch, Steinbüchel und Rheindorf, die sich 1930 zur Stadt Leverkusen zusammenschlossen. Details zur Geschichte der 1975 zur Stadt Leverkusen hinzugekommenen Ortsteile sind unter Opladen, Hitdorf und Bergisch Neukirchen zu finden.
Die Siedlungen des heutigen Leverkusener Stadtgebiets wurden ab dem 10. Jahrhundert erstmals erwähnt, zuerst Hitdorf im Jahre 941, als letztes Alkenrath 1458. Sie gehörten seit dem Mittelalter zur Grafschaft beziehungsweise zum Herzogtum Berg.

### Römerzeit
In Leverkusen wurden Grabplatten gefunden, die aufgrund ihrer Gestaltung sowie der Grabinhalte den Römern zugeordnet werden konnten. Die Gräber enthielten unter anderem komplette Soldatenausrüstungen. Ein weiterer Hinweis auf die Anwesenheit der Römer im späteren Leverkusener Stadtgebiet sind Siedlungen, die nach römischem Vorbild errichtet wurden. Der Siedlungsplatz Scherfenbrand und viele weitere kleine Lagerstellen in Leverkusen konnten unter anderem anhand vorgefundener Terra Sigillata den Römern zugeordnet werden. Die Römer wurden im ersten Viertel des vierten Jahrhunderts nach Christus von den Franken abgelöst. Zur Zeit Karls des Großen gehörte das Leverkusener Gebiet zum Deutzgau.

### Mittelalter
Das rechtsrheinische Land gehörte zu großen Teilen zum mächtigen Erzstift Kurköln, somit auch Leverkusen. Ein Gut in Rheindorf wurde im 11. Jahrhundert in Zusammenhang mit dem Kölner Apostelstift genannt. Hitdorf wiederum wurde im Jahre 1151 mit seiner Abtei St. Pantaleon und mit einem Fronhof erwähnt, in dem ein Untervogt des Grafen von Berg wohnte.
Die Grafengewalt über das spätere Stadtgebiet lag seit etwa 1150 bei den Grafen (und späteren Herzögen) von Berg. Die Pfarrkirche Bürrig wurde 1147 zum ersten Mal urkundlich erwähnt, 1163 und 1164 folgten die Kirchen in Lützenkirchen und Wiesdorf; die Schlebuschrather Kirche ist 1235 erstmals urkundlich erwähnt.
Im 14. Jahrhundert wurden die Pfarrkirchen der Orte Wiesdorf, Rheindorf, Bürrig, Opladen, Lützenkirchen und Neukirchen (heute Bergisch Neukirchen) im Steuerverzeichnis der Erzdiözese, dem Liber Valoris aufgeführt. Dieses Heberegister der mittelalterlichen erzbischöflichen Verwaltung wurde mindestens vom 13. bis ins 15. Jahrhundert hinein immer wieder neu aufgelegt. Für das Jahr 1363 sind die Ortsteile des heutigen Leverkusen als Orte im Amt Miselohe belegt (mit Ausnahme von Hitdorf und Rheindorf, die zum Amt Monheim gehörten). Opladen nahm im Amt Miselohe als Sitz des Gerichts und des Amtsphysikus eine zentrale Rolle ein.
Die Bauern in Leverkusen und im Bergischen waren schon vergleichsweise früh unabhängig, ohne Frondienste leisten zu müssen, was einen Aufstieg in der sozialen Hierarchie möglich machte.

### Beginn der Neuzeit
Zu Beginn der Neuzeit lebte der überwiegende Teil der Bevölkerung von der Land- und Forstwirtschaft. Die Einwohnerzahlen waren auch in Gemeinden des heutigen Leverkusens, wie Bürrig, Wiesdorf oder Küppersteg, angestiegen. Genaue Angaben lassen sich nicht machen, da keine Kirchbücher vorhanden sind, die Aufschluss über das 15. und 16. Jahrhundert geben könnten. Die größten Gemeinden waren vermutlich Wiesdorf, Schlebusch und Lützenkirchen, die eine Einwohnerzahl von etwas unter 1000 gehabt haben sollen. Als kleiner eingeschätzt werden hingegen Rheindorf und Bürrig; sie galten als kleine Kirchspiele.

#### Verhältnisse im Kölnischen Krieg
Im Kölnischen Krieg (1583 bis 1588) wurden viele Dörfer, sowohl auf dem heutigen Leverkusener Stadtgebiet als auch im Umland, von Truppen des Pfalzgrafen Johann Casimir geplündert und verwüstet. Leverkusen war, im Durchzugsgebiet von Süden nach Norden am Rhein entlang liegend, immer wieder von Überfällen betroffen. Die Truppen, die zunächst Bonn besetzten und sich dann nach Mülheim und Deutz bewegten, zogen plündernd an den Leverkusener Siedlungen vorbei. Eine Äbtissin von Gevelsberg berichtete:

„Als das truchsische Kriegsvolck zu Stammel, Mulheim, Duitz und den Orth (Wiesdorf) lange Zeit gelegen, sind dem Halfmann nicht nur die vollen Scheunen ausgeraubt worden, sondern auch alles Vieh, Stroh, Kost und Trank graubt worden, so dass er bei fremden Leuten sich ernähren musste.“

Auch Burg, heute Bürrig, wurde überfallen und die Dorfkirche zerstört, ebenso die Kapelle in Schlebusch. Beide Kirchengebäude wurden nach dem Krieg neu errichtet.

#### Leverkusen zur Zeit des Dreißigjährigen Krieges
Das heutige Stadtgebiet lag schon immer an einer auch für die Kriegsführung wichtigen Nord-Süd-Strecke. Als die Auswirkungen des Kölnischen Krieges abklangen, folgten die Drangsale des Dreißigjährigen Krieges. Als im Dreißigjährigen Krieg der Waffenstillstand zwischen Spanien und Niederländern endete, geschah im Rheinland zunächst wenig – noch war dieses Gebiet vom Kölnischen Krieg betroffen. Erst später zogen Truppen durch das Bergische Land und damit auch das heutige Stadtgebiet von Leverkusen, die in die umliegenden Herzogtümer und Grafschaften einfielen. 1622 kamen zunächst spanische Truppen, die sich in Mülheim einquartierten. 1625 wurde das Gebiet durch die Truppen des kaiserlichen Grafen von Anholt besetzt, die die Bauern Spanndienste leisten ließen. Auf Bitten der Stadt Wipperfürth wurden die Truppen des Grafen von Anholt wieder abgezogen, jedoch kamen 1625 wieder Spanier, die schon 1626 wieder von hessischen Truppen abgelöst wurden. Es folgten wieder Spanier, die erneut plünderten und raubten. Erst nach 1643 hörten die Kriegshandlungen auf. Einige Häuser in Wiesdorf, Schlebusch und Dünnwald wurden während dieser Zeit immer wieder überfallen, wenngleich der Dreißigjährige Krieg im Stadtgebiet Leverkusen im Vergleich zu anderen Städten eher glimpflich ablief.

### 1648–1815

Ausschnitt Karte Köln und Umgebung Anfang 19. Jahrhundert

Das spätere Leverkusener Stadtgebiet war vor dem 18. Jahrhundert nur dünn besiedelt und bestand zu dieser Zeit aus kleinen Gemeinden, Höfen und einzelnen Häusern. Keine der Siedlungen erreichte mehr als 1500 Einwohner oder war als kleinstädtisch zu betrachten. Die Kernbereiche der heutigen Stadtteile Leverkusens (also beispielsweise Opladen, Rheindorf, Wiesdorf, Bürrig, Lützenkirchen, Schlebusch oder auch Neukirchen) waren zu dieser Zeit kleinste Gemeinden, bei denen die Kirchen als Mittelpunkte der umliegenden Einzelhöfe, Weiler und Häuser dienten; insgesamt lebten in diesem Gebiet rund 9.000 Menschen. Die für eine spätere Großstadt vergleichsweise dünne Besiedlung ist im Vergleich zum gesamten deutschen Raum nicht unüblich: Während im Leverkusener Stadtgebiet rund 116 Einwohner pro Quadratkilometer lebten, lag diese Zahl im gesamten Bundesgebiet bei durchschnittlich 45 Einwohnern/km². Auch im übrigen Rheinland, das heute zu den am dichtesten besiedelten Gebieten Deutschlands gehört, lag die Siedlungsdichte nur bei rund 99 Einwohnern/km². Lützenkirchen war zu dieser Zeit mit 1845 Einwohnern der größte Ort des heutigen Leverkusener Gebiets, gefolgt von Neukirchen und Hitdorf.
Das Herzogtum Berg wurde 1806 an Napoleon abgetreten und zum Großherzogtum Kleve-Berg erweitert. Die Verwaltungsstrukturen wurden dadurch neu organisiert, und seit 1808 gehörte das Leverkusener Gebiet zu den Munizipalitäten Opladen und Schlebusch des Kantons Opladen, Arrondissement Düsseldorf, Département Rhein.

### 1815–1933

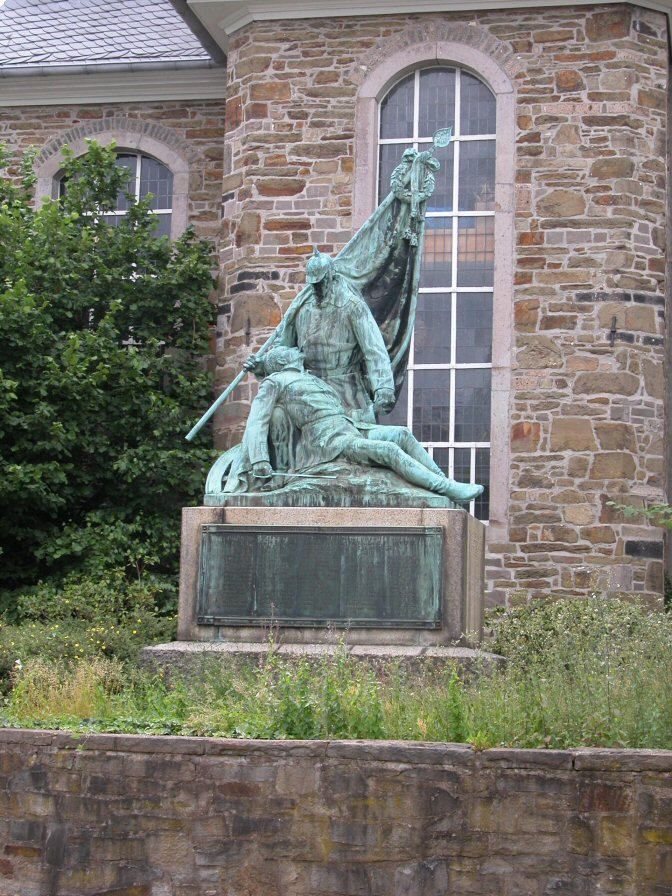
Kriegerdenkmal Evangelische Kirche Bergisch Neukirchen

1815 kam das heutige Leverkusener Gebiet aufgrund der Beschlüsse des Wiener Kongresses unter Friedrich Wilhelm III. an Preußen, das es der Provinz Jülich-Kleve-Berg, beziehungsweise ab 1824 der Rheinprovinz zuordnete. Aufgrund des Besitzergreifungspatents wurden alle Bewohner des Rheinlandes und Westfalens preußische Untertanen. War Opladen 1815 zunächst noch Sitz eines Kreises geworden, so wurde dieser bereits 1819 aufgelöst und sein Gebiet dem Kreis Solingen angegliedert. Das heutige Stadtgebiet war seit 1816 in die Sammtgemeinden Opladen und Schlebusch unterteilt. 1857 wurden Neukirchen (ab 1904 Bergisch Neukirchen) und Hitdorf sowie 1858 Opladen zur Stadt erhoben. Während Lützenkirchen, Steinbüchel und Schlebusch nach 1856 weiterhin die Bürgermeisterei Schlebusch bildeten, wurden die Stadt Opladen und die Bürgermeisterei Opladen-Land, bestehend aus Wiesdorf und Bürrig, zunächst in Personalunion verwaltet. Diese endete 1889, und die Bürgermeisterei Opladen-Land benannte sich in Bürgermeisterei Küppersteg um.

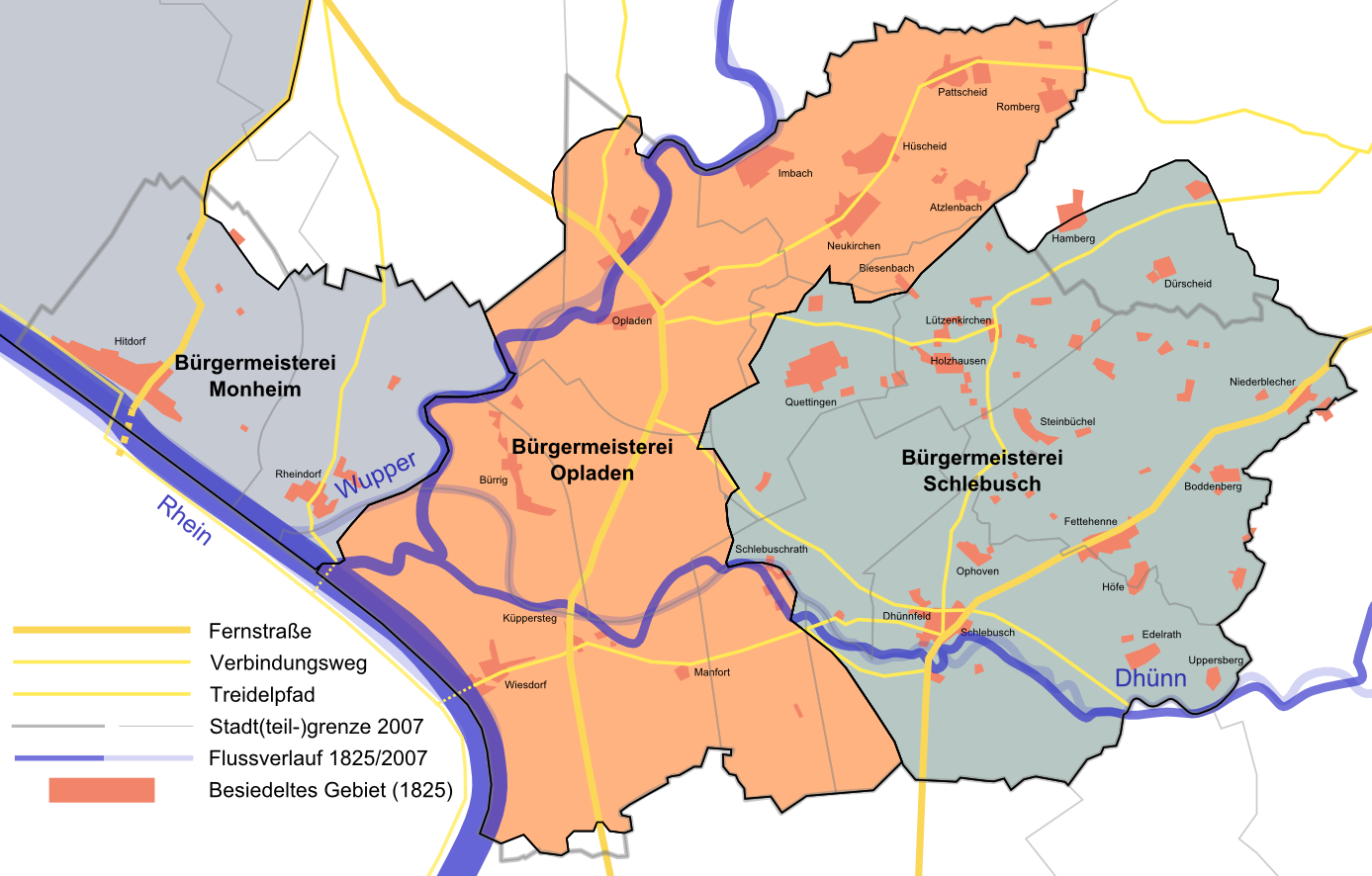
Um 1820
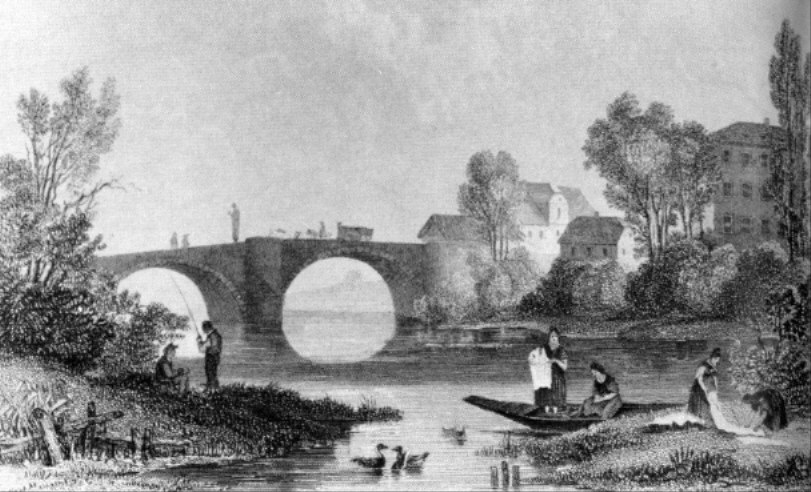
Wupperbrücke Opladen (alt)
Ultramarinfabrik von Carl Leverkus
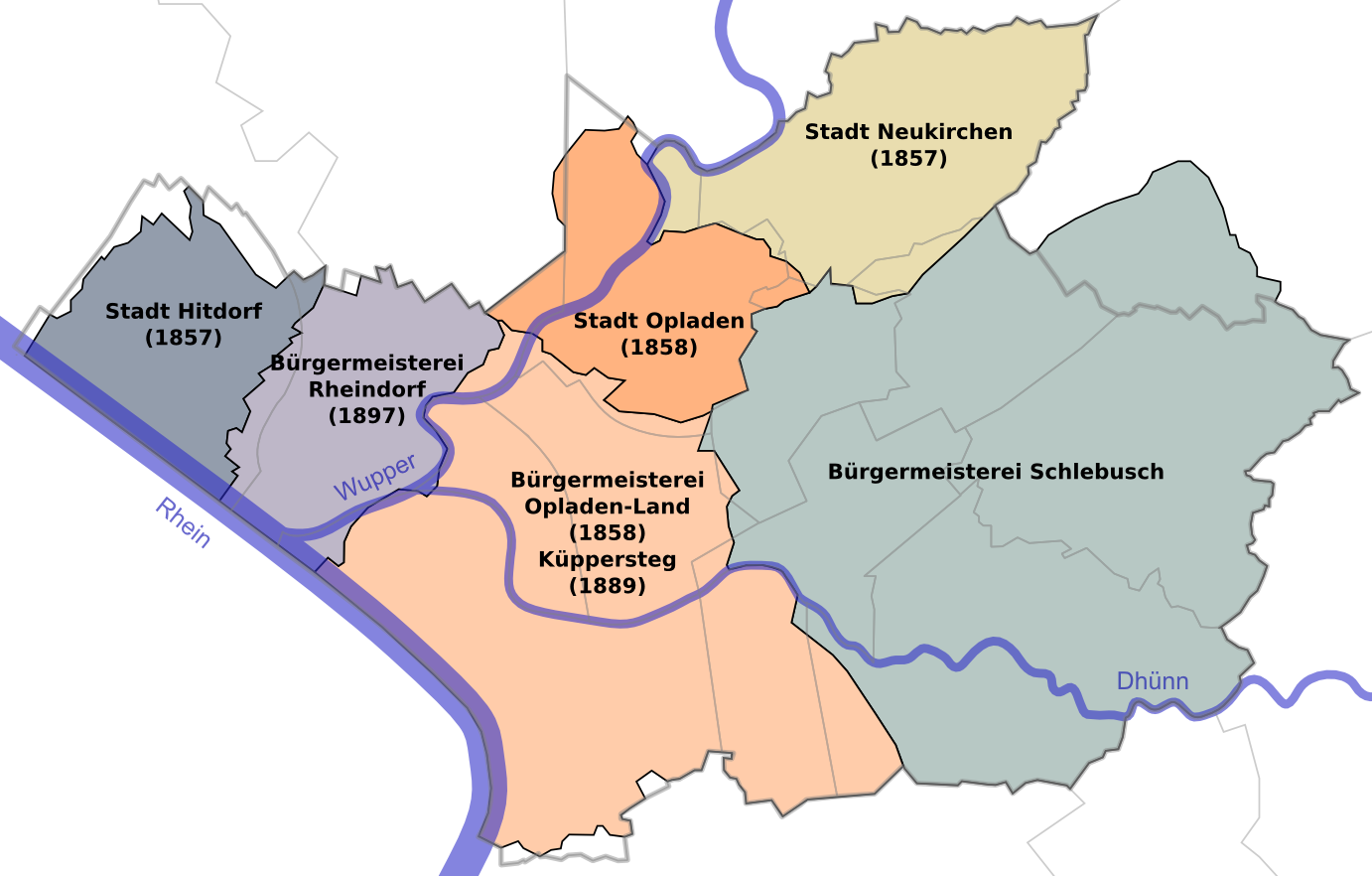
Zwischen 1850 und 1900

Im Jahre 1861 verlegte Carl Leverkus, ein gelernter Apotheker aus Wermelskirchen, seine Ultramarinfabrik in die Nähe der Gemeinde Wiesdorf an den Rhein. Ursprünglich stand sie in Wermelskirchen im Bergischen Land, wo sie wegen sehr schlechter Verkehrswege nicht gehalten werden konnte. Viele Fabrikarbeiter zogen deshalb in die Gemeinden des heutigen Leverkusens. Die so entstandene Werksansiedelung nannte Carl Leverkus Leverkusen nach dem Stammsitz seiner Familie, einer Hofschaft zwischen Lennep und Bergisch Born (heute Stadtteile von Remscheid). Ein Jahr später hatte die Ultramarinfabrik 78 Mitarbeiter. Leverkus begann für seine Mitarbeiter, die zu großen Teilen aus Wermelskirchen übergesiedelt waren, soziale Einrichtungen in den Siedlungen einzurichten.

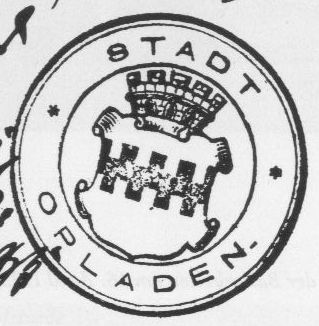
Die Stadt Opladen

Die Firma Leverkus, die sich parallel zu den Farbenfabriken vorm. Friedrich Bayer & Co. in Leverkusen entwickelte und von Carl Leverkus geführt wurde, wollte ihre Alizarin-Produktionen aufgeben, die sich wirtschaftlich auf einem schlechten Kurs befand, und in diesem Zuge die gesamten Industrieanlagen verkaufen. Im Jahr 1891 kauften die Farbenfabriken die Alizarinfabrik. So konnte ein Großteil der Werke direkt übernommen werden. Während das alte Werksgelände der Firma Leverkus saniert wurde, plante Carl Duisberg eine neue integrierte Chemiefabrik auf dem alten Gelände, was später ebenfalls zum wirtschaftlichen Erfolg beitrug.
Mit der Verlegung der Farbenfabriken von Elberfeld im heutigen Wuppertal nach Leverkusen kamen wieder viele arbeitssuchende Menschen nach Leverkusen – zum großen Teil ehemalige Werksmitarbeiter aus Elberfeld. Die Hauptproduktion wurde zwar erst 1901 endgültig an den Rhein verlegt, viele erkannten dies jedoch schon frühzeitig und zogen nach Wiesdorf in die Werkssiedlung Leverkusen. Dort mussten neue Wohnquartiere errichtet werden, die häufig sehr klein, eng und unansehnlich waren. Ein großer Unmut machte sich bei den Leverkusener Arbeitern breit, sodass schließlich gesungen wurde:
Kann man einen nicht verknusen,

Schickt man ihn nach Leverkusen.

Dort an diesem End der Welt

Ist man ewig kaltgestellt.
Ein Jahr später wurde der Name Leverkusen auch von der Poststation innerhalb des Werksgeländes verwendet.
Die preußische Staatsbahn gründete 1903 die Eisenbahn-Hauptwerkstätte Opladen, die sich in den folgenden Jahren als Ausbesserungswerk Opladen bis zur Schließung 2003 zu einem der größten Arbeitgeber auf dem jetzigen Stadtgebiet neben der Bayer AG entwickelte. Durch den dadurch ausgelösten Wachstumsschub und die Initiative des Landrats Adolf Lucas wurde Opladen 1914 Kreisstadt des Kreises Solingen, nachdem die Stadt Solingen inzwischen kreisfrei geworden war. Aus wirtschaftlichen Gründen war es für Wiesdorf und Bürrig günstig, sich zur Gemeinde Wiesdorf zusammenzuschließen, die zum 1. April 1920 genehmigt wurde. Im Februar des folgenden Jahres wurden ihr die Stadtrechte verliehen. Diese Eingliederung war der Beginn der Zusammenführung der Stadtteile des heutigen Leverkusens, die Verleihung der Stadtrechte ein zusätzliches Signal, dass sich neben Köln und Düsseldorf in diesem Raum ein weiteres Zentrum entwickelte.
Ende der 1920er-Jahre war die wirtschaftliche Lage in Wiesdorf gut, in der Stadt bestand aber Wohnungsnot, da es immer mehr Arbeiter in die Region zog. Aus diesem Grund begann Wiesdorf, Eingemeindungsverhandlungen mit Schlebusch zu führen. Die Bürgermeisterei Schlebusch entschied sich 1928 ihrerseits, Verhandlungen mit Köln aufzunehmen. Ein Bürgerentscheid bevorzugte den Zusammenschluss Schlebuschs mit Wiesdorf. 1929 wurden die Verhandlungen mit Köln abgebrochen. Auch die Gemeinden Steinbüchel und Rheindorf ließen sich wie Schlebusch zum 1. April 1930 nach Wiesdorf eingliedern. Als Name der damit entstandenen neuen Stadt wurde die seit 1862 gebräuchliche Bezeichnung der Werkssiedlung gewählt, die die drei Gemeinden verband: Leverkusen.
Die neue Stadt Leverkusen gehörte zum Kreis Solingen-Lennep, der 1929 aus den Kreisen Solingen und Lennep gebildet worden war und 1931 in Rhein-Wupper-Kreis umbenannt wurde. Opladen wurde 1930 durch Eingliederung der Gemeinde Lützenkirchen (einschließlich Quettingen, aber ohne Hamberg und Dürscheid, die zu Burscheid kamen) deutlich vergrößert. In den Folgejahren entwickelte sich Leverkusen zu einer Industriestadt, die besonders durch die Bayer AG geprägt und beispielsweise durch kulturelle Einrichtungen gefördert und unterstützt wurde. Auch in der Literatur wird dieser Zusammenhang zwischen Bayer-Werk und Stadt herausgestellt:

„Eine Dominante aber, ein Verbindungselement waltet über dem Stadtbild, gleichviel ob man zu Schiff den Rhein hinauffährt […] ob man mit der Eisenbahn oder auf der Autobahn ankommt […]: Westwärts an den Rhein und nordwärts an den Siedlungskern Wiesdorf angelehnt ein gewaltiges Industriewerk […].“

In anderen Zusammenhängen wird der Zusammenschluss zu Leverkusen als unverständlich, die Stadtteile als unpassend und das Ergebnis als „Verwaltungsakt“ und „Großgemeinde“ beschrieben. Westecker beschrieb Leverkusen in seinem Werk zu deutschen Städten als „Kuriosum“ und „Stadt ohne Vergangenheit“. Dennoch war der Zusammenschluss aus wirtschaftlicher Sicht nicht zuletzt deswegen für sinnvoll gehalten worden, weil nicht nur Köln, sondern mit Solingen auch Teile des Bergischen Landes Interesse an heutigen Leverkusener Stadtteilen bekundet hatten. So sah sich der damalige Bürgermeister Heinrich Claes gezwungen, die Zusammenführung voranzutreiben. Er wird heute als „Vater des Zusammenschlusses“ gesehen.

### Nationalsozialismus und Zweiter Weltkrieg

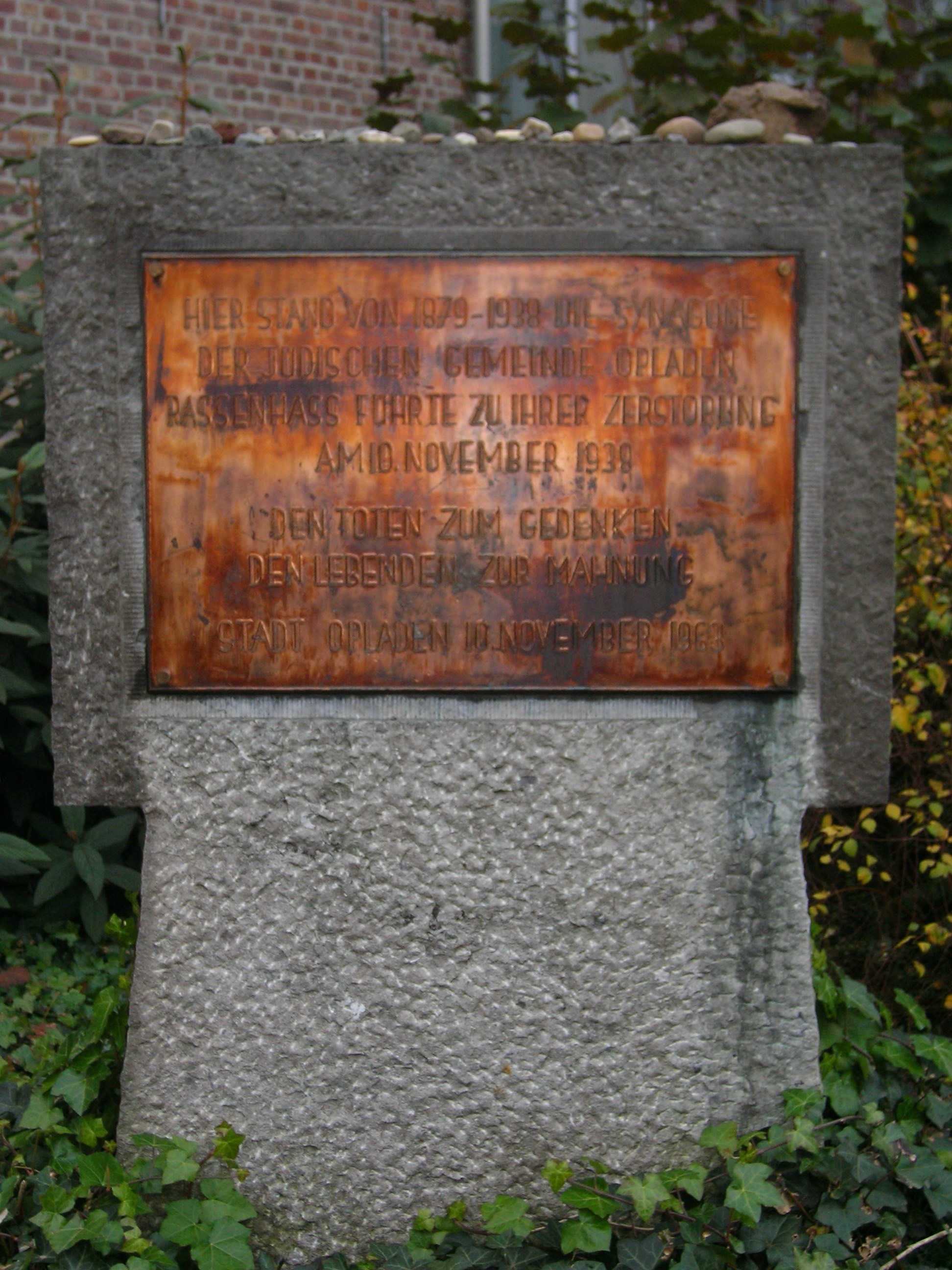
Gedenktafel für die 1938 zerstörte Synagoge in Opladen

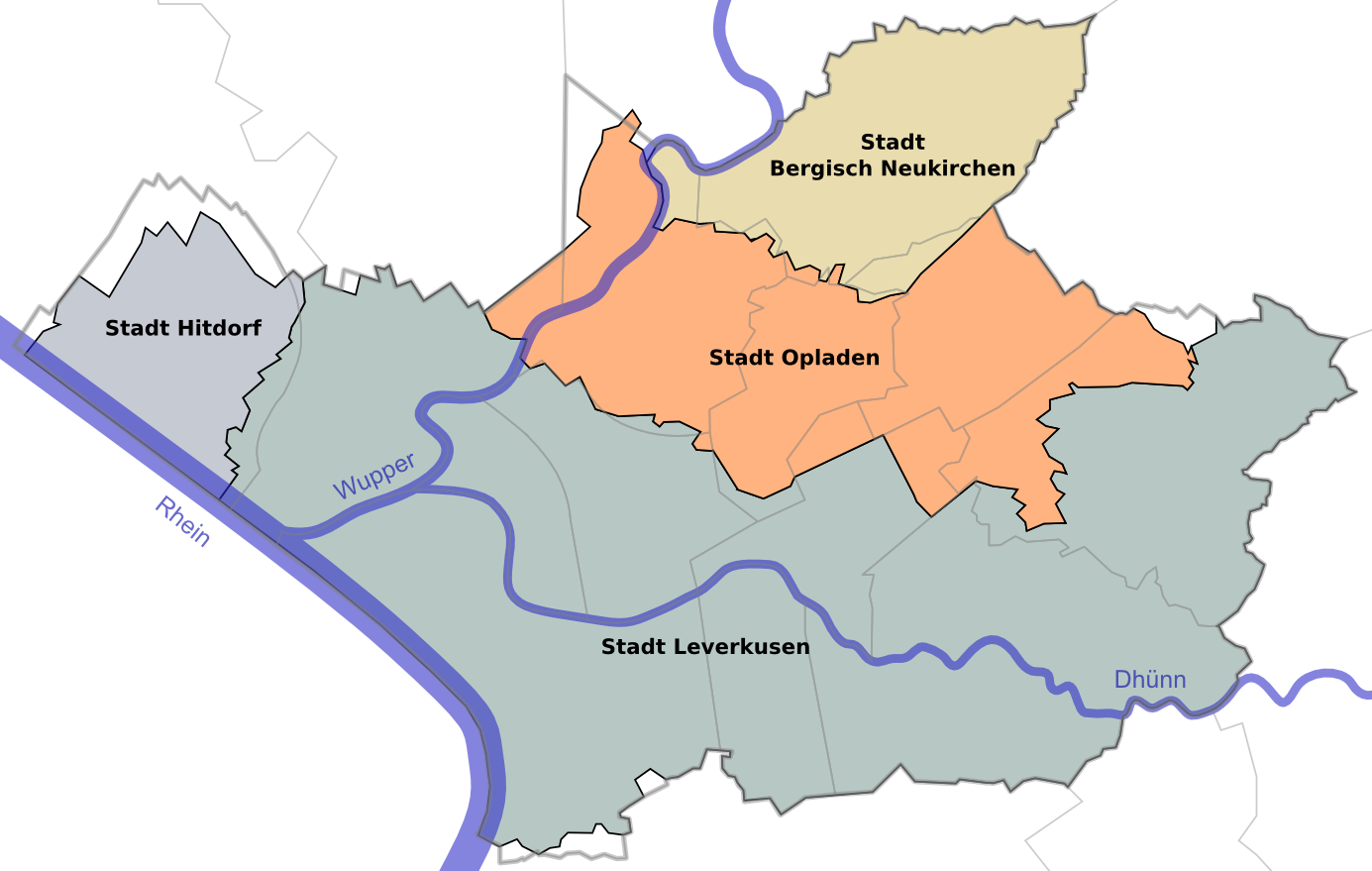
Leverkusen ab 1930

Bereits am 7. März 1933 wurde die Stadtregierung gestürzt und die Hakenkreuzfahne zum Zeichen der Machtübernahme der Nationalsozialisten aufgezogen. Der damalige Bürgermeister Claes ging zunächst nicht dagegen vor. Er versuchte vielmehr vergeblich, mit der neuen Regierung zusammenzuarbeiten, nicht aus politischer Überzeugung, sondern weil er den Einfluss auf die Stadt nicht aufgeben und seine Amtszeit nicht auf diese Weise beenden wollte.
Am 30. März 1933 fand die endgültige Machtergreifung der Nationalsozialisten statt. Wie im gesamten Reich wurden auch in Leverkusen sämtliche Führungspositionen von nationalsozialistischen Politikern übernommen. Bürgermeister wurde Wilhelm Tödtmann (NSDAP), der die kommissarische Leitung der Stadt übernahm. Die NSDAP behinderte die anderen Parteien im Wahlkampf. Nationalsozialisten wurden in die Vorstände der größeren Firmen und Organisationen berufen. Besonders deutlich wurde der Einfluss der Partei bei der Umbenennung vieler Straßen und Plätze; so wurde beispielsweise in Wiesdorf die Rathenaustraße in Adolf-Hitler-Straße, der Platz am Rathaus in Adolf-Hitler-Platz und die Bebelstraße in Küppersteg in Hermann-Göring-Straße umbenannt.
Einige Bewohner Leverkusens wurden in Zwangsarbeitslager eingewiesen. Im Verwaltungsbericht der Stadt 1936 ist zu lesen:

„Die Vermittlung, in der Hauptsache lediger Wohlfahrtsempfänger, nach dem Arbeitslager Üdelhoven i. d. Eifel wurde fortgesetzt […] Wenn auch der durch die geleistete Arbeit geschaffene Wert nicht der Stadt Leverkusen bzw. dem Rhein-Wupper-Kreis zugute kommt, besteht bei Vermittlung nach dem Lager Üdelhoven doch die Möglichkeit, den Arbeitswillen schwer zu vermittelnder oder wenig arbeitsfreudiger Volksgenossen zu erproben.“

Am 1. Januar 1934 trat das Gesetz zur Verhütung erbkranken Nachwuchses in Kraft. In diesem Jahr gab es schon drei Fälle, insgesamt wurden 23 Personen zur Zwangssterilisation gemeldet. Im Verwaltungsbericht von 1937 heißt es:

„Nach der Generalabrechnung des Landesfürsorgeverbandes für das Jahr 1934 waren aus dem Stadtbezirk 113 Geisteskranke untergebracht […].“

Der Antisemitismus offenbarte sich zunächst in der Verleumdung der jüdischen Bürger und Geschäftsleute und dem Entzug ihrer wirtschaftlichen Basis. Die Einwohner von Leverkusen kannten jedoch viele ihrer jüdischen Mitbürger persönlich und sträubten sich anfangs, die üblichen Einkaufsgewohnheiten aufzugeben. Es gab auch Menschen, die den Juden beistanden, beispielsweise der Pfarrer der Herz-Jesu-Kirche in Wiesdorf, Wilhelm Klingenberg, der sich in seinen Predigten gegen jede Judendiskriminierung aussprach und auch vielen Juden behilflich war, sich zu verstecken. In der Reichspogromnacht im November 1938 wurden in Wiesdorf und Opladen die Fenster von jüdischen Geschäften zerstört, die Opladener Synagoge wurde niedergebrannt. Die Opladener Feuerwehr beschränkte sich in dieser Nacht auf den Schutz angrenzender Fachwerkhäuser. Am ehemaligen Standort befindet sich heute eine Gedenktafel, die an dieses Zentrum des jüdischen Gemeindelebens erinnert.
In Opladen kam es zu heftigen Konflikten mit den herrschenden Nationalsozialisten. Bereits 1934 plante man, das kirchliche Aloysianum (Träger: Erzbistum Köln) zu schließen. Der Leiter, Oberstudiendirektor Peter Neuenheuser, wurde von der SA und Hitlerjugend schikaniert, nachdem er Schülern den Besuch einer kirchenfeindlichen Hitlerjugend-Veranstaltung untersagt hatte. Er wurde in Schutzhaft genommen und musste Opladen danach verlassen. 1938 wurde das Aloysianum endgültig geschlossen. Hermann Milde, römisch-katholischer Pfarrer an St. Remigius, der sich bei einer Elternversammlung anlässlich der Schließung kritisch geäußert hatte, wurde aus dem Bezirk ausgewiesen. Die Schüler wechselten zwangsweise zu anderen Schulen, und das Gebäude wurde als Berufsschule und Opladener Rathaus weitergenutzt, anstelle der seit 1933 als Rathaus dienenden Villa Römer. Die ebenfalls römisch-katholische Marienschule musste nach verschiedenen Repressalien Ostern 1940 ihren Betrieb einstellen. Auch im städtischen Realgymnasium setzte das Regime seine Vorstellungen durch. Unbequeme Lehrer wurden beurlaubt oder zwangsversetzt, nachdem die Schule bereits im Mai 1933 auf Veranlassung der Stadt den Namen Adolf-Hitler-Realgymnasium erhalten hatte. Jugendgruppen wurden zwangsweise in die Hitlerjugend integriert. Die Mitgliederzahl der NSBO wuchs von Februar bis Mai 1933 von 12 auf 2500.
Die nationalsozialistische Presse beklagte sich wiederholt über das Desinteresse und die Ablehnung weiter Kreise der Opladener Bevölkerung. Die lokalen Zeitungen Bergische Post und Allgemeine Zeitung äußerten sich bis etwa 1935 gelegentlich kritisch zur politischen Lage, wofür sie mehrfach kurzfristig verboten und schließlich endgültig geschlossen wurden.
Die ersten unmittelbaren Auswirkungen auf Leverkusen hatte der Zweite Weltkrieg am 7. November 1939, als sich britische und deutsche Flieger einen Luftkampf über Leverkusen lieferten. In der Nacht des 5. Juni 1940 gab es den ersten Luftangriff, bei dem unter anderem die Siedlung Niederblecher getroffen wurde. Schon wenige Tage später fielen Bomben auf die Farbenfabriken und verursachten große Zerstörungen. Gleichzeitig fielen Bomben auf Küppersteg, wo Teile der Bahnanlagen zerstört wurden.
Das mittlerweile zum I.G.-Farben-Konzern gehörende Leverkusener Bayerwerk hielt die Produktion in den Kriegsjahren 1940 bis 1944 durch den Einsatz von rund 9000 meist osteuropäischen Zwangsarbeitern aufrecht. Im Januar 1943 gab es erneut Luftangriffe, diesmal auf die Dynamitfabrik in Manfort. Schließlich, im August und November 1943, fielen auch in Leverkusen Bombenteppiche. Nach der Erklärung des Totalen Krieges durch Joseph Goebbels fielen am 10. September 1944 93 Bomben auf Manfort. Der schwerste Angriff traf Leverkusen am 26. Oktober 1944, als insgesamt 1017 Spreng- und etwa 12.000 Brandbomben fielen. 124 Menschen kamen bei diesem Angriff ums Leben, und es kam zu enormen Sachschäden. Luftangriffe auf das Reichsbahn-Ausbesserungswerk in Opladen, insbesondere zwischen Dezember 1944 und März 1945, forderten viele Menschenleben und hinterließen ebenfalls große Zerstörungen.
Am 15. April 1945 endete der Krieg in Leverkusen nach Artilleriebeschuss und einer Brückensprengung, die nur teilweise verhindert wurde. Bürgermeister Simon übergab die Stadt an die amerikanischen Streitkräfte.

### Leverkusen nach dem Zweiten Weltkrieg

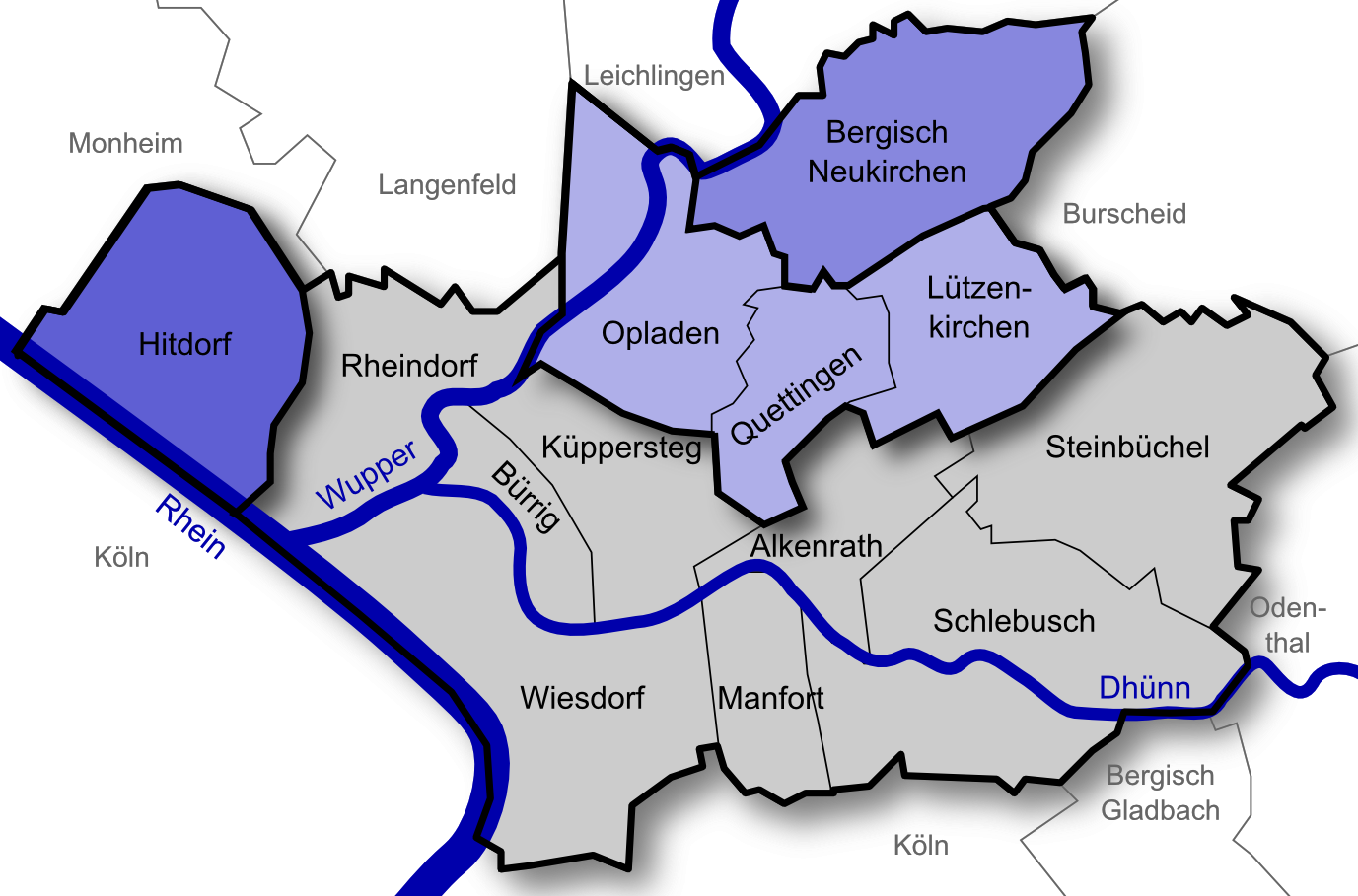
Gebietsreform 1975: Leverkusen wuchs um Hitdorf, Bergisch Neukirchen und Opladen (mit Quettingen und Lützenkirchen).

Nach dem Zweiten Weltkrieg lag Leverkusen in der Britischen Besatzungszone. Der Sitz der Kreis-Militärregierung für den Rhein-Wupper-Kreis war in der Villa Römer in Opladen; die Militärregierung gab ab dem 18. Juni 1945 die Amtlichen Mitteilungen für den Rhein-Wupper-Kreis heraus. In Opladen bestand ein von den Besatzern etabliertes Militärgericht. Nach der in Deutschland sehr angespannten Versorgungslage in den Städten wurde die ärgste Hungersnot bis 1948 beseitigt und die Wirtschaft wieder angekurbelt. Auch die Verkehrsinfrastruktur war bis 1948 weitgehend wieder aufgebaut.
Am 1. April 1955 schied Leverkusen aus dem Rhein-Wupper-Kreis aus und wurde eine kreisfreie Stadt. Damals hatte die Stadt etwa 78.000 Einwohner. Ein stetiges Bevölkerungswachstum führte 1963 zum Erreichen der Großstadtgrenze von 100.000 Einwohnern. Bereits 1960 war die Stadt Hitdorf in die Stadt Monheim eingegliedert worden.
Zum 1. Januar 1975 wurden – trotz zum Teil heftiger Widerstände aus Rat und Bevölkerung der betroffenen Städte – im Rahmen der nordrhein-westfälischen Gebietsreform gemäß § 17 Köln-Gesetz die bisherigen Städte Leverkusen, Opladen und Bergisch Neukirchen zur neuen kreisfreien Stadt Leverkusen zusammengeschlossen; zugleich wurde der zur Stadt Monheim gehörende Stadtteil Hitdorf in die neue Kommune eingegliedert, die damit ihre heutige Ausdehnung erreichte. Der Rhein-Wupper-Kreis wurde aufgelöst. Seither gehört das Leverkusener Umland zum Rheinisch-Bergischen Kreis beziehungsweise zum Kreis Mettmann. Letzterer ist im Regierungsbezirk Düsseldorf verblieben, während Leverkusen seitdem zum Regierungsbezirk Köln gehört.

## Bevölkerung

### Einwohnerentwicklung
1905 hatte Wiesdorf rund 10.000 Einwohner, bis 1914 verdoppelte sich diese Zahl auf mehr als 20.000. Nach dem Zusammenschluss der Stadt Wiesdorf mit den Gemeinden Schlebusch, Steinbüchel und Rheindorf zur Stadt Leverkusen am 1. April 1930 hatte diese etwa 40.000 Einwohner. 1963 überschritt die Einwohnerzahl der Stadt die Grenze von 100.000, wodurch sie zur Großstadt wurde. Nach der Vergrößerung um die Städte Opladen (45.604 Einwohner 1974), Bergisch Neukirchen und Hitdorf am 1. Januar 1975 erreichte die Bevölkerungszahl von Leverkusen mit 167.671 ihren historischen Höchststand. Nach dem bundesdeutschen Zensus hatte Leverkusen am 9. Mai 2011 158.984 Einwohner. Am 31. Dezember 2017 hatte Leverkusen 163.577 Einwohner.

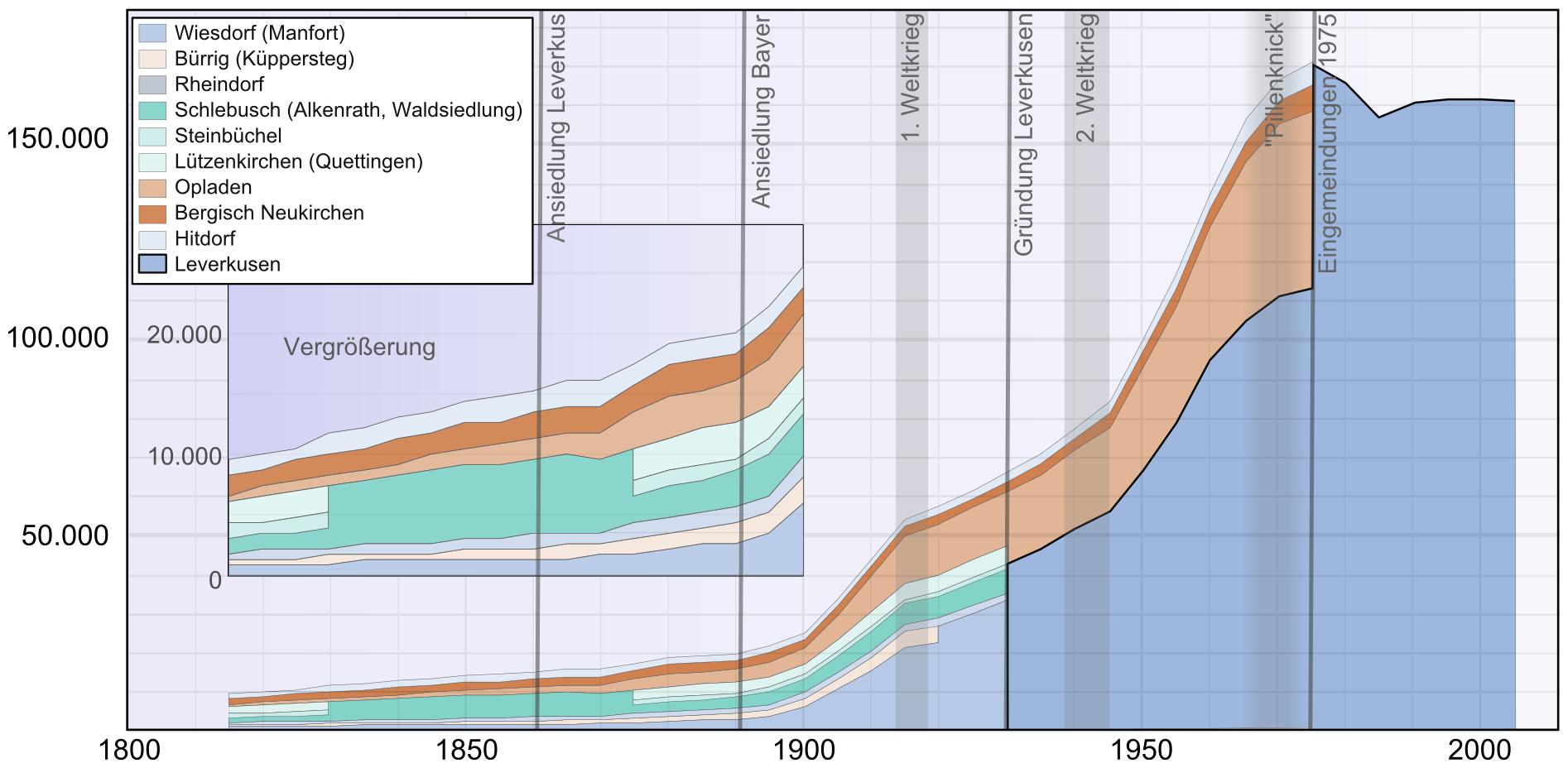
Bevölkerungsentwicklung

Die Abbildung zeigt die Bevölkerungsentwicklung der Vorgängergemeinden und von Leverkusen auf dem heutigen Stadtgebiet. Deutlich sichtbar sind die Einflüsse der Industrialisierung ab der zweiten Hälfte des 19. Jahrhunderts, insbesondere der Ansiedlung der Fa. Bayer 1891, der Einfluss der beiden Weltkriege, die wiederum stärkere Steigerungsrate nach dem Zweiten Weltkrieg, der Einfluss des Pillenknicks um 1970 sowie schließlich der wirtschaftlichen Rezession in den 1980er Jahren.
Die Einwohnerzahlen teilen sich altersmäßig wie folgt auf (Stand: 30. September 2016):
| Altersgruppe    | Gesamt  |
| --------------- | ------- |
| 0 bis unter 3   | 4.627   |
| 3 bis unter 6   | 4.513   |
| 6 bis unter 10  | 6.067   |
| 10 bis unter 16 | 9.355   |
| 16 bis unter 18 | 3.358   |
| 18 bis unter 21 | 5.185   |
| 21 bis unter 25 | 7.211   |
| 25 bis unter 45 | 40.702  |
| 45 bis unter 65 | 49.541  |
| 65 und älter    | 35.603  |
| insgesamt       | 166.162 |

### Demografie

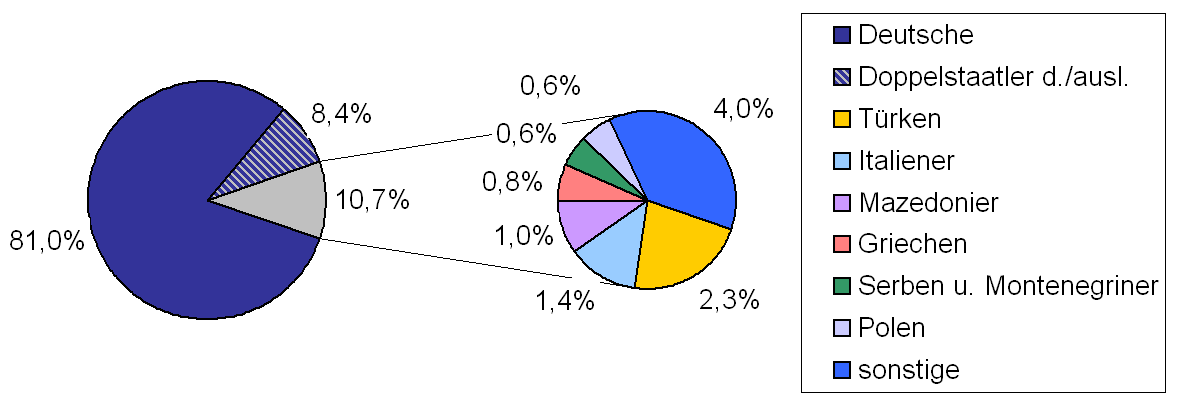
Verteilung der Nationalitäten in Leverkusen im Dezember 2006

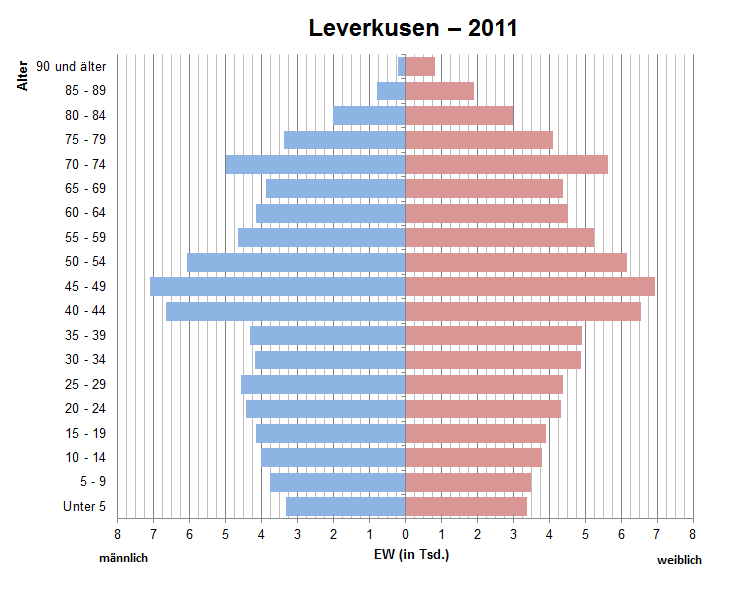
Bevölkerungspyramide für Leverkusen (Datenquelle: Zensus 2011.)

Im Oktober 2019 hatten 167.433 Menschen ihren Wohnsitz in Leverkusen, davon 85.448 weiblichen und 81.985 männlichen Geschlechts. 27.565 Einwohner waren Nichtdeutsche; das entspricht einem Ausländeranteil von ca. 16,5 %.
57.623 Einwohner (ca. 35,2 %) wiesen 2018 einen Migrationshintergrund auf.
Unter den insgesamt 4.989 Kindern in Kindertageseinrichtungen haben 2.061 (41,3 %) einen Migrationshintergrund.
Unter den 166.537 Einwohnern (Stand: Juni 2020) sind 28.428 minderjährig (17,1 %) und 35.786 über 65 Jahre alt (21,5 %).
Im Jahre 2017 waren 82.300 Personen am Arbeitsort Leverkusen erwerbstätig. Davon entfielen etwa 72,8 % auf das Dienstleistungs-, 27,1 % auf das produzierende Gewerbe und 0,1 % auf Land- und Forstwirtschaft sowie Fischerei.
2016 waren 79.546 Einwohner Leverkusens erwerbstätig, wovon ca. 49,6 % auspendeln. Mit 59.844 Personen waren 75,2 % der erwerbstätigen Bevölkerung sozialversicherungspflichtig beschäftigt.

### Eheschließungen
Im Vergleich zu 2001 sank die Anzahl der Eheschließungen pro Jahr um ca. 18 % auf 929 im Jahr 2011; im Jahr 2001 waren es 1133. Hingegen ist die Anzahl der Eheschließungen bei Partnern, die beide der evangelischen Kirche angehören, um 6,1 % von 49 auf 52, bei solchen, die beide einer sonstigen oder keiner Religionsgemeinschaft angehören, um 0,3 % von 338 auf 339 gestiegen.

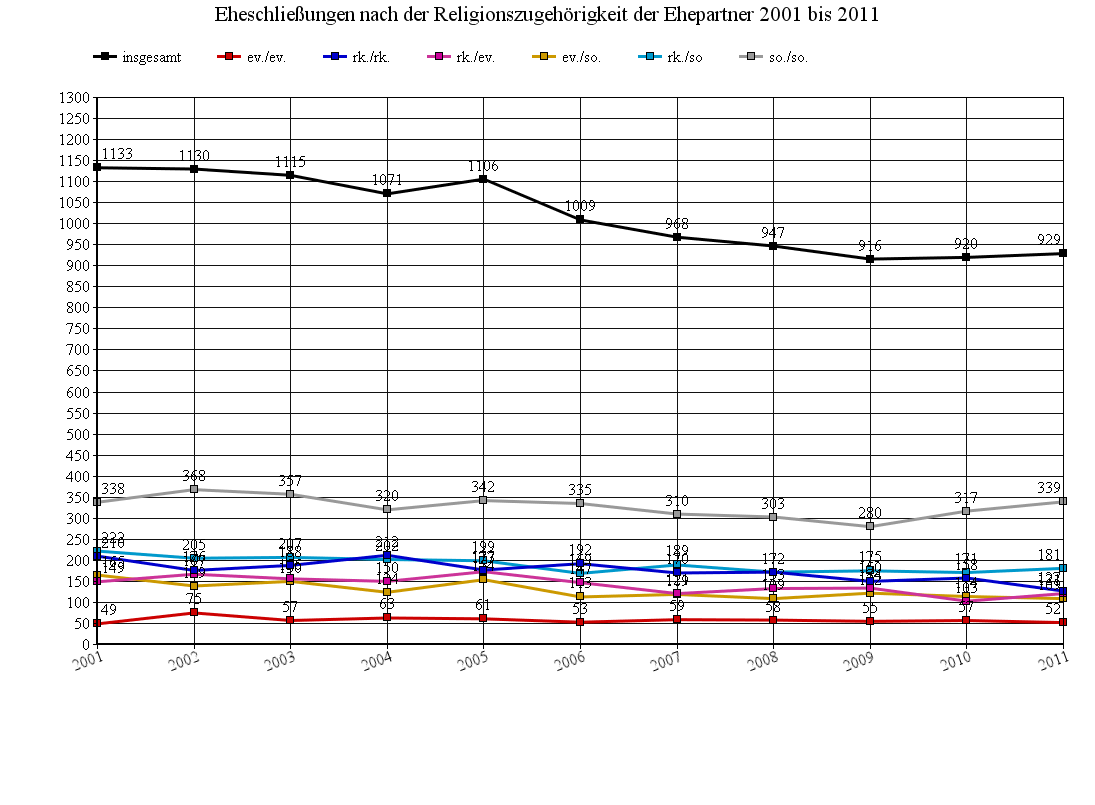
Eheschließungen nach der Konfession der Ehepartner

Bei Ehepartnern, die beide der katholischen Kirche angehören, sank die Anzahl der Eheschließungen um 39,5 % von 210 auf 127, bei Ehepartnern, bei denen der eine römisch-katholisch und der andere evangelisch ist, ist die Anzahl um 18,8 % von 149 auf 121, bei Partnern, bei denen der eine der evangelischen Kirche und der andere einer anderen oder keiner Religionsgemeinschaft angehört, ist die Zahl um 33,9 % von 165 auf 109 gesunken, und bei Ehepartnern, bei denen der eine Teil der römisch-katholischen Kirche und der andere Teil einer sonstigen oder keiner Religionsgemeinschaft angehört, sank die Anzahl der Eheschließungen um 18,5 % von 222 auf 181.

## Politik

### Rat der Stadt
Der Rat der Stadt Leverkusen hat 52 Sitze (sowie eine Stimme für den Oberbürgermeister), die sich auf die einzelnen Fraktionen bzw. Parteien wie folgt verteilen (Stand: 13. September 2020):
| Sitzverteilung im Leverkusener Stadtrat 2020Insgesamt 52 Sitze - Linke: 2 - Bürgerliste: 3 - Büfo-Klimaliste: 1 - Grüne: 9 - SPD: 13 - OP: 3 - FDP: 3 - CDU: 14 - AfD: 3 - Aufbruch Leverkusen: 1 |

| CDU | SPD | Grüne | Bürgerliste | OP | FDP | AfD | Die Linke | Büfo-Klimaliste | Aufbruch Leverkusen | Gesamt |
| --- | --- | ----- | ----------- | -- | --- | --- | --------- | --------------- | ------------------- | ------ |
| 14  | 13  | 9     | 3           | 3  | 3   | 3   | 2         | 1               | 1                   | 52     |

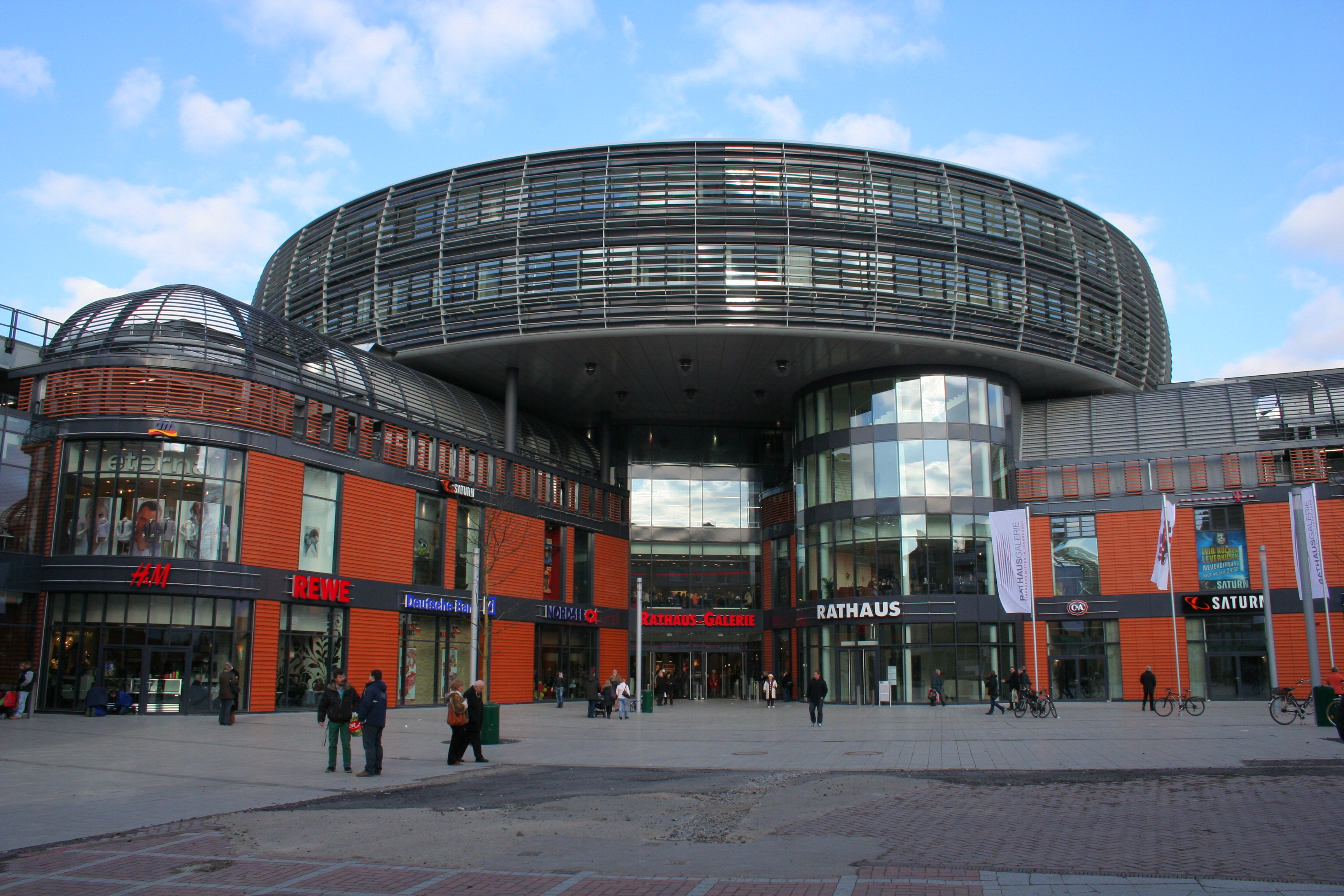
Rathaus und Rathaus-Galerie (2010)

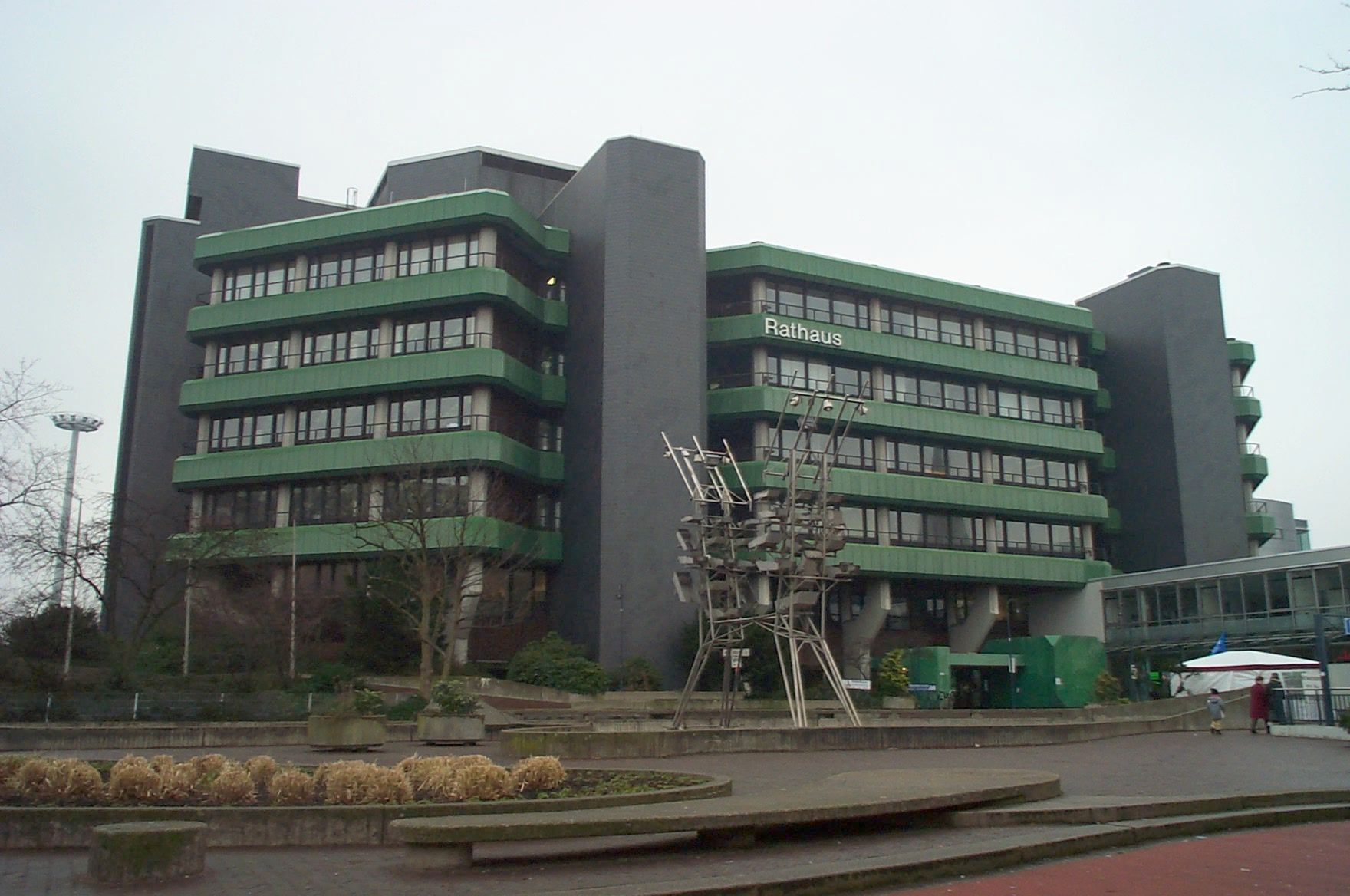
Das Leverkusener Rathaus (1977 bis 2007), davor das Aquamobil

Die CDU stellt im Stadtrat mit 14 Sitzen die meisten Mandate, gefolgt von der SPD mit 13 Sitzen.

### Oberbürgermeister
In Nordrhein-Westfalen wurde 1994 die Doppelspitze der Stadtverwaltung aus Oberstadtdirektor und Oberbürgermeister aufgegeben und im Amt des hauptamtlichen Oberbürgermeisters zusammengefasst. Dieser ist Vorsitzender des Rates, Leiter der Stadtverwaltung und Repräsentant der Stadt. Er wird direkt von der wahlberechtigten Bevölkerung gewählt, seine Amtszeit beträgt fünf Jahre.

#### (Ober-)Bürgermeister seit 1930
| Periode   | Name                   | Partei  |
| --------- | ---------------------- | ------- |
| 1930–1933 | Heinrich Claes         | Zentrum |
| 1933–1938 | Wilhelm Tödtmann       | NSDAP   |
| 1938–1945 | Ludwig Simon           |         |
| 1945      | August Adolphi         | SPD     |
| 1945–1946 | Heinrich Claes         | CDU     |
| 1946–1949 | Johannes Dott          | CDU     |
| 1949–1951 | Johannes Ritter        | SPD     |
| 1951–1954 | Johannes Dott          | CDU     |
| 1954–1961 | Wilhelm Dopatka        | SPD     |
| 1961–1964 | Heinrich Lützenkirchen | CDU     |

| Periode   | Name                   | Partei |
| --------- | ---------------------- | ------ |
| 1964–1979 | Wilhelm Dopatka        | SPD    |
| 1979      | Heinrich Lützenkirchen | CDU    |
| 1979–1984 | Wolfgang Obladen       | CDU    |
| 1984–1994 | Horst Henning          | SPD    |
| 1994–1999 | Walter Mende           | SPD    |
| 1999–2004 | Paul Hebbel            | CDU    |
| 2004–2009 | Ernst Küchler          | SPD    |
| 2009–2015 | Reinhard Buchhorn      | CDU    |
| seit 2015 | Uwe Richrath           | SPD    |

#### (Ober-)Stadtdirektoren 1946 bis 1994
| Periode   | Name           | Partei | Titel                                    |
| --------- | -------------- | ------ | ---------------------------------------- |
| 1946–1951 | Heinrich Claes | CDU    | Stadtdirektor (zuvor Bürgermeister)      |
| 1951–1963 | Otto Grimm     |        | Stadtdirektor, ab 1955 Oberstadtdirektor |
| 1963–1975 | Walter Bauer   | CDU    | Oberstadtdirektor                        |
| 1975–1989 | Bruno Krupp    | SPD    | Oberstadtdirektor                        |
| 1989–1994 | Walter Mende   | SPD    | Oberstadtdirektor                        |

### Finanzen

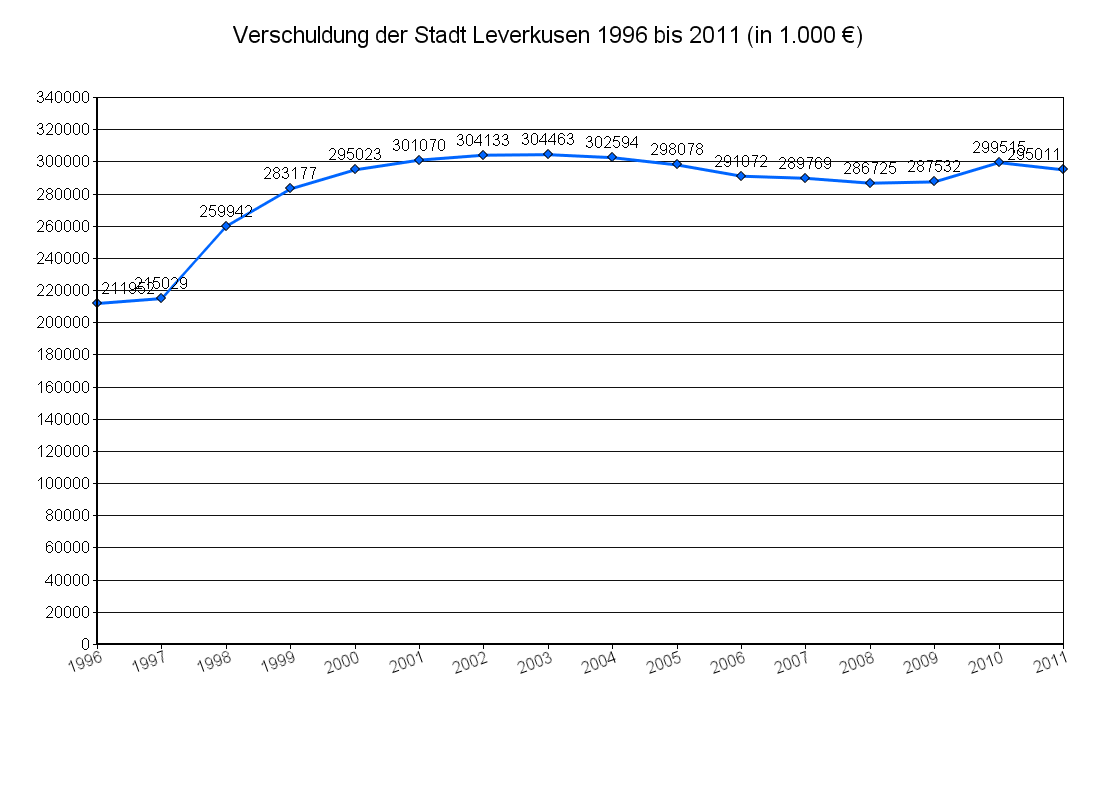
Verschuldung Leverkusens von 1996 bis 2011

Seit einigen Jahren ist der Leverkusener Haushaltsplan nicht ausgeglichen. Die Ausgaben überschreiten regelmäßig die Einnahmen, womit sich die Stadt im Nothaushaltsrecht befindet. Neue Investitionsmaßnahmen dürfen nur mit Zustimmung der Bezirksregierung durchgeführt werden. Größere Investitionsvorhaben, denen keine zu erwartenden Einnahmen gegenüberstehen, werden regelmäßig vom Regierungspräsidenten kritisiert. 2015 betrug die kommunale Pro-Kopf-Verschuldung ca. 1.684 Euro, 2022 lag diese Zahl bei 1660 Euro. Seit 2009 ist Leverkusen Mitglied im Aktionsbündnis Raus aus den Schulden, in dem überschuldete Städte vor allem aus dem Ruhrgebiet um ihre Handlungsfähigkeit kämpfen. Momentan liegt der Schuldenstand der Stadt Leverkusen bei ca. 276 Millionen €.

### Wappen

Stadtwappen von Wiesdorf und Leverkusen 1923–1975

Wappen Opladen

Logo Leverkusen

Das Wappen der Stadt Leverkusen zeigt in Silber den blau gekrönten, gezungten und bewehrten zwiegeschwänzten roten Bergischen Löwen, überdeckt mit einem schwarzen Wechselzinnenbalken. Das Wappen wurde der Stadt am 19. August 1976 vom Regierungspräsidenten in Köln verliehen.
Der Löwe ist das Wappentier der Grafen beziehungsweise Herzöge von Berg, die früher über das heutige Stadtgebiet Leverkusens herrschten. Er wurde aus den früheren Wappen von Leverkusen, Hitdorf und Bergisch Neukirchen übernommen. Der Wechselzinnenbalken wurde dem Wappen der Stadt Opladen von 1883 entnommen und wird auf die im 13. Jahrhundert lebenden Brüder Gerhard und Giso von Opladen zurückgeführt.
Zuvor hatte die Stadt ein anderes Wappen, das 1923 vom preußischen Staatsministerium der Stadt Wiesdorf verliehen und 1930 von der neugegründeten Stadt Leverkusen übernommen wurde. Dieses Wappen zeigte ebenfalls den Löwen sowie im unteren Schildteil eine silberne Welle mit einem goldenen Kahn mit silbernem Aufbau an Heck und Ruder. Der Kahn versinnbildlichte die Wiesdorfer Fähre über den Rhein nach Merkenich, die eine lange Tradition hatte und 1969 ihren Betrieb einstellte.
Statt des Wappens verwenden die Stadt und viele städtische Einrichtungen bei Veröffentlichungen, Hinweisschildern etc. seit den 1970er-Jahren oft ein Logo, das aus einem grünen auf der Spitze stehenden Quadrat mit einem weißen senkrechten Balken besteht.
Die Stadt führt außerdem eine Flagge und ein Banner, die auf weißem Tuch die Embleme des Wappens tragen.

### Städtepartnerschaften
Leverkusen unterhält insgesamt neun Städtepartnerschaften, die fast alle auf der Basis von ehrenamtlichen Bürgerkontakten geknüpft und erst später zu offiziellen Städtepartnerschaften ausgeweitet wurden. Sie beruhen daher vorwiegend auf den Interessen und dem freundschaftlichen Austausch von Familien oder Vereinen.
- Mit Oulu in Finnland wurde 1968 die erste Städtepartnerschaft geschlossen. Zu Beginn dieser Partnerschaft ging es vorwiegend um einen Austausch beider Städte in den Bereichen Kultur, Jugend, Schule und Sport. Anfang der 90er Jahre begannen die Bemühungen um Entwicklungen auch auf dem wirtschaftlichen Sektor. Im Jahre 1995 unterzeichneten die Oberbürgermeister beider Städte eine „Vereinbarung zwischen den Partnerstädten Oulu und Leverkusen auf dem Gebiet der wirtschaftlichen Zusammenarbeit“.[55] Die Deutsch-Finnische Gesellschaft Leverkusen, zeitgleich 1968 gegründet, unterstützt die partnerschaftlichen Beziehungen.
- Zu Bracknell Forest in Großbritannien wurde 1973 eine Partnerschaft von Opladen aus geschlossen und durch freundschaftliche Kontakte und Opladener Vereine aufrechterhalten. Als Opladen 1975 Teil der Stadt Leverkusen wurde, übernahm Leverkusen die Partnerschaft, deren Hauptziel es ist, die Europäische Einheit zu stärken.
- Die Beziehung mit Ljubljana/Laibach in Slowenien wurde 1979 begonnen.
- Mit Nof HaGalil in Israel begannen die Beziehungen im Jahr 1980, wobei ein Freundeskreis die israelische Partnerschaft unterstützt.
- Chinandega in Nicaragua ist eine weitere Partnerstadt, deren Partnerschaft in erster Linie zum Ziel hat, eine Zusammenarbeit zwischen Entwicklungs- und Industrieländern zu organisieren. Es wurden von Leverkusener Seite viele Entwicklungs- und Wiederaufbau-Projekte durchgeführt, so wurde in Chinandega beispielsweise eine Abwasseranlage installiert. 6000 Menschen werden dadurch wieder mit sauberem Trinkwasser versorgt.
- Mit Schwedt in Brandenburg wurde zu Zeiten der DDR eine deutsch-deutsche Städtepartnerschaft begründet, die den Zusammenhalt trotz der beiden deutschen Staaten ausdrücken sollte.
- Die Beziehung zu Villeneuve d’Ascq in Frankreich beruht auf Kontakten einzelner Familien, die schon vor der offiziellen Partnerschaft bestanden haben. 2001 kamen die Oberbürgermeister beider Städte ins Gespräch und beschlossen eine offizielle Städtepartnerschaft. Regelmäßig findet ein Schüleraustausch statt.[56]
- Bereits 1951 wurde eine Ehrenpatenschaft für die ehemals deutsche Stadt Ratibor/Racibórz in Polen übernommen. 2002 wurde sie offiziell um eine deutsch-polnische Städtepartnerschaft ergänzt.[57]
- 2014 wurde die Partnerschaft mit Wuxi geschlossen.[58] Seit 2006 bestand bereits eine Wirtschaftspartnerschaft zur chinesischen Stadt Wuxi, die einen Austausch auf wirtschaftlicher Ebene ermöglichen soll.[59] Daneben existiert auf Leverkusener Seite ein Verein, der auch private Kontakte zwischen beiden Städten fördern möchte.[60]
- 2023 wurde die Solidaritätspartnerschaft mit Nikopol (Ukraine) vom Stadtrat beider Städte beschlossen.[61]

## Auszeichnung für Kampf gegen Krebs
Als erste Stadt in Deutschland wurde Leverkusen 2019 für ihr jahrelanges Engagement im Kampf gegen Hautkrebs von der Stiftung Deutsche Krebshilfe ausgezeichnet. Krebshilfe-Vorstandsvorsitzender Gerd Nettekoven überreichte Oberbürgermeister Uwe Richrath auf dem „Leverkusener UV-Schutz-Tag“ für Bürger im Beisein der Vertreter von Ärzteschaft und Krebsorganisationen im Juni die Plakette des Ehrenpreises „Clever in Sonne und Schatten-Partner“. Bundesweit erkranken nach Statistik derzeit jährlich über 270.000 Menschen neu an einem Hauttumor, etwa 37.000 davon am gefährlichen malignen Melanom, dem „schwarzen“ Hautkrebs. Oberbürgermeister Richrath kündigte an, die gesamte Prävention werde auch auf die 8.000 städtischen Beschäftigten in der Großstadt ausgedehnt.

## Religionen

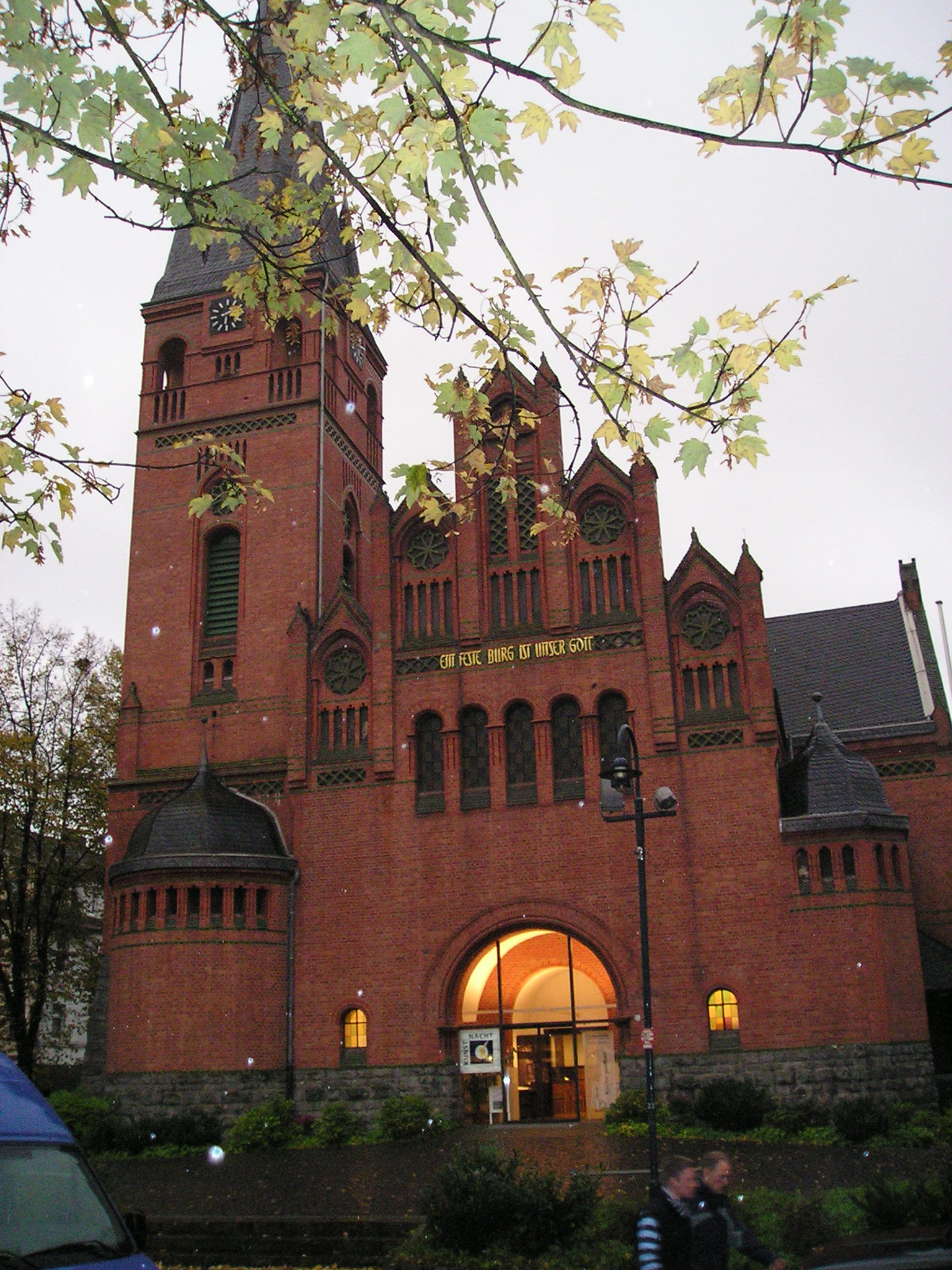
Evangelische Christuskirche in Wiesdorf (erbaut 1908)

Das Gebiet der heutigen Stadt Leverkusen gehörte seit deren Gründung zum Gebiet des Erzbistums Köln und dort zum Archidiakonat des Propstes von St. Kunibert, Dekanat Deutz. Die Reformation hatte wenig Einfluss, sodass das Gebiet bis ins 19. Jahrhundert fast rein katholisch blieb. Nur die Bevölkerung des heutigen Stadtteils Bergisch Neukirchen trat 1583 zum lutherischen Protestantismus über. Ferner gelang es den Reformierten in Opladen 1611/1612 vorübergehend, die Pfarrkirche der Stadt in Besitz zu nehmen, doch mussten sie diese 1615 wieder an die Katholiken zurückgeben.

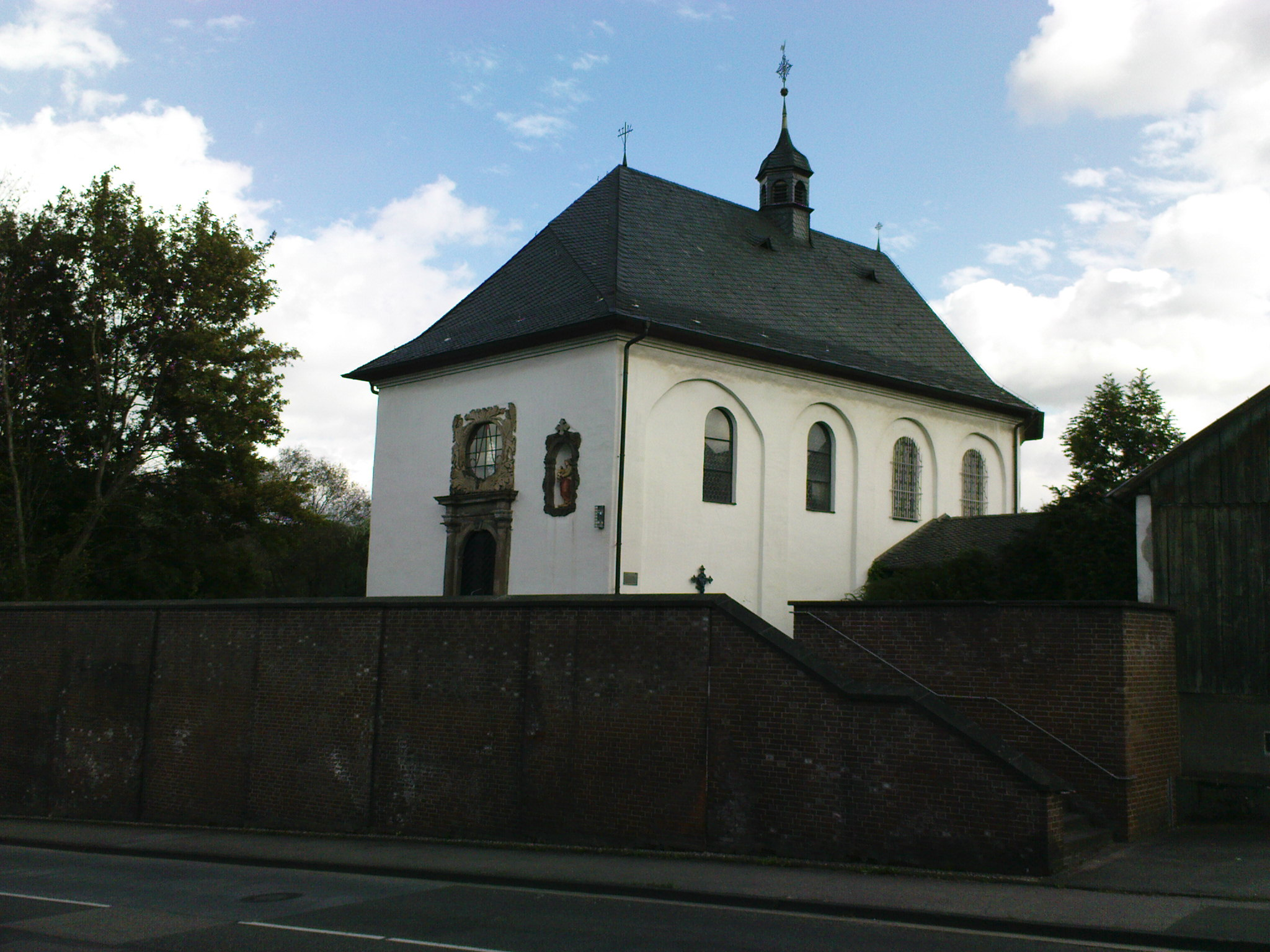
Die katholische Annakapelle in Lützenkirchen (erbaut 1698)

1827 wurden die katholischen Pfarrgemeinden des heutigen Stadtgebiets Leverkusen aus dem Dekanat Deutz dem Dekanat Solingen angegliedert. 1923 wurde Opladen Sitz eines eigenen Dekanats, aus dem 1937 das Dekanat Leverkusen gebildet wurde. Heute gehören alle Pfarrgemeinden der Stadt Leverkusen zum Stadtdekanat Leverkusen.
Die Protestanten in Bergisch Neukirchen gehörten zur Superintendentur Solingen der Evangelischen Kirche im Rheinland. Seit dem 19. Jahrhundert ließen sich auch in den anderen Gemeinden des heutigen Leverkusener Stadtgebiets Protestanten nieder. So wurde alsbald in Opladen eine Gemeinde gegründet, zu der anfänglich auch die Protestanten von Wiesdorf gehörten, bevor sie um 1890 eine eigene Gemeinde gründeten. In Schlebusch konnten bereits ab 1846 private Gottesdienste abgehalten werden. Alle Gemeinden gehörten seinerzeit zur Superintendentur Solingen. Doch wurde Leverkusen später Sitz eines eigenen Kirchenkreises, zu dem heute alle Kirchengemeinden der Stadt und auch die evangelischen Nachbargemeinden nördlich von Leverkusen gehören.
Neben den beiden großen Kirchen sind verschiedene Freikirchen in Leverkusen ansässig, darunter eine Evangelisch-Freikirchliche Gemeinde, (Baptisten), zwei Freie evangelische Gemeinden (FeG) sowie die Neuapostolische Kirche mit einer Gemeinde in Lützenkirchen, Dohrgasse 16.
Muslime können die Angebote verschiedener, von Vereinen betriebener Moscheen besuchen. Im Stadtteil Küppersteg befinden sich die türkische Mimar-Sinan-Moschee und die albanische Mesxhidi-Aksa-Moschee – beide jeweils mit einem freistehenden Minarett. Im Stadtteil Rheindorf besteht die arabische Moschee Al-Muhsinin.
Nach 73 Jahren wurde 2011 unter dem Namen „Davidstern“ wieder eine jüdische Gemeinde in Leverkusen gegründet.

### Konfessionsstatistik
| Jahr | römisch-katholisch | evangelisch | sonstige oder ohne |
| ---- | ------------------ | ----------- | ------------------ |
| 2005 | 40,9 %             | 23,9 %      | 35,3 %             |
| 2010 | 39,2 %             | 22,6 %      | 38,2 %             |
| 2015 | 36,9 %             | 20,2 %      | 43,0 %             |
| 2020 | 33,9 %             | 17,8 %      | 48,4 %             |
| 2021 | 32,9 %             | 17,2 %      | 49,9 %             |
| 2022 | 31,5 %             | 16,4 %      | 52,1 %             |
| 2023 | 30,3 %             | 15,6 %      | 54,1 %             |
| 2024 | 29,3 %             | 15,0 %      | 55,7 %             |

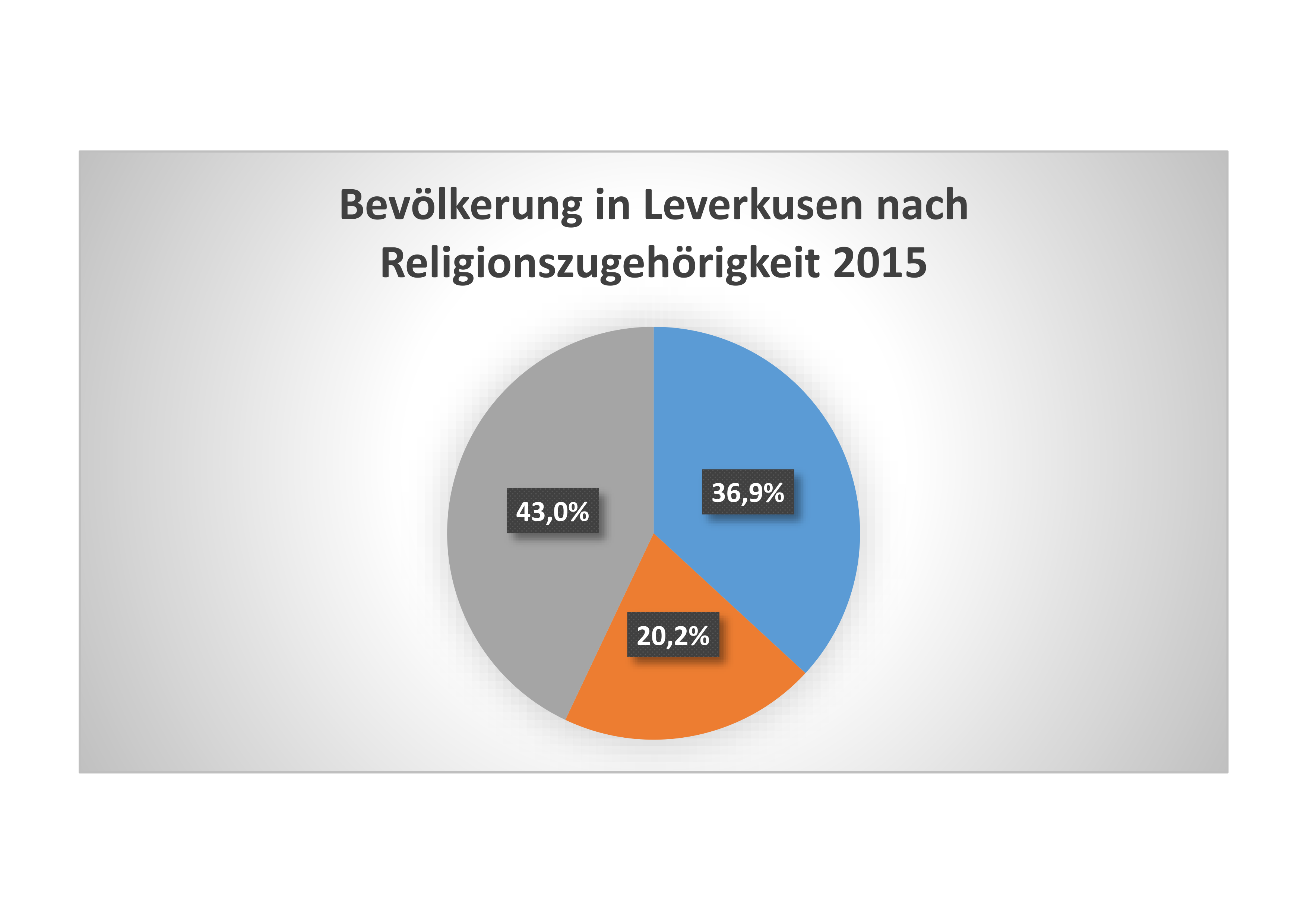
Grafik zu den Bekenntnissen am 31. Dezember 2015
römisch-katholisch
evangelisch
sonstige oder ohne

Die Anteile der römisch-katholischen und der evangelischen Bevölkerung sind zwischen 2005 und 2024 kontinuierlich gesunken, und zwar von 40,9 % auf 29,3 % bzw. von 23,9 % auf 15,0 %. Dementsprechend war der Anteil der Bevölkerung, die einer anderen oder keiner Glaubensgemeinschaft angehören, im genannten Zeitraum von 35,3 % auf 55,7 % gestiegen.
Die Anzahl der Kirchenaustritte im Jahr 2023 war 1.989 (ca. 1 % der Gesamtbevölkerung).

## Kultur und Sehenswürdigkeiten
Die kulturellen Aufgaben der Stadt wurden in einem Eigenbetrieb, der KulturStadtLev, zusammengefasst. Dazu gehören Bildungseinrichtungen wie die Stadtbibliothek, Musikschule und Volkshochschule sowie das Stadtarchiv, das Museum Morsbroich und das Veranstaltungszentrum Forum. Daneben ist auch die Bayer Kulturabteilung wichtig für das Kulturprogramm der Stadt, da sie zusätzlich zum städtischen Angebot ein paralleles und von der Quantität gleichwertiges Kulturangebot anbietet.

### Theater

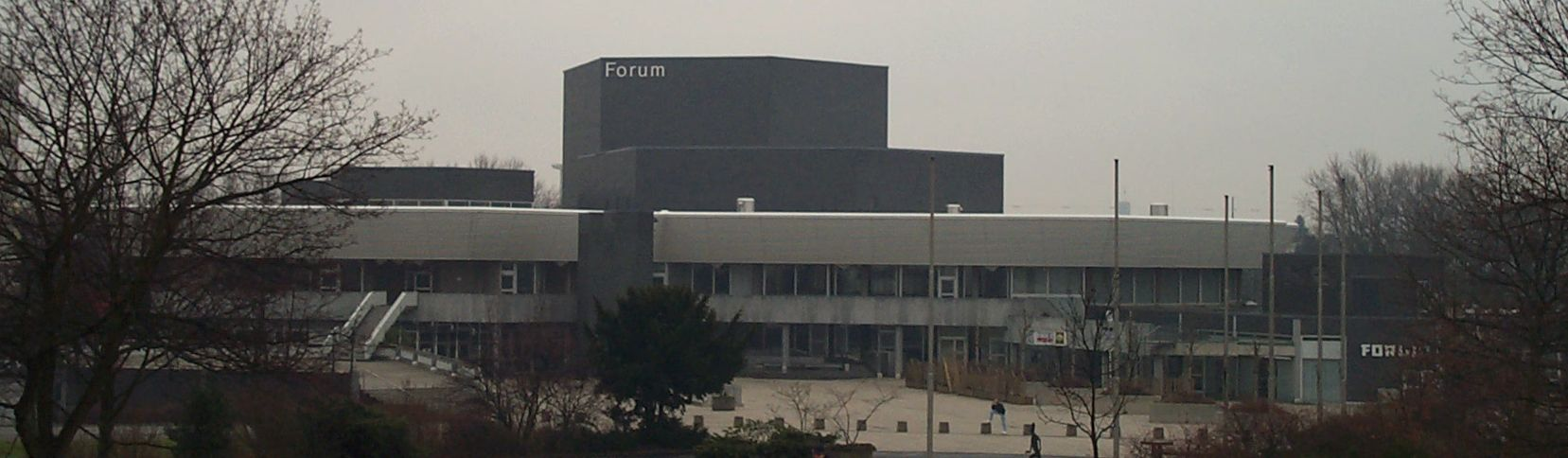
Das Forum

Für städtische Veranstaltungen wurde das Forum errichtet, das 1969 eröffnet wurde. Dort werden regelmäßig Theateraufführungen aus den Bereichen Musiktheater (Operette und Musical), Tanztheater und Schauspiel, Kinder- und Jugendaufführungen, aber auch Ausstellungen in der Galerie im Forum sowie andere, wechselnde Veranstaltungen angeboten. Des Weiteren zählen Konzerte sowohl klassischer als auch populärer Art zum Programm.
Im Bayer Erholungshaus, der konzerneigenen Spielstätte der Bayer AG, finden regelmäßig Konzerte sowie Theater- und Ballettvorstellungen statt, die von der Bayer Kulturabteilung organisiert werden, also nicht städtisch sind. Das 1908 eingeweihte Gebäude wurde nach einem Brand von 1975 zwei Jahre lang vergrößert und verschönert. Ein weiterer Umbau fand 1997 statt und führte nicht zuletzt zu einer hervorragenden Akustik, die insbesondere Kammermusik zugutekommt. Der „Große Saal“ des Gebäudes kann unterschiedlich bestuhlt werden und fasst maximal 800 Sitzplätze. Neben klassischen Konzerten, Theater- und Tanzgastspielen liegt ein weiterer Schwerpunkt des Erholungshauses auf Ausstellungen Bildender Kunst. Angrenzend an das Gebäude liegt der von der Bayer Gastronomie betriebene Biergarten.
Neben diesen beiden größeren Veranstaltungsorten gibt es kleinere Theatergruppen, die auch über eigene Räumlichkeiten verfügen, beispielsweise das Junge Theater Leverkusen, das Matchbox Theater, das W.Erk-Theater im Kulturausbesserungswerk, das Caostheater, das Kommunale Kino, das von der VHS Leverkusen organisiert wird, und die Studiobühne Leverkusen.

### Musik

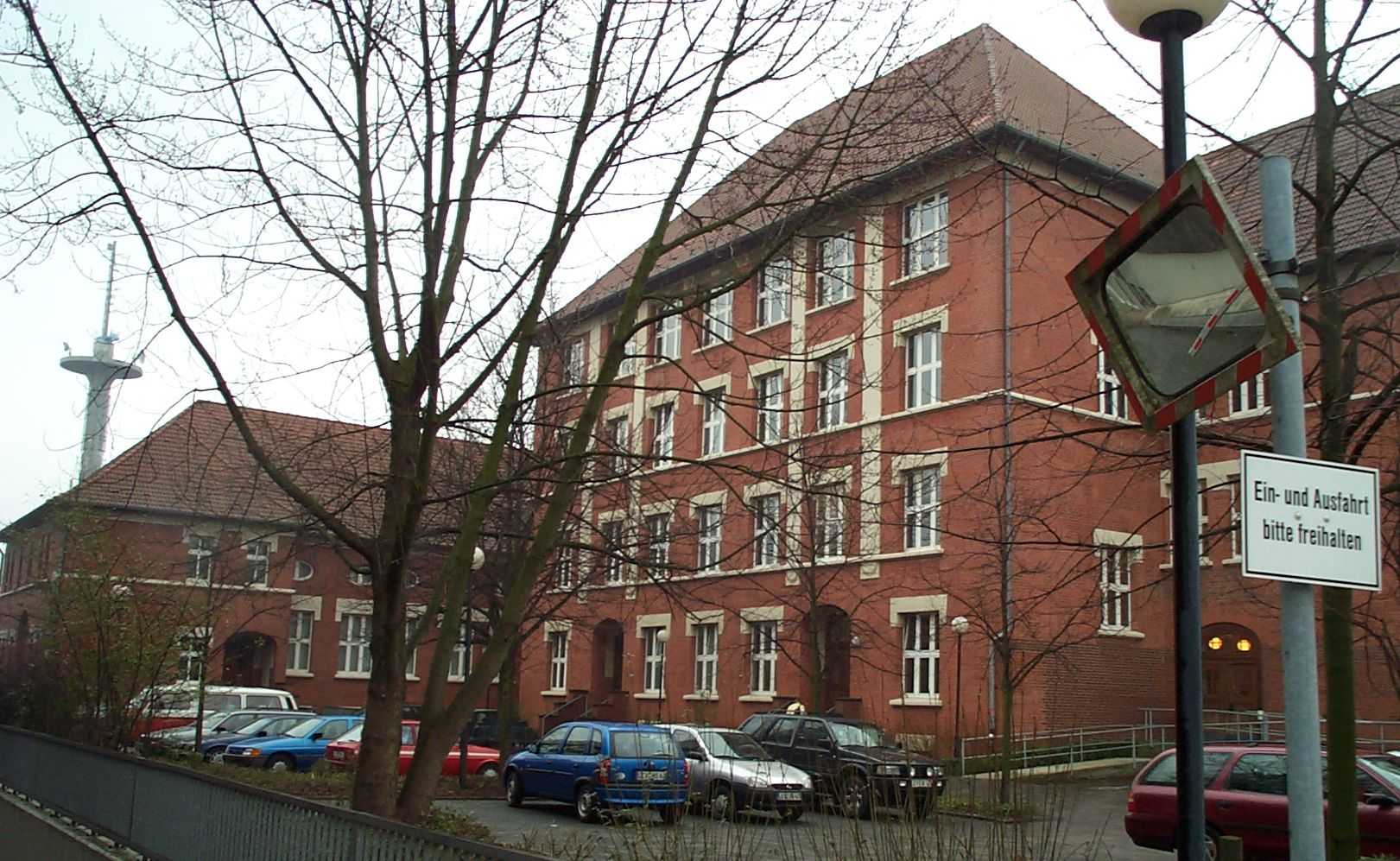
Städtische Musikschule

Die Leverkusener Jazztage sind das herausragende Kulturereignis der Stadt von überregionaler Bedeutung. Das Musikfestival findet seit 1980 jährlich statt. Auf den Bühnen im Forum und an anderen Veranstaltungsorten treten jedes Jahr zahlreiche renommierte internationale Größen der Jazz-, Blues- und Weltmusikszene in thematischen Konzerten auf.
Ebenfalls beliebt ist das jährlich im Sommer stattfindende Street-Life-Festival als Open-Air-Veranstaltung in der Altstadt des Stadtteils Wiesdorf. Auf drei Bühnen präsentieren sich regionale und überregionale Jazz-, Blues- und Rockmusiker.
Des Weiteren findet seit 2001 die Leverkusener Shuttle-Nacht einmal im Jahr statt, die von der Leverkusener Initiative für Kunst und Kultur (Likk e. V.) organisiert wird. Veranstaltungsorte sind verschiedene Kneipen und Clubs, die mit einem Shuttle-Bus miteinander verbunden werden.
New Sounds ist eine weitere Konzertreihe in Leverkusen, die im Kulturausbesserungswerk, im JuLe-Café und in der Eventhalle Zollamt von 2004 bis 2007 regelmäßige Konzerte durchführte. New Sounds veranstaltete 2006 erstmals ein Tagesfestival in Leverkusen-Opladen und brachte den „Leverkusener New Sounds Sampler“ heraus.
Die Städtische Musikschule Leverkusen arbeitet als Fachinstitut in allen Musikgenres und bietet für ihre Schüler – überwiegend Kinder und Jugendliche – jedes Jahr etwa 300 Veranstaltungen an.

### Museen

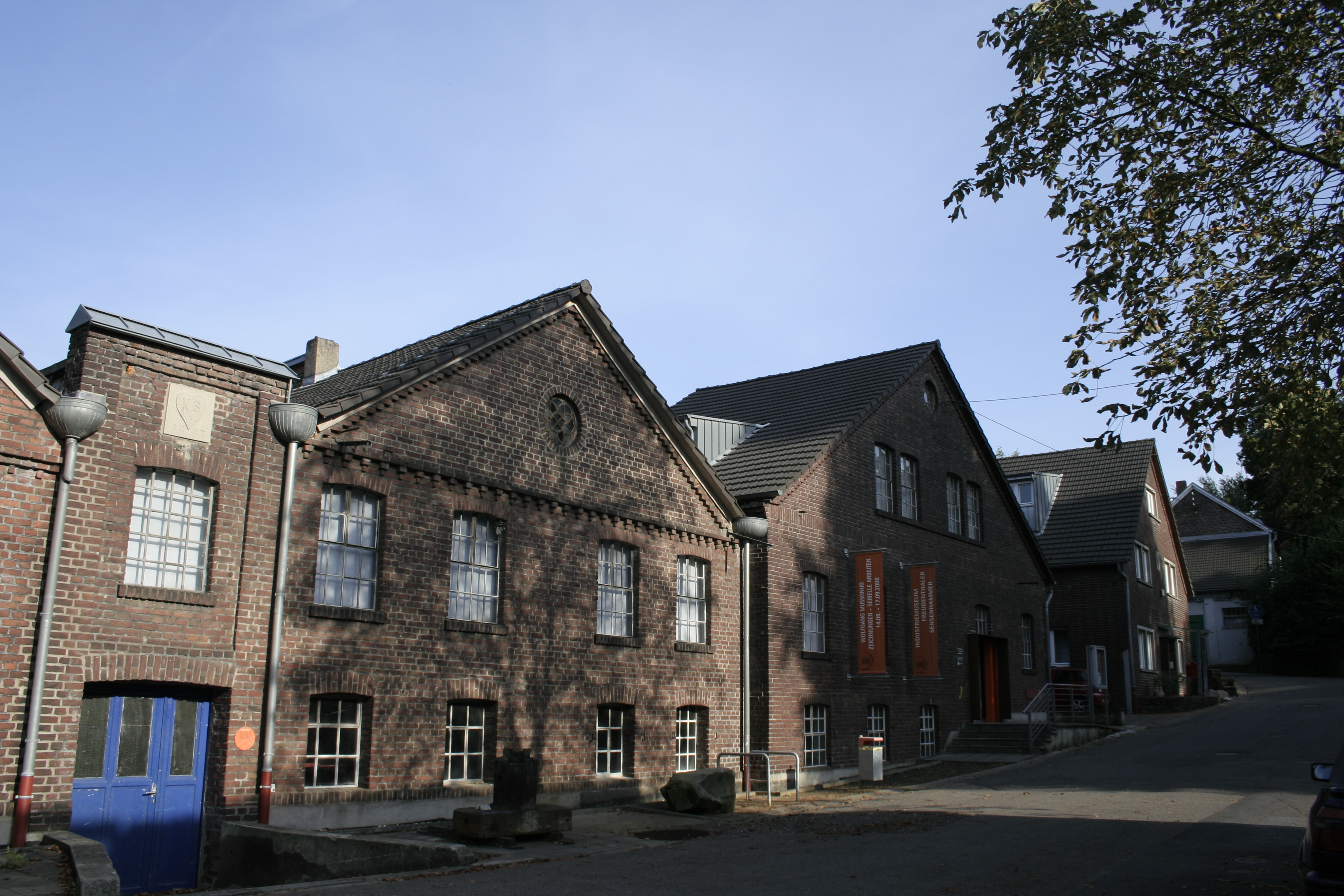
Freudenthaler Sensenhammer, Schlebusch

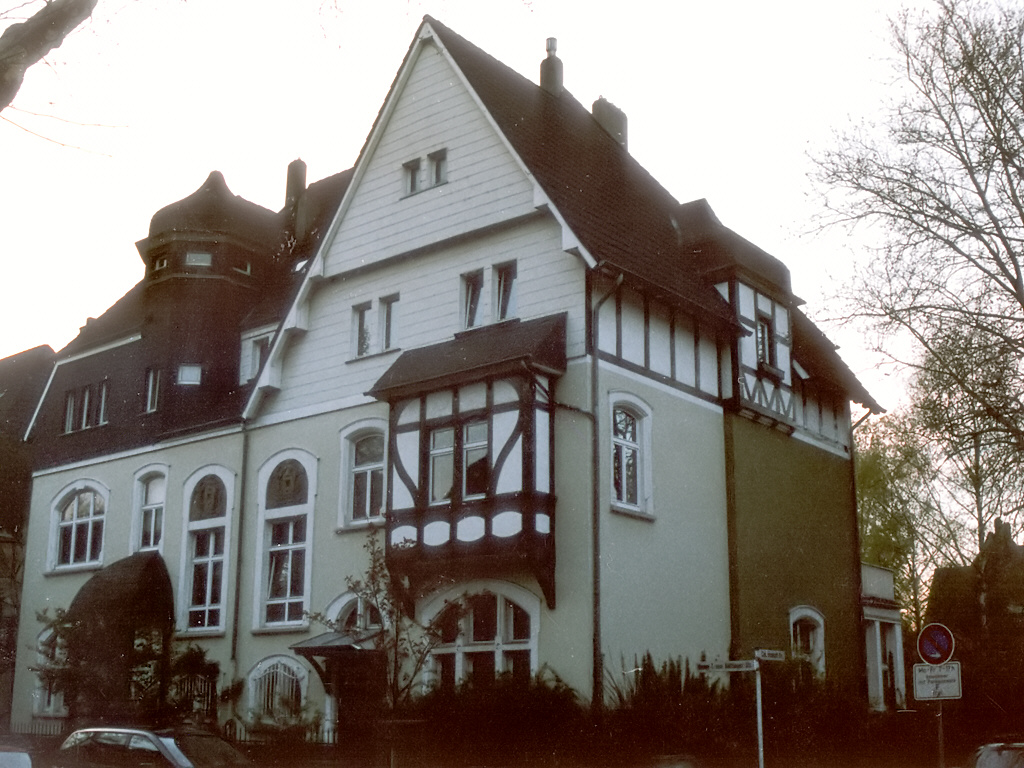
Bayer-Kolonie, Wiesdorf

Leverkusen beherbergt einige Museen, die sich mit einem breiten Themenspektrum befassen. Im künstlerischen Bereich existiert im Schloss Morsbroich seit 1951 ein heute städtisches Museum für moderne Kunst, welches die Werke zeitgenössischer Künstler ausstellt.
In Schlebusch befindet sich das Industriemuseum Freudenthaler Sensenhammer. Auf einem weitläufigen Gelände sind dort Teile einer Sensenfabrik des 19. Jahrhunderts zu besichtigen, die die Arbeits- und Lebenswelt der damaligen Zeit wieder lebendig werden lassen.
Das Kolonie-Museum in Wiesdorf zeigt eine typische Wohnung der Bayer-Kolonie (Werkssiedlung) im Stil der 1930er Jahre. Wechselnde Ausstellungen, Führungen und Lesungen sind ebenfalls Teil des Programms. Das Museum wird durch die THS als Nachfolgerin der BayWoGe (Bayer-Wohnungsgesellschaft) betrieben.
In Opladen wurde ein ehemaliges Unternehmeranwesen, die Villa Römer, als Haus der Stadtgeschichte zu einem Ort für regelmäßig wechselnde Ausstellungen zur Stadt- und Regionalgeschichte gemacht, die von drei im Gebäude ansässigen Leverkusener Geschichtsvereinen geplant und organisiert werden.
Im Kinder- und Jugendmuseum EnergieStadt besteht eine Ausstellung zum Thema Energie speziell für Kinder und Jugendliche, mit Informationen über alternative Energieformen und Umweltschutz. Das Museum befindet sich auf dem Gelände des NaturGut Ophoven.

### Bauwerke
Eines der bekanntesten Wahrzeichen der Stadt Leverkusen ist das weithin sichtbare Bayer-Kreuz. Dabei handelt es sich um eine Großlichtanlage, deren Vorgänger bereits 1933 von Carl Duisberg zwischen zwei 126 Meter hohen Schornsteinen des Bayerwerks aufgestellt wurde. Sie war damals mit 72 Meter Durchmesser die größte freischwebende Leuchtwerbung der Welt. Nach Kriegsbeginn 1939 musste die Anlage jedoch abgeschaltet und 1944 demontiert werden. Im Jahre 1958 konnte das neue Bayer-Kreuz in Betrieb genommen werden. Es hängt an zwei jeweils 118 Meter hohen Stahlrohrmasten und hat einen Durchmesser von 51 Metern. Die Leuchtschrift, deren Einzelbuchstaben jeweils sieben Meter messen, wurde aus ca. 1700 Glühlampen gebildet. Diese wurden 2009 durch Leuchtdiodenlampen ersetzt. Das eingeschaltete Kreuz ist in der Nacht aus größerer Entfernung zu sehen. 2007 plante die Bayer AG, das Kreuz zu demontieren. Diese Planungen wurden jedoch nach starken Protesten aus der Bevölkerung wieder ad acta gelegt.

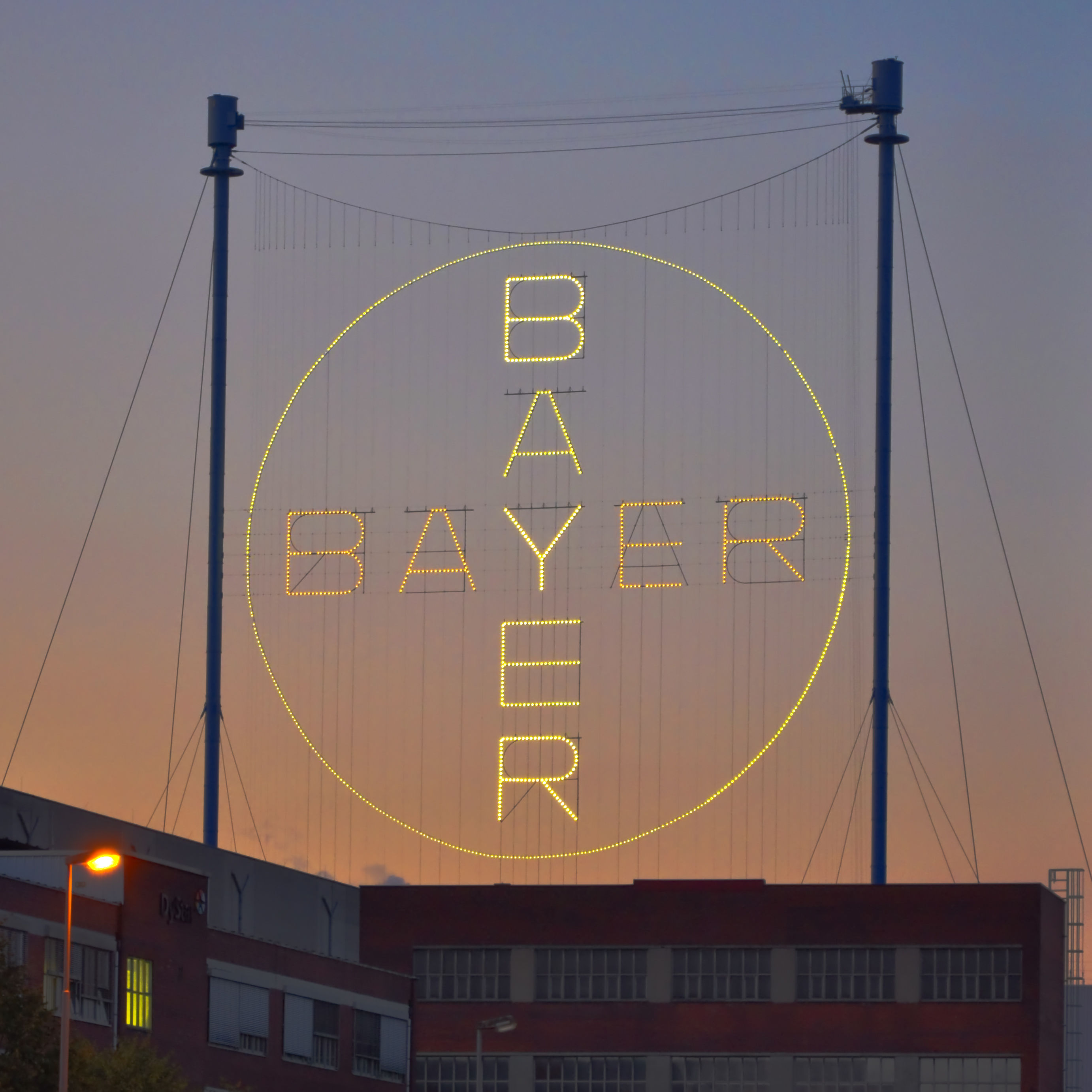
Bayer-Kreuz
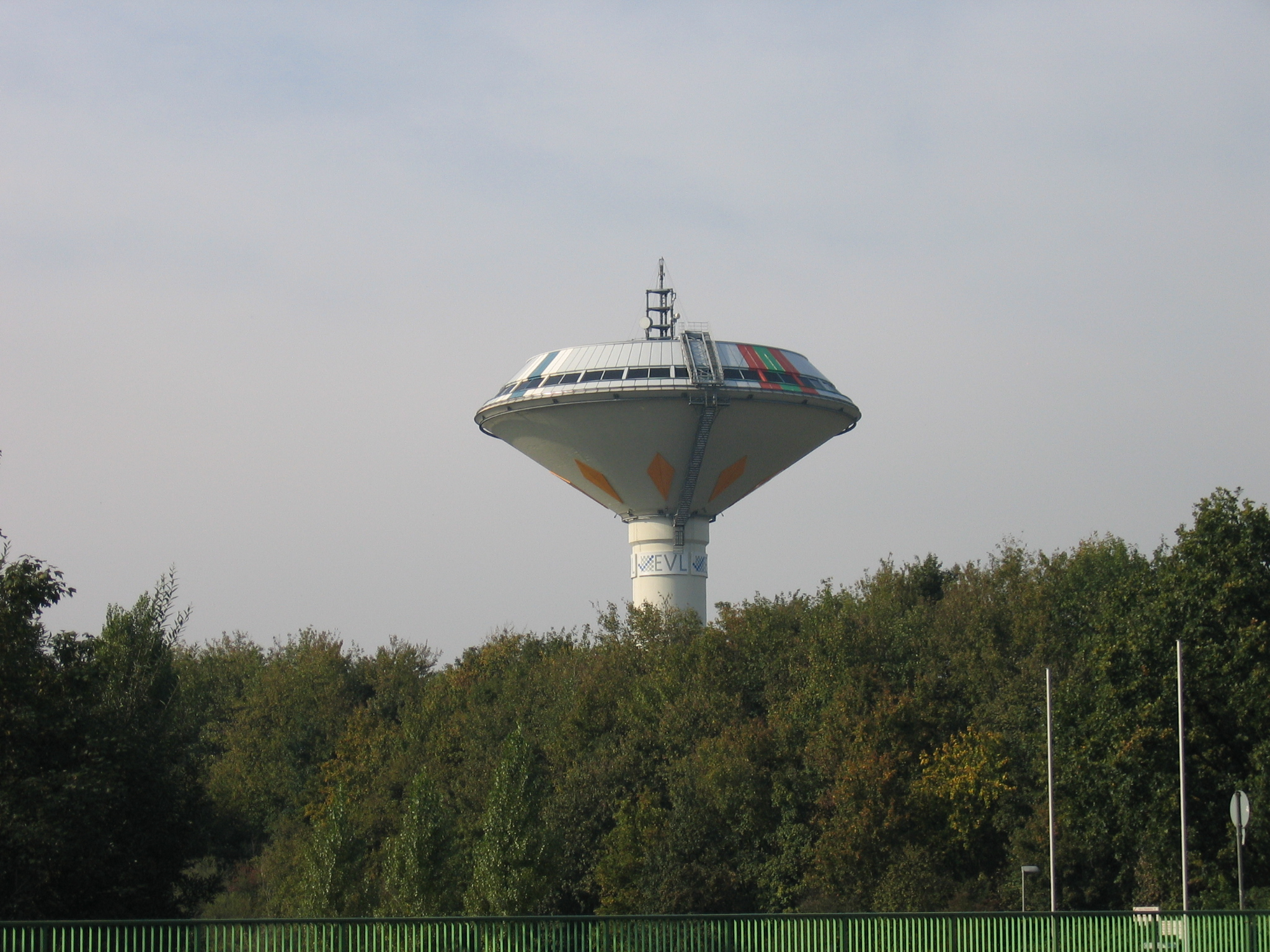
EVL-Wasserturm
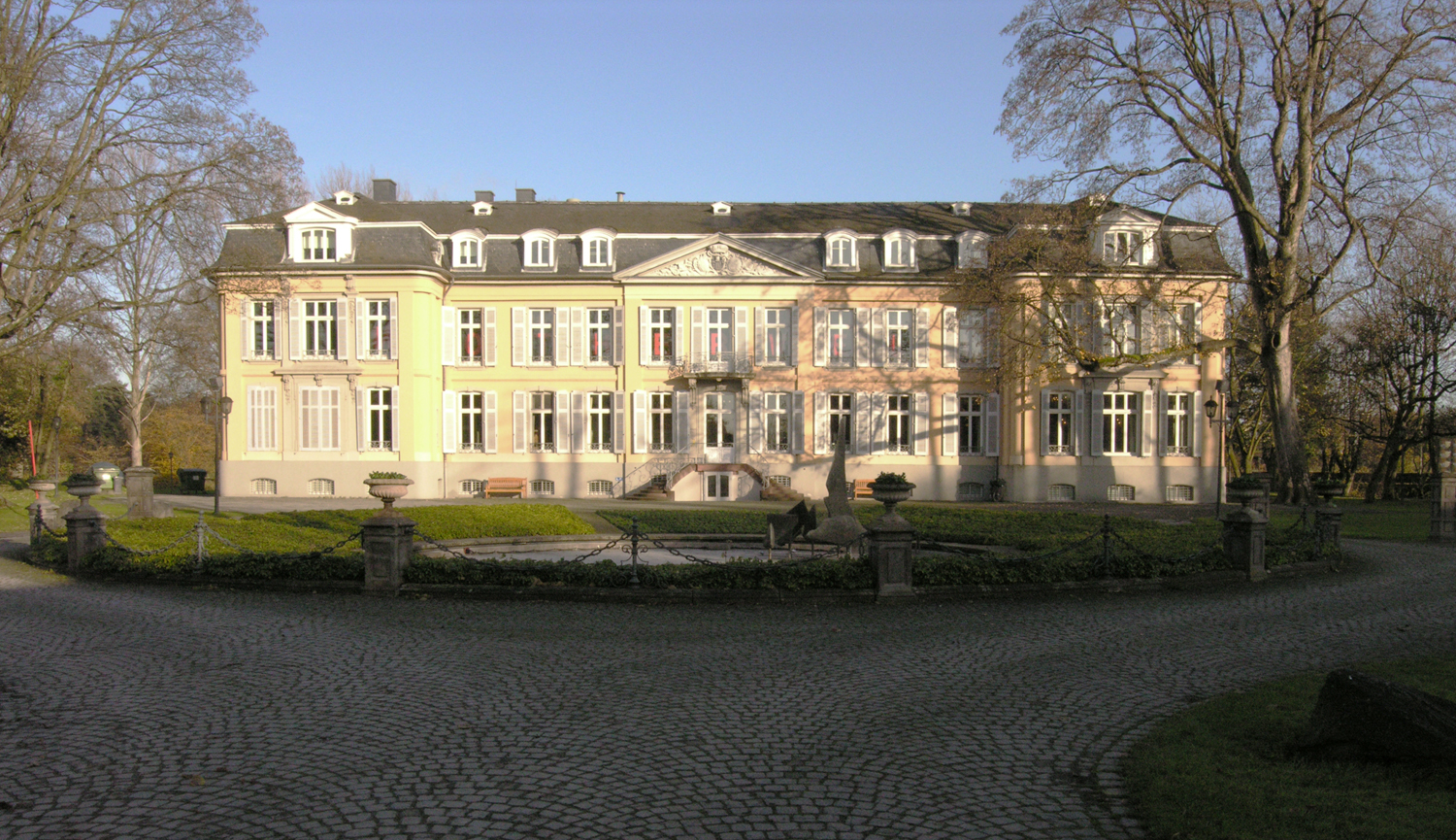
Schloss Morsbroich, Leverkusen, Haupthaus
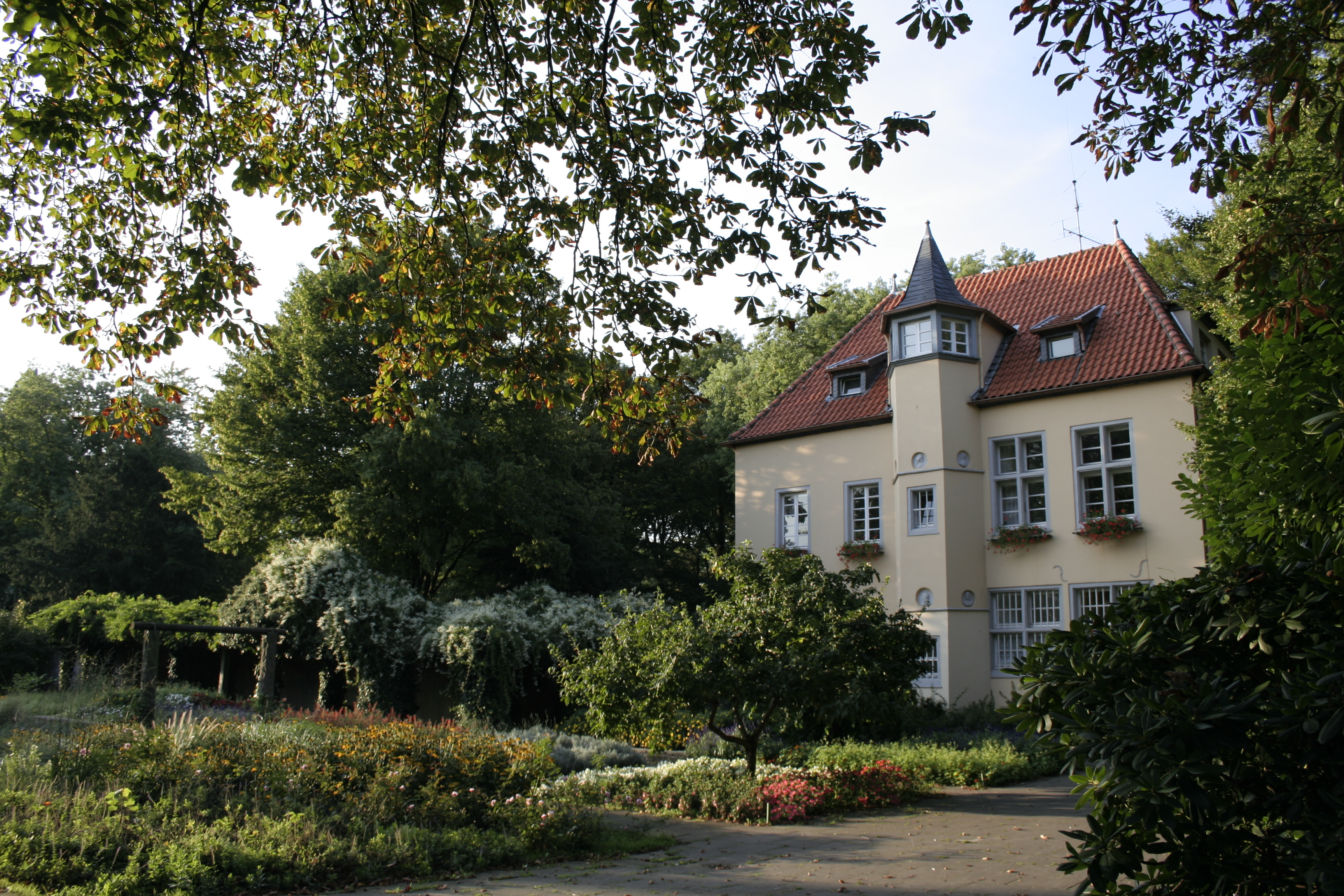
Doktorsburg

Eine weitere Sehenswürdigkeit Leverkusens ist das Schloss Morsbroich. Der Name Morsbroich leitet sich von dem 1328 urkundlich erwähnten Ritter Moir von dem Broiche ab. Das Schloss wurde 1773 von Ignaz Felix von Roll zu Bernau erbaut – als Vorlage diente Schloss Falkenlust in Brühl – und bis zu seinem Tode 1795 bewohnt. Danach ging es in den Besitz von Joachim Murat über, eines Schwagers Napoleons, den dieser zum Großherzog von Berg erhoben hatte. 1807 wurde es dem bergischen Finanzminister Jean Antoine Michel Agar übereignet. Dieser wurde von Murat außerdem zum Grafen von Morsbroich ernannt. Nach der Übernahme des Rheinlandes durch die Preußen übernahmen 1817 der Kölner Bankier und Kommerzienrat Abraham Schaaffhausen und 1857 der Fabrikant Friedrich Freiherr von Diergardt das Schloss. Von 1885 bis 1887 wurden die Seitenflügel nach Plänen des Kölner Architekten Hermann Otto Pflaume umgebaut. Nach dem Zweiten Weltkrieg vermieteten es die Erben Diergardt der Stadt Leverkusen, der sie es gegen 1985 verkauften. Seit 1951 beherbergt es ein Museum für zeitgenössische Kunst.
Ein wichtiges Bauwerk der Neuzeit wurde 2002 fertiggestellt: die neue Bayer-Konzernzentrale. Der vom bekannten Architekten Helmut Jahn entworfene Bau löste das Bayer-Hochhaus als Zentrale ab. Geplant war, die ehemalige Zentrale bei Fertigstellung des Neubaus abzureißen, sie wurde stattdessen entkernt, mit LED bestückt und ist 2009 zu einer Medienfassade umgebaut worden. Aufgrund technischer Probleme ist dieses Projekt aber 2011 aufgegeben worden (Medienfassade (Bayer-Hochhaus)) und 2012/2013 abgerissen worden, siehe Bayer-Hochhaus.
Sehenswert sind auch der von der Energieversorgung Leverkusen genutzte Wasserturm Leverkusen-Bürrig, der als Aussichtsturm zur Verfügung steht, die Villa Wuppermann, die Villa Römer mit Ausstellungen zur Geschichte, die Doktorsburg, das Herrenhaus „Friedenberger Hof“ aus dem 16. Jahrhundert sowie das Gut Ophoven mit Resten einer Burganlage aus dem 13. Jahrhundert.

#### Baudenkmäler
- Liste der Baudenkmäler in Leverkusen

### Parks und Grünflächen

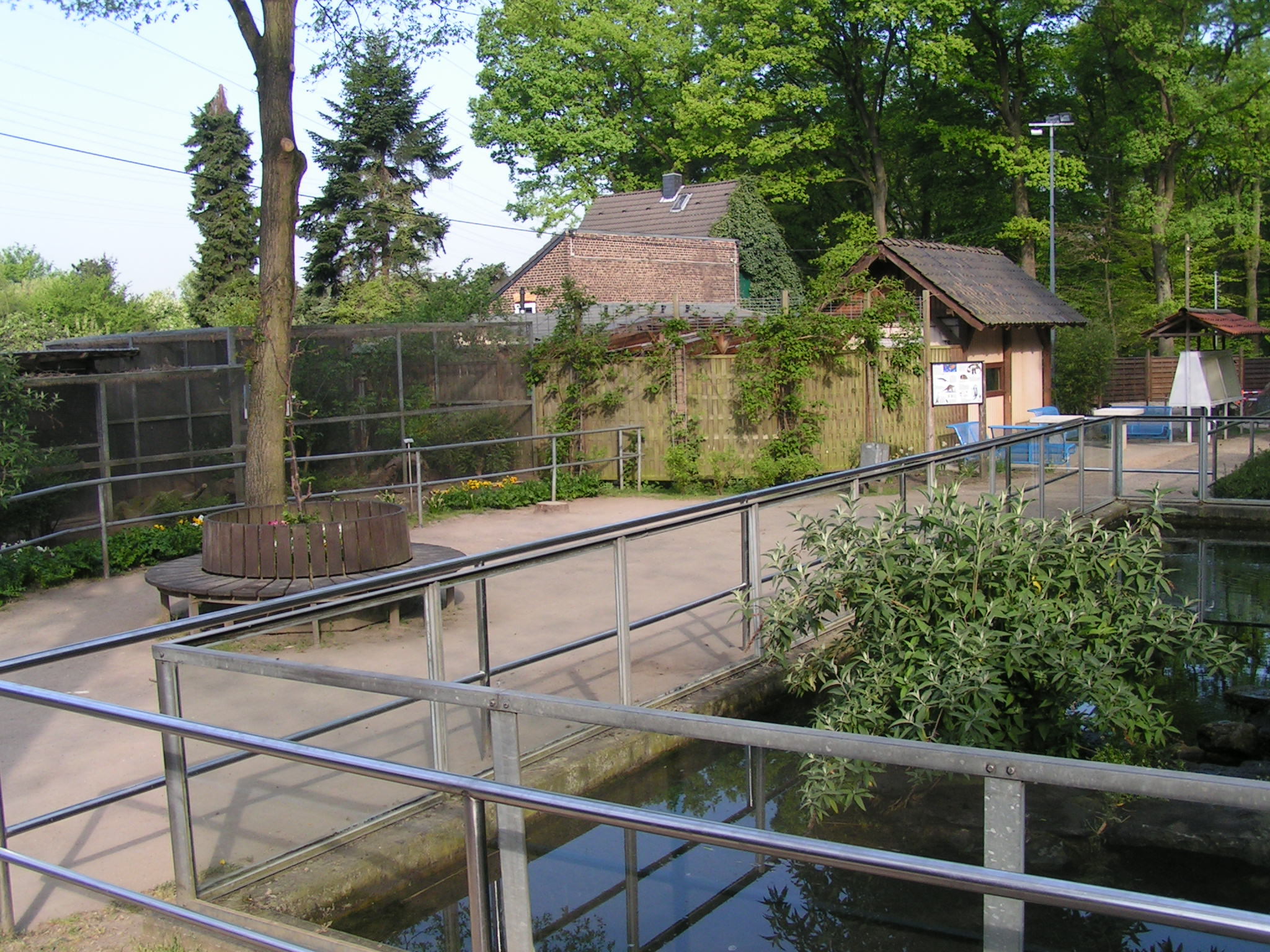
Volieren im Park

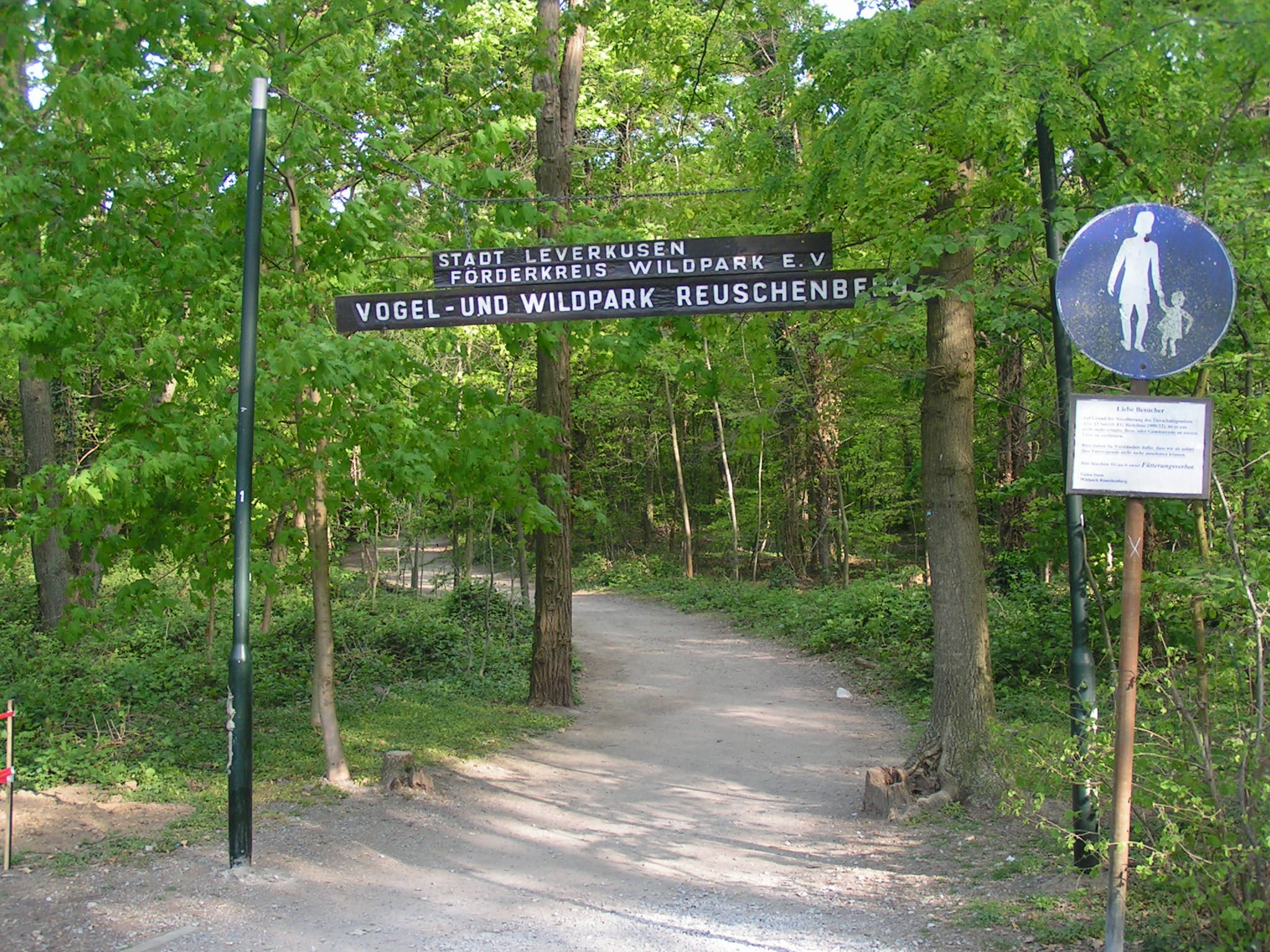
Wildpark Reuschenberg

In Leverkusen gibt es verschiedene Grünflächen und Parks. Der Wildpark Reuschenberg beherbergt auf 34.000 Quadratmetern viele einheimische Tierarten in einem größeren Waldgebiet.
Die Carl-Duisberg-Parkanlage befindet sich inmitten des Bayerwerks auf der Stadtgrenze zu Köln. Die Parkanlage ist öffentlich zugänglich, da sie außerhalb des Chemieparkgeländes liegt. Ein Teil des Carl-Duisberg-Parks ist der Japanische Garten, der von der Bayer AG in Zusammenarbeit mit japanischen Gärtnern gestaltet wurde. Er zählt zu den zehn schönsten Gärten Deutschlands, wie eine fünfköpfige Jury aus unabhängigen Garten- und Landschaftsexperten des Wettbewerbs Deutschlands schönste Parks 2006 wertete.
Der Tillmanns-Park in Bergisch Neukirchen, ein ehemaliger Privatgarten der Fabrikantenfamilie Tillmanns, ist nach dem Vorbild englischer Landschaftsgärten angelegt. Als Besonderheit wachsen hier neben einheimischen Gehölzen auch exotische Bäume wie z. B. Mammutbaum, Sumpfzypresse, Ginkgo und Amberbaum.
Eine weitere öffentlich genutzte Grünfläche mit Unterhaltungsangeboten ist der Neuland-Park, auf dessen Gelände die nordrhein-westfälische Landesgartenschau 2005 stattfand. Diese Anlage wurde auf einer ehemaligen Giftmülldeponie am Rhein errichtet, die mit speziellen Planen und Abdichtungen saniert wurde.
Inmitten des Stadtgebiets gibt es darüber hinaus ein großes Waldgebiet, den Bürgerbusch, der größtenteils zum Stadtteil Alkenrath gehört.
2008 wurde ein Rundwanderweg namens Obstweg eröffnet.

### Sport
Die Stadt ist Heimat des Fußball-Bundesligisten Bayer 04 Leverkusen, der bis 1999 Teil des TSV Bayer 04 Leverkusen war und jetzt als „Bayer 04 Leverkusen Fußball GmbH“ eine Tochtergesellschaft der Bayer AG ist. Die Herren-Mannschaft wurde in der Spielzeit 2023/24 deutscher Meister. Vorher gewann sie 1988 den UEFA-Pokal und 1993 den DFB-Pokal. Große Bekanntheit erlangte sie als „Vizekusen“ in der Saison 2001/02, als sie deutscher Vizemeister wurde und das DFB-Pokal- sowie Champions-League-Finale verlor, in welche sie überraschend eingezogen waren. Das Stadion BayArena (vormals Ulrich-Haberland-Stadion) war mit 22.500 Plätzen zeitweise das kleinste Stadion der Bundesliga. Zum Saisonstart 2009 wurde es auf 30.210 Plätze ausgebaut. Über das Stadiondach sollte ein mit 2000 Leuchtdioden versehenes Bayer-Kreuz gespannt werden, dieser Plan wurde jedoch verworfen. Im Jahre 2006 fand dort das Finale der Fußball-Weltmeisterschaft der Menschen mit Behinderung statt und 2011 war es Spielstätte bei der Fußballweltmeisterschaft der Frauen.
2024 führte Xabi Alonso die Herren-Mannschaft von Bayer 04 Leverkusen im Fußball zur ersten deutschen Meisterschaft der Vereinsgeschichte und sollte dafür Ehrenbürger der Stadt werden, verzichtete aber ohne Angabe von Gründen darauf.

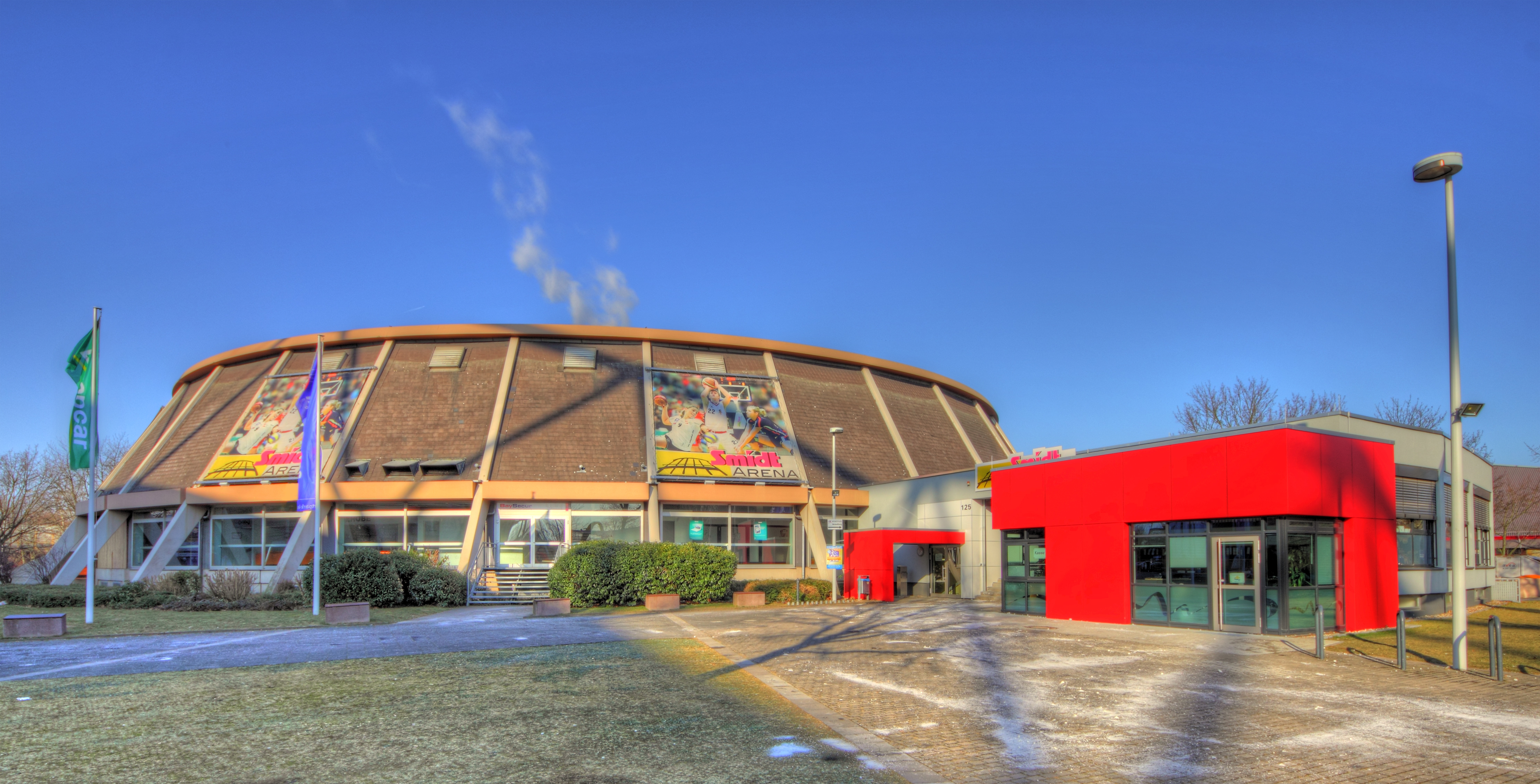
Die Ostermann-Arena ist eine Multifunktionsarena in Leverkusen.

Das Stadion ist Teil des „Sportparks Leverkusen“, in dem einige der 14 Abteilungen des TSV Bayer 04 Leverkusen e. V. beheimatet sind. Dazu gehören die Basketballer der Bayer Giants sowie die Handballdamen, die beide deutsche Rekordmeister sind. Sie tragen ihre Heimspiele in der Ostermann-Arena aus. Die Bundesligalizenz der Basketballer, die 14 Meistertitel und zehn Pokalsiege errangen, ging vor der Saison 2008/09 an die Giants Düsseldorf über und die Bayer Giants spielten als Farmteam nur noch in der viertklassigen Regionalliga, aus der sie am Ende der Saison in die ProB aufstiegen. Seitdem pendelt man zwischen der drittklassigen ProB und der zweitklassigen ProA. 2021 wurde man Vizemeister in der ProA. Der damit verbundene sportliche Aufstieg in die Basketball-Bundesliga konnte aus finanziellen Gründen nicht wahrgenommen werden. 2023 stieg man überraschend in die ProB ab.
Auch andere Abteilungen wie die Leichtathletik und das Fechten sind sehr erfolgreich. Diese beiden holten zusammengerechnet zehn olympische Goldmedaillen und zahlreiche weitere Medaillen und Weltmeistertitel. Von internationaler Bedeutung ist auch der große Bereich des Behindertensports, der bisher bei Paralympischen Spielen 47 Medaillen erringen konnte. Allerdings stellte die Bayer AG in den Jahren 2008 und 2009 einen Großteil der Sportförderung ein. Davon waren die Fußballer, die Behindertensportler und der Breitensport nicht betroffen. Außerdem gibt es in Leverkusen noch neun weitere Vereine, die von der Bayer AG unterstützt werden, unter anderem der RTHC Bayer Leverkusen und der Ski-Club Bayer Leverkusen. Aber auch andere Vereine sind durchaus erfolgreich. Die Basketballdamen von Union Opladen stiegen 2009 in die 1. Damen-Basketball-Bundesliga auf, mussten aber nach einer Saison wieder absteigen und spielen aktuell wieder in der 2. Bundesliga Nord. Die Motoballer des SV Bergfried sind zweifacher deutscher und mehrfacher norddeutscher Meister. Der Turn- u. Sportverein Opladen von 1882 e. V. wurde 1882 als Turnverein für Männer in Opladen gegründet; 1906 kam eine Abteilung für Frauen hinzu. Die erste Handball-Herrenmannschaft des TuS 82 Opladen spielt seit der Saison 2020/21 in der 3. Liga.
Im Rahmen der Landesgartenschau entstand 2004 ein Skatepark unter der Stelzenbrücke in Leverkusen-Mitte. Des Weiteren verfügt die Stadt über verschiedene, vermessene und nach Schwierigkeit geordnete, Laufstrecken, die sich auch für das Nordic Walking eignen. Seit 2001 findet im Juni der jährliche Leverkusen-Halbmarathon statt.

### Weitere regelmäßige Veranstaltungen
Im August findet die überregional bekannte Bierbörse auf der Schusterinsel Opladen statt, die viele Besucher aus anderen Städten nach Leverkusen zieht. Im Dezember fand ebenfalls auf der Schusterinsel bis 2016 das große Festival Leverkusen on ICE statt. Jeden ersten Sonntag im Monat gibt es die Szene-Open-Mike-Late-Night-Show im Pentagon, die von dem Kulturförderverein Lev Szene-OP e. V. veranstaltet wird. Regelmäßig finden auch die Jüdischen Kulturtage im Rheinland statt. Im September 2008 fand erstmals das Stadtfest Leverkusen unter Teilnahme von über 100 Leverkusener Vereinen statt.
Seit 2005 findet jährlich im Oktober die Leverkusener Kunstnacht statt. Galerien, die städtischen Museen und viele Kirchen stellen Werke örtlicher Künstler aus. Zu den Veranstaltungen fahren Pendelbusse, in denen Schauspieler und Musiker für Unterhaltung sorgen.

### Kurt-Lorenz-Preis
Der einzige Kulturpreis, der in Leverkusen vergeben wird, ist der nach dem Maler und bildenden Künstler Kurt Lorenz benannte Kurt-Lorenz-Preis. Der Preis wird seit 1989 in unregelmäßigen Abständen an Institutionen oder Personen in Leverkusen verliehen, die Impulse für das kulturelle Leben der Stadt und ihres Umlandes gegeben haben.

## Wirtschaft und Infrastruktur

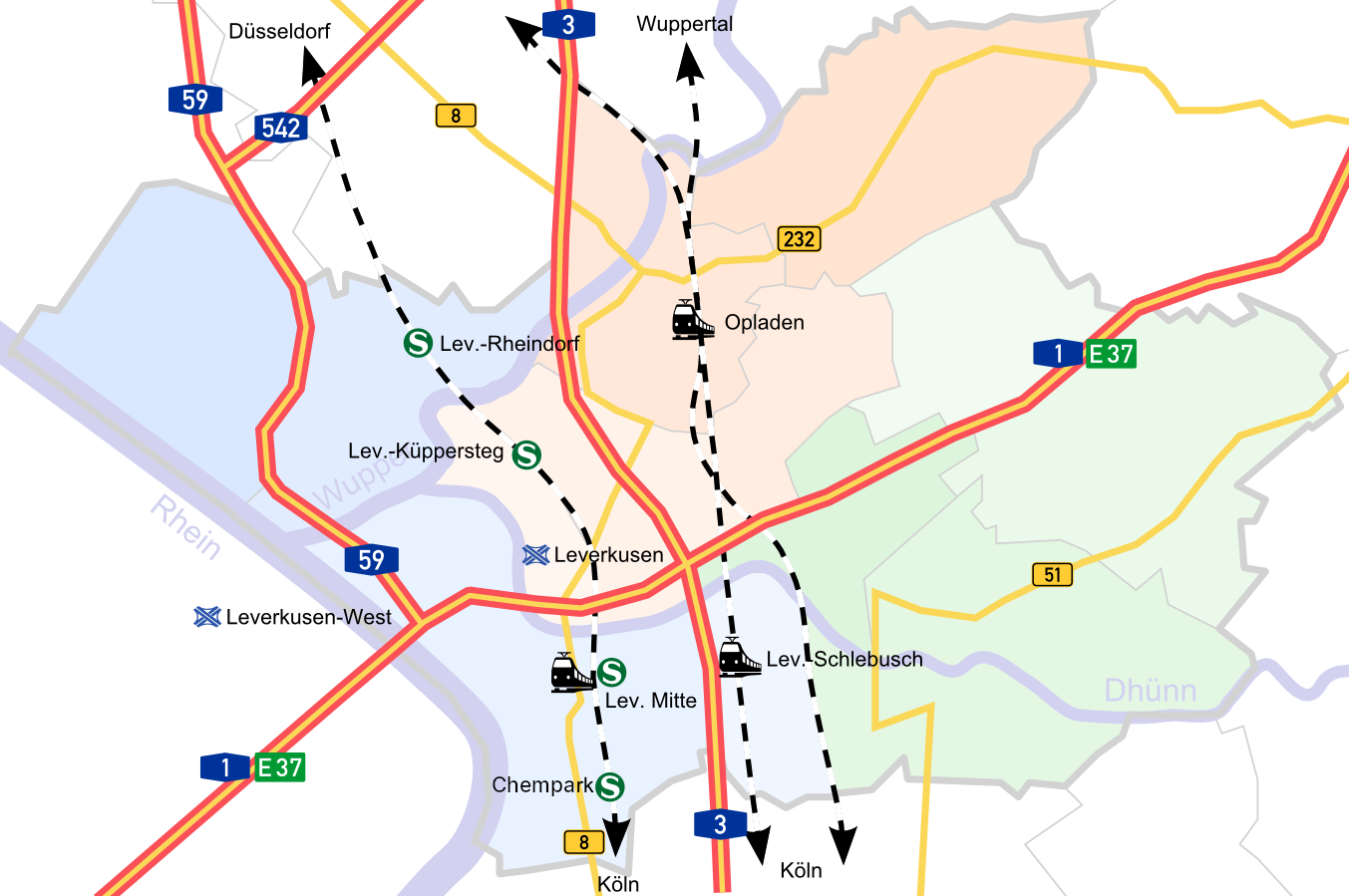
Verkehrsverbindungen

### Verkehr

#### Straßenverkehr
Im Leverkusener Stadtgebiet kreuzen sich die Autobahnen 1 (Saarbrücken–Köln–Dortmund–Hamburg–Heiligenhafen) und 3 (Passau–Frankfurt–Köln–Oberhausen–Emmerich) am Autobahnkreuz Leverkusen. Die A 1 quert bei Wiesdorf über die Rheinbrücke Leverkusen den Rhein. Die A 59 führt im Westen des Stadtgebiets in Richtung Norden nach Düsseldorf. Ferner verlaufen die Bundesstraßen 8 und 51 sowie die ehemalige B 232 durch das Stadtgebiet.

#### Eisenbahnverkehr

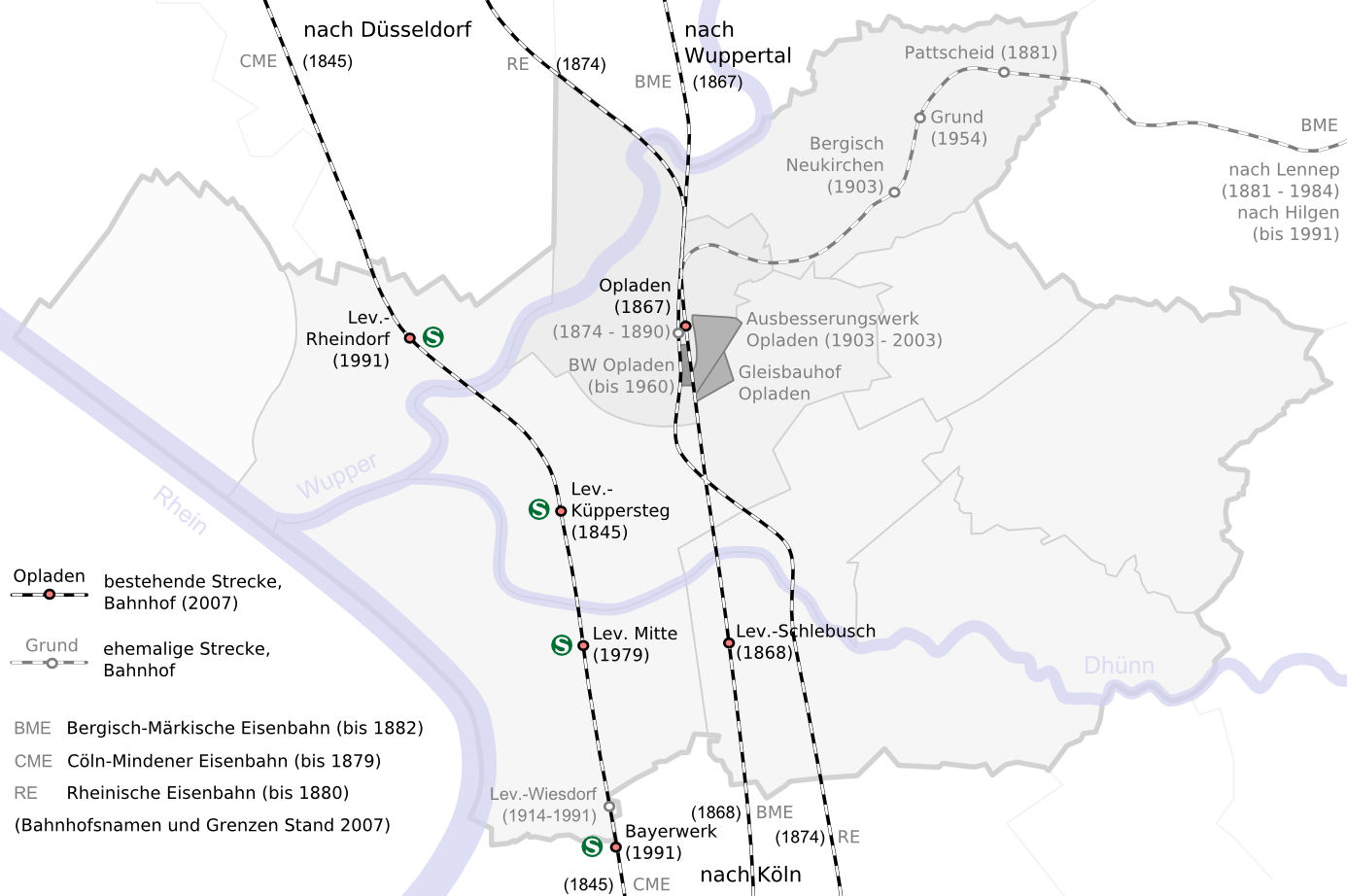
Bahnnetz

Leverkusen liegt an der Bahnstrecke Köln–Duisburg mit dem Bahnhof Leverkusen Mitte sowie den S-Bahn-Haltepunkten Leverkusen-Rheindorf, Leverkusen-Küppersteg und an der Bahnstrecke Haan-Gruiten–Köln-Deutz mit den Bahnhöfen Opladen und Leverkusen-Manfort sowie an der nur im Güterverkehr befahrenen Bahnstrecke Mülheim-Speldorf–Troisdorf.
Die S-Bahn-Linie 6 bedient in dieser Reihenfolge von Norden nach Süden folgende Haltepunkte bzw. Bahnhöfe:
Leverkusen-Rheindorf, Leverkusen-Küppersteg, Leverkusen Mitte und Leverkusen Chempark.
Die Regional-Express-Linien NRW-Express (RE 1) und Rhein-Express (RE 5) bedienen den Bahnhof Leverkusen Mitte.
Die Regional-Express-Linie Rhein-Münsterland-Express (RE 7) bedient den Bahnhof Opladen.
Die Regionalbahn-Linie Rhein-Wupper-Bahn (RB 48) bedient in dieser Reihenfolge von Norden nach Süden die Bahnhöfe Opladen und Leverkusen-Manfort.
Für ICE- und IC-Züge besteht in Leverkusen kein Systemhalt.

#### Straßenbahn
Von 1903 bis 1963 gab es in Leverkusen und den einst eigenständigen Städten Opladen und Hitdorf mehrere Straßenbahnlinien. Am 11. November 2015 regte die SPD-Fraktion in Leverkusen eine Einbeziehung Leverkusens in Ausbaupläne zur Kölner Stadtbahn und eine Verlängerung der bis Flittard projektierten Linie zum Leverkusener Chempark und perspektivisch ins Stadtzentrum und nach Opladen an.

#### Stadtbahnverkehr
Unmittelbar an der Kölner Stadtgrenze zu Leverkusen-Schlebusch befindet sich die Endhaltestelle der KVB-Stadtbahnlinie 4.

#### Busverkehr
Mehrere Buslinien der Wupsi GmbH (ehemals Kraftverkehr Wupper-Sieg AG) und einiger anderer, kleinerer Busbetriebe bewerkstelligen den öffentlichen Personennahverkehr (ÖPNV) im Stadtgebiet Leverkusen.

#### Tarifgebiet
Leverkusen gehört zum Tarifgebiet des Verkehrsverbund Rhein-Sieg (VRS).

#### Flughäfen
Am südlichen Stadtrand liegt der Flugplatz Leverkusen (ICAO-Code EDKL).

### Wirtschaft
Hauptarbeitgeber in Leverkusen sind die Firmen Bayer AG sowie die Lanxess AG, wobei die Letztgenannte aus der Bayer AG durch Abspaltung hervorgegangen ist. Ferner befinden sich die Deutschland- und Europazentrale des Automobilherstellers Mazda, die Zentrale des Bremsbelagherstellers TMD Friction, der Sitz des Stahlunternehmens Wuppermann AG sowie die Firma Momentive Performance Materials, einer der größten Hersteller von Silikon weltweit, in Leverkusen.
Die Kronos International, Inc., deutschlandweit der größte und weltweit der fünftgrößte Hersteller von Titandioxid-Pigmenten, hat seine Deutschlandzentrale in Leverkusen und betreibt im Chempark eine seiner Produktionsanlagen.
Im Jahre 2016 erbrachte Leverkusen, innerhalb der Stadtgrenzen, ein Bruttoinlandsprodukt (BIP) von 7,605 Milliarden € und belegte damit Platz 49 innerhalb der Rangliste der deutschen Städte nach Wirtschaftsleistung. Das BIP pro Kopf lag im selben Jahr bei 46.572 € (Nordrhein-Westfalen: 37.416 €, Deutschland 38.180 €) und damit deutlich über dem regionalen und nationalen Durchschnitt. Die Wirtschaftsleistung pro Erwerbstätigen lag bei 92.903 € und gehörte zu den höchsten des Landes. In der Stadt waren 2016 ca. 81.900 erwerbstätige Personen beschäftigt. Die Arbeitslosenquote lag im Dezember 2018 bei 7,0 % und damit über dem Durchschnitt von Nordrhein-Westfalen mit 6,4 %.
Im Zukunftsatlas 2016 belegte die kreisfreie Stadt Leverkusen Platz 196 von 402 Landkreisen, Kommunalverbänden und kreisfreien Städten in Deutschland und zählt damit zu den Regionen mit „ausgeglichenem Chancen-Risiko Mix“ für die Zukunft. In der Ausgabe von 2019 lag sie auf Platz 122 von 401.

### Medien
In Leverkusen erscheint der Leverkusener Anzeiger als Ableger des Kölner Stadt-Anzeigers aus dem M.-DuMont-Schauberg-Verlag mit einer Quartalsauflage von ca. 25.000 Stück. Auch der Kölner Express aus dem gleichen Verlag bietet ausführliche Informationen über das regionale Geschehen der Stadt. Die Bild enthält ebenfalls einen Kölner Regionalteil. Regionale Informationen sind auch in der Rheinischen Post (Rhein-Wupper-Zeitung) mit einer Auflage von gut 15000 Exemplaren zu finden. (Auflagenhöhe nach IVW)
Zudem werden im Leverkusener Stadtgebiet wöchentlich zwei Werbeblätter, die Lokalen Informationen und das Leverkusener Wochenende kostenlos an die Haushalte verteilt.
Der private Lokal-Radiosender Radio Leverkusen (107,6) sendet innerhalb der Stadt ein aktuelles Programm mit Pop-Musik. Außerhalb der regionalen Berichterstattung sendet er das Rahmenprogramm von Radio NRW. Weitere regionale Hörfunkangebote bietet der Kölner Westdeutsche Rundfunk. Zudem kann in Leverkusen, dank des Rundfunksenders Linz, der sich auf rheinland-pfälzischer Seite direkt an der Landesgrenze zu NRW befindet, auf der UKW-Frequenz 94,8 das Programm von SWR3 empfangen werden. Aufgrund dieses Umstandes finden auch die Autobahnen zwischen Bonn und Leverkusen Erwähnung im Verkehrsservice des eigentlich für Rheinland-Pfalz und Baden-Württemberg sendenden Programms des Südwestrundfunks.
Der private Lokal-Fernsehsender center.tv Köln sendete bis 2016 via Kabel und IPTV auch im Leverkusener Stadtgebiet.
Momentan werden bewegte lokale Bilder im Wesentlichen auf leverkusen.com gesendet. Daneben gibt es manchmal Kurzvideos in der Rheinischen Post und dem Lokalfenster des WDR.

### Bildung

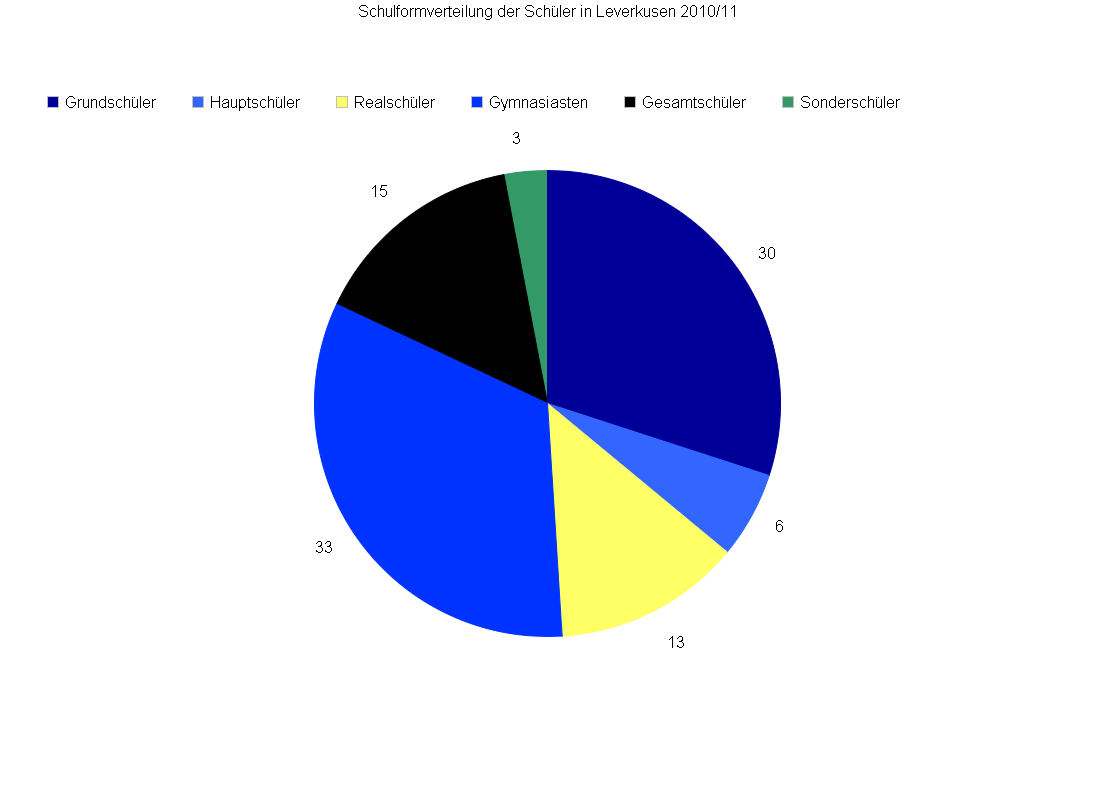
Verteilung der Schüler auf die einzelnen Schulformen

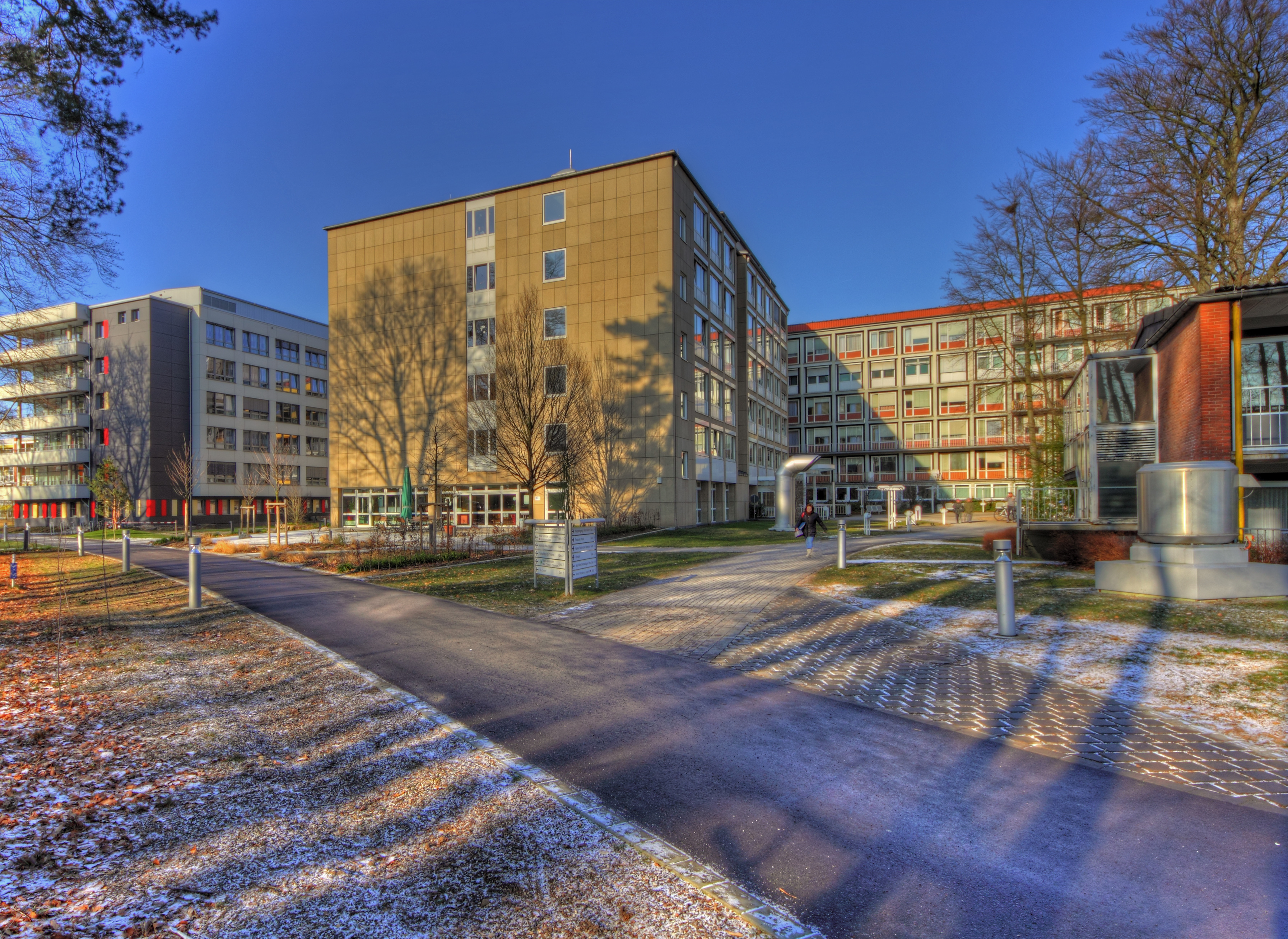
Klinikum Leverkusen

Leverkusen verfügt über ein Studienzentrum der FOM – Hochschule für Oekonomie und Management und den Campus Leverkusen der Fachhochschule Köln – Cologne University of Applied Sciences in der Neuen Bahnstadt Opladen. Bis 2012 hatte auch die Fernuniversität Hagen einen Studienstandort in Leverkusen. Zudem bietet Leverkusen eine Volkshochschule und eine katholische Familienbildungsstätte.
Als weiterführende Schulen gibt es drei Hauptschulen, drei Realschulen, fünf Gymnasien, eine Sekundarschule und zwei Gesamtschulen. Im Schuljahr 2011/2012 besuchten insgesamt 19.975 Schüler in Leverkusen die Schule, davon waren 6.081 Grundschüler, 1.094 Hauptschüler, 2.515 Realschüler und 6.678 Gymnasiasten. 3.054 Schüler besuchten eine Gesamtschule, 553 eine Sonderschule. Darüber hinaus gibt es das Berufskolleg Opladen, das Geschwister-Scholl-Berufskolleg und das Berufskolleg für Wirtschaft und Verwaltung.
Das Werner-Heisenberg-Gymnasium in Lützenkirchen entstand aus einer Abspaltung vom Landrat-Lucas-Gymnasium in Opladen. Des Weiteren gibt es in Opladen mit der Marienschule ein Gymnasium in kirchlicher Trägerschaft (Erzbistum Köln). Im Stadtteil Wiesdorf liegt das Lise-Meitner-Gymnasium, in Schlebusch das Freiherr-vom-Stein-Gymnasium.
Die Realschulen sind die Theodor-Heuss-Realschule (Opladen), die Realschule am Stadtpark (Wiesdorf) und die Montanus-Realschule (Steinbüchel), die Gesamtschulen Käthe-Kollwitz-Schule (Rheindorf) und Gesamtschule Schlebusch. Hauptschulen gibt es in Manfort (Theodor-Wuppermann-Schule), in Quettingen (Hauptschule Neukronenberg) und in Opladen (Katholische Hauptschule Im Hederichsfeld). Hinzu kommen 17 Gemeinschaftsgrundschulen und acht katholische Grundschulen und drei Förderschulen.
Aufgrund eines Kooperationsvertrages der Stadt Leverkusen mit dem Land NRW ist seit 2010 ein Bildungsnetzwerk für die Region Leverkusen im Entstehen begriffen. In diesem Rahmen ist eine Bildungsdatenbank aller Bildungsstandorte in der Stadt aufgebaut worden. 2014 wurde das Netzwerk cLEVer eröffnet.

### Krankenhäuser
Das Klinikum Leverkusen in Schlebusch verfügt über 12 medizinische Fachabteilungen mit 740 Planbetten. In unmittelbarer Umgebung des Klinikums besteht eine Notdienstpraxis. In Wiesdorf gibt es außerdem das St.-Josef-Krankenhaus und in Opladen das St.-Remigius-Krankenhaus, die beide zur Kplus Gruppe gehören.

### Stadtentwicklung

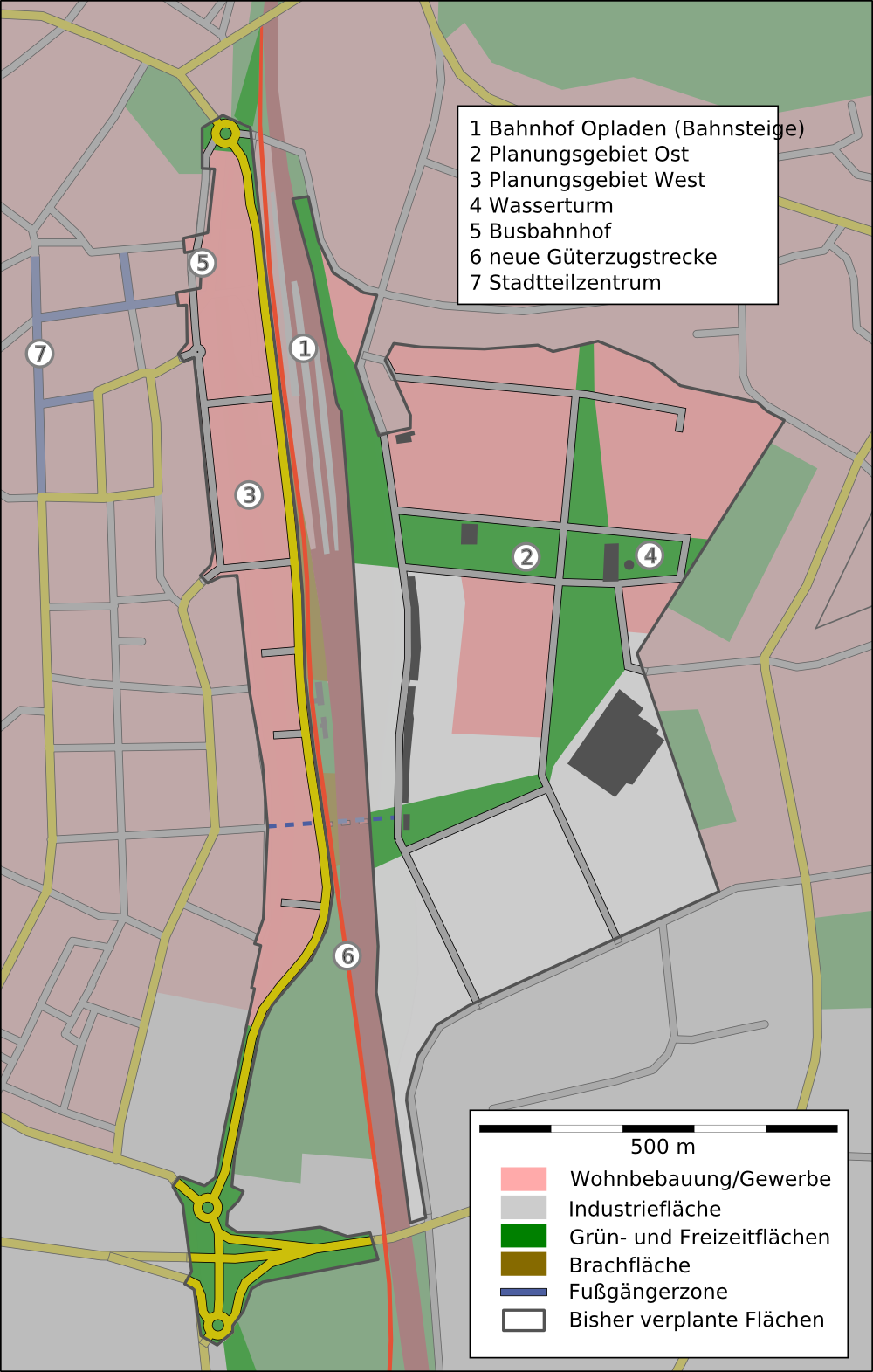
Planungen für die Neue Bahnstadt Opladen

Ab 2007 entstand auf dem innerstädtischen Areal am Friedrich-Ebert-Platz ein neues Einkaufs- und Dienstleistungszentrum. Hierfür wurde das ehemalige Rathaus, das Stadthaus und das benachbarte Bayer-Kaufhaus abgerissen. Auf mehreren Verkaufsebenen entstanden Ladenlokale für 120 Fachgeschäfte. Die Büroflächen werden für städtische Einrichtungen, unter anderem für die Unterbringung des Rathauses genutzt. Das Einkaufszentrum – auch als Neue Stadtmitte Leverkusen bezeichnet – wird als Rathaus-Galerie Leverkusen von der ECE Projektmanagement betreut. Das Einkaufszentrum wurde am 24. Februar 2010 eröffnet. Die Kosten des Umbaus werden auf ungefähr 200 Millionen Euro geschätzt. Die ECE Projektmanagement hat schon während der Abrissarbeiten des alten Rathauses das Projekt an die Bank Credit Suisse mit einem Millionengewinn verkauft.
Im Stadtteil Opladen werden im Rahmen des Projekts Neue Bahnstadt Opladen großflächig ehemalige Bahnanlagen sowie das Gelände des ehemaligen Ausbesserungswerks in Wohn- und Gewerbeflächen umgewandelt. Dieses Projekt mit einem finanziellen Umfang von ca. 120 Millionen Euro ist Teil der Regionale 2010.
Ein weiteres Stadtteilentwicklungsprojekt ist die „Soziale Stadt Rheindorf-Nord“. In einer Großwohnsiedlung der Fünfzigerjahre werden städtebauliche Investitionen in den öffentlichen Raum und sozial-integrative Projekte (z. B. in den Bereichen Bildung, Qualifizierung und Gesundheitsförderung) miteinander verknüpft. Das Bund-Länder-Programm Soziale Stadt soll zur Aufwertung sozial und städtebaulich gefährdeter Gebiete beitragen.

## Persönlichkeiten

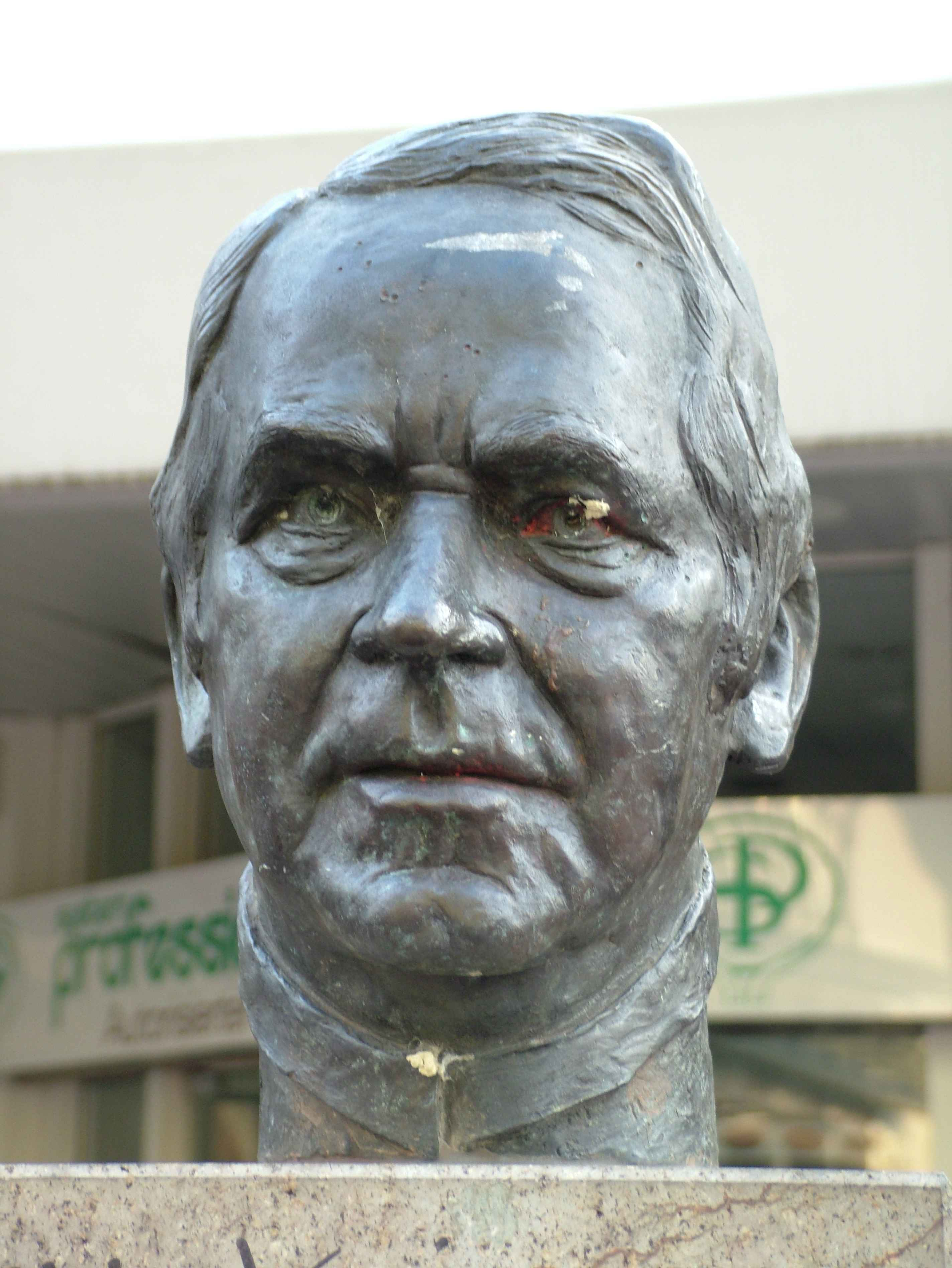
Carl Leverkus
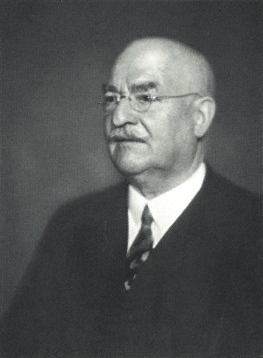
Carl Duisberg
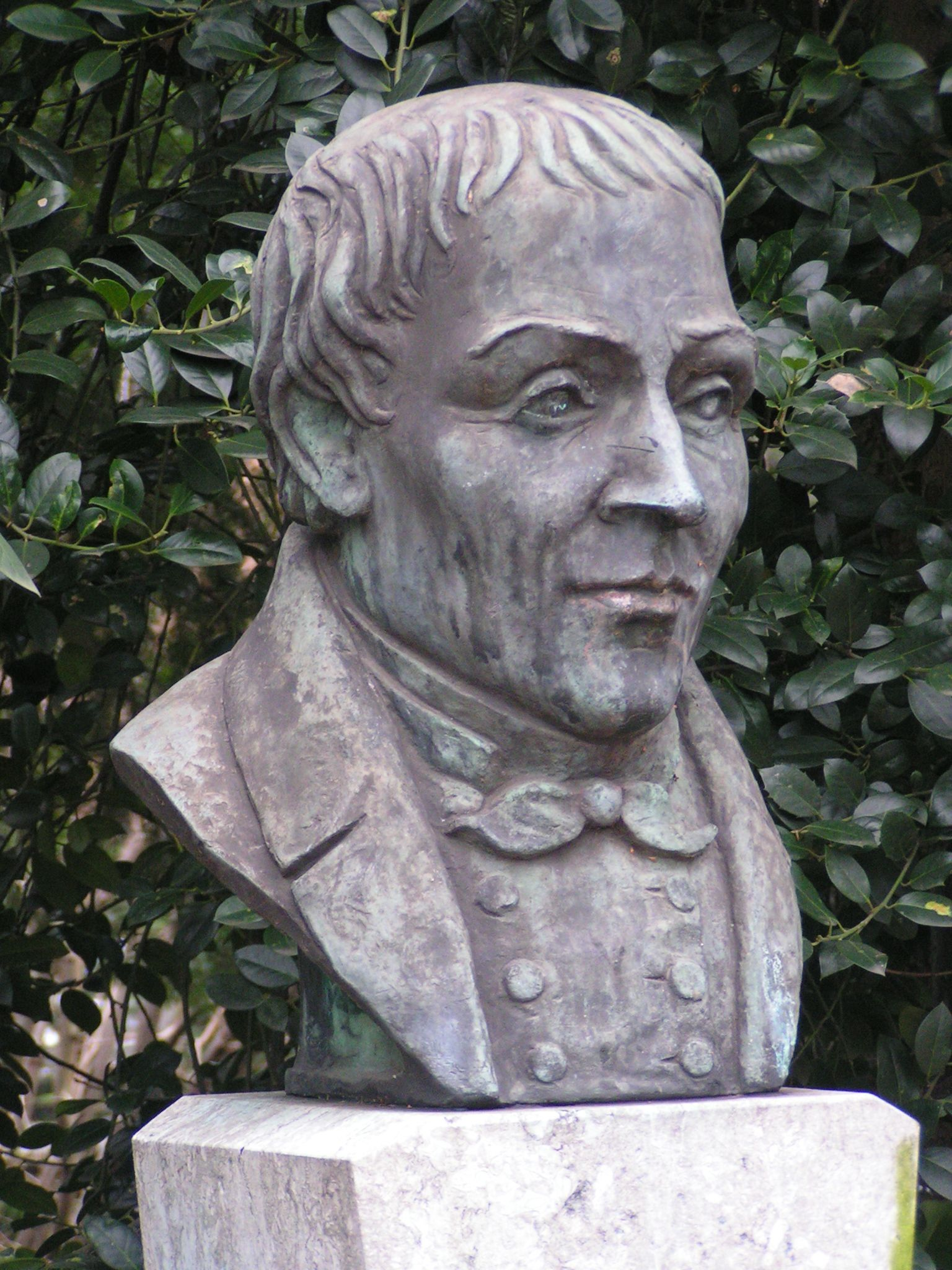
Vinzenz Joseph Deycks
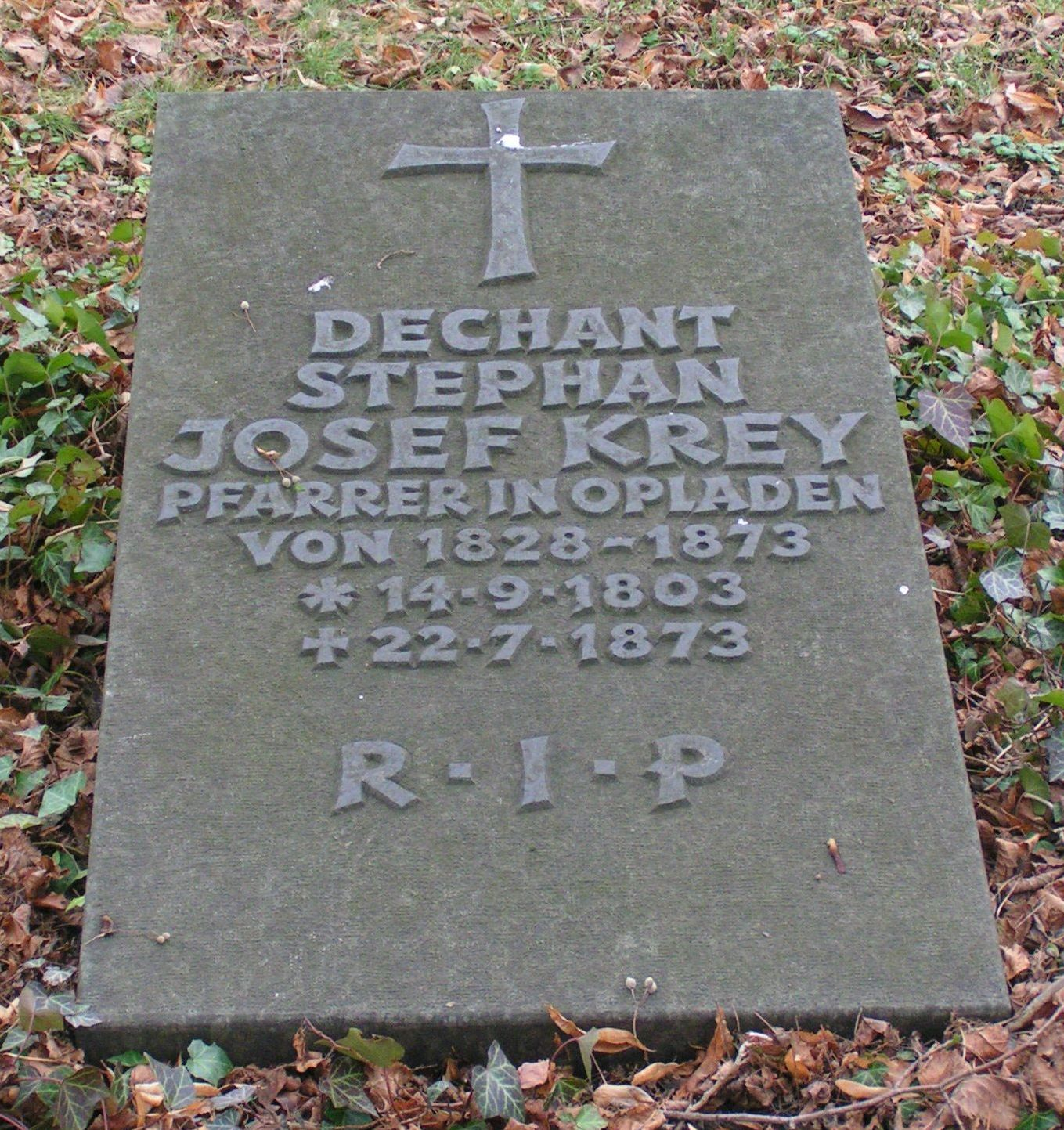
Grabstein für Stephan Josef Krey
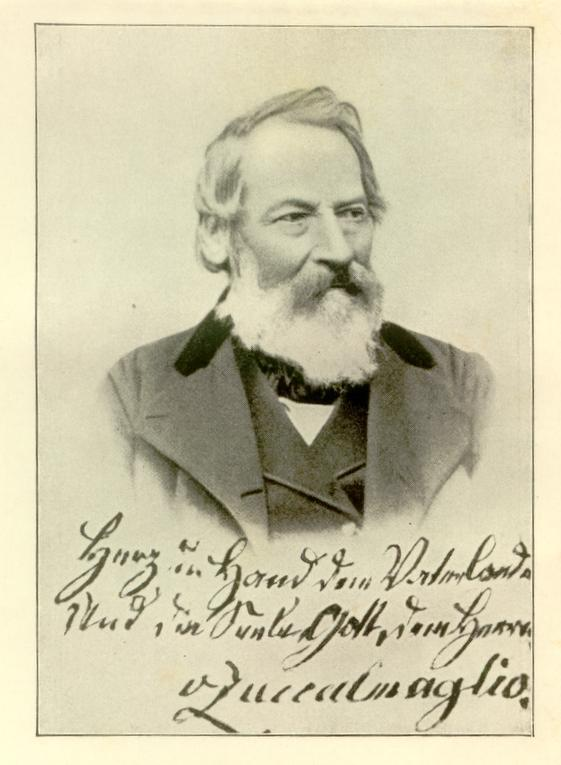
Vinzenz von Zuccalmaglio